# Морфологическая классификация галактик
Морфологи́ческая классифика́ция гала́ктик — классификация галактик по их внешнему виду. Существуют различные схемы морфологической классификации галактик: среди них в качестве основной используется классификация Хаббла, которая довольно проста, но её достаточно, чтобы описывать основные свойства галактик.
В основе системы классификации Хаббла лежит разделение галактик на эллиптические, линзовидные, спиральные — с баром и без него — и неправильные, которые образуют последовательность, разделяющуюся на две части. Типы галактик, в свою очередь, делятся на подклассы: эллиптические — по степени видимой сплюснутости, а спиральные — по выраженности балджа относительно диска, углу закрутки спиральных рукавов и тому, насколько они гладкие или, наоборот, клочковатые. Данная схема в первоначальной форме была создана в 1926 году и оказалась достаточно удобной, кроме того, была обнаружена корреляция различных параметров галактики и её морфологического типа. Поэтому классификация Хаббла с небольшими изменениями широко используется до сих пор, а большинство используемых ныне схем классификации представляют собой дальнейшее её развитие.
Один из примеров доработанной схемы Хаббла — классификация Вокулёра — содержит несколько нововведений. В частности, в ней используется деление линзовидных галактик на подклассы по выраженности различных деталей, а спиральные галактики разделены на подклассы более тонко. Два дополнительных отдельных измерения в классификации составляют степень выраженности бара и кольца, так что классификацию Вокулёра можно представить в объёмном виде. Дополнительно в этой схеме могут быть обозначены такие структуры, как, например, внешние кольца и линзы.
Классификация ван ден Берга, также называемая DDO-классификацией, также основывается на схеме Хаббла. В схеме ван ден Берга линзовидные галактики рассматриваются не как переходный тип между эллиптическими галактиками и спиральными, а как отдельная последовательность, наравне со спиральными галактиками. Между этими двумя последовательностями выделяется последовательность анемичных галактик, которые от нормальных спиральных галактик отличаются нечётким, слабым спиральным узором. Подтипы линзовидных, анемичных и спиральных галактик определяются по степени выраженности балджа относительно диска. Кроме того, в схеме ван ден Берга выделяются различные классы светимости, поскольку между яркими и тусклыми галактиками также наблюдаются различия в морфологии.
В классификации Моргана, также называемой Йеркской системой, в первую очередь рассматривается спектральный тип галактики, соответствующий спектральным классам звёзд, а также тесно связанная с ним концентрация яркости к центру галактики. Спектральный тип, определяемый по этим показателям, коррелирует с типом галактики по Хабблу. В качестве вторичного параметра используется видимая форма галактики.
До создания системы Хаббла предлагались и другие схемы классификации, однако они по разным причинам не прижились. Общепринято выделяют и особые типы галактик, например, карликовые галактики, галактики с низкой поверхностной яркостью и пекулярные галактики.

## Общие сведения

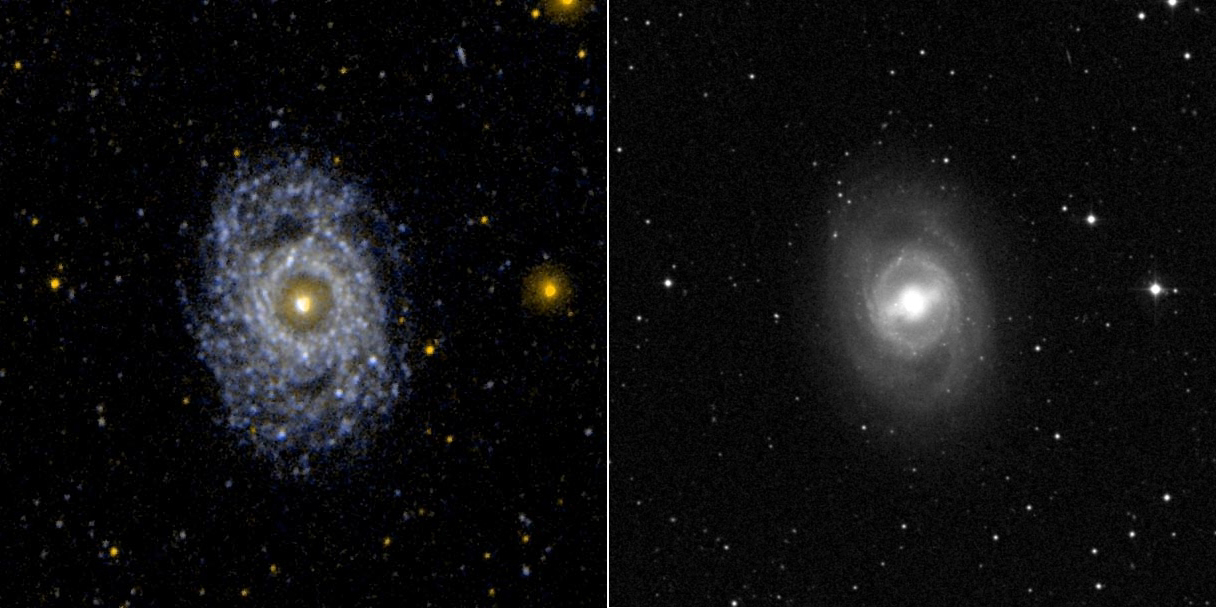
Галактика M 95 в ультрафиолетовом диапазоне (слева) и в оптическом (справа)

Наблюдаемые формы галактик довольно разнообразны, и разделение их на классы по морфологии может быть полезным для дальнейшего исследования этих объектов. Существует множество схем морфологической классификации галактик, но общепринятой и в то же время достаточно детальной среди них нет. Классификация Хаббла довольно проста, но её достаточно для того, чтобы описывать основные свойства галактики, поэтому она остаётся основной схемой.
Внешний вид одной и той же галактики может сильно различаться на изображениях с разной глубиной или в разных диапазонах длин волн. При сравнении изображений разных галактик и их классификации нужно это учитывать: например, спиральные рукава галактик хорошо выделяются в одних фотометрических полосах и плохо — в других. Обычно схемы классификации галактик основываются на их изображениях в оптическом диапазоне. При этом нужно учитывать, что сравнение галактик друг с другом должно производиться по собственному излучению галактики: например, если галактика с красным смещением {\displaystyle z=1} наблюдается в фотометрической полосе R, то для того, чтобы сравнить с ней галактику из ближней Вселенной, необходимо использовать её изображение в полосе U — в более коротких волнах. Очень удалённые галактики наблюдаются такими, какими они были миллиарды лет назад, в ранней Вселенной, поэтому они имеют неправильную, асимметричную форму, так что для них могут использоваться другие схемы классификации.
Как правило, схемы классификации предусматривают, что класс галактики определяется субъективно, а не по количественному измерению их параметров. Это нередко приводит к тому, что разные астрономы, определяя типы галактик независимо друг от друга, относят одну и ту же галактику к разным, хотя и близким классам. Несмотря на эту нестрогость, различные схемы классификации широко применяются. Для массовой классификации галактик могут использоваться средства гражданской науки, например, с такой целью создан проект Galaxy Zoo. Кроме того, существуют и компьютерные программы, определяющие морфологический тип галактик.
| Схема         | Критерии классификации | Некоторые обозначения                    | Примеры классификации                            |
| ------------- | --- | ---------------------------------------- | ------------------------------------------------ |
| Хаббла        | Угол закрутки и клочковатость спиральных рукавов, выраженность балджа относительно диска, наличие бара                         | E, S0, S, SB, Irr; a, b, c               | M87: E1 M31: Sb M101: Sc БМО: Irr I              |
| Вокулёра      | Угол закрутки спиральных рукавов, выраженность балджа относительно диска, наличие бара и кольца                                | E, S0, S, SB, I; a, b, c, d, m; (r), (s) | M87: E1P M31: SA(s)b M101: SAB(rs)cd БМО: SB(s)c |
| ван ден Берга | Количество молодых звёзд в диске, степень концентрации яркости в центре, выраженность и длина спиральных рукавов, наличие бара | E, S0, A, S, Ir; B; a, b, c; I, II…V     | M87: E1 M31: Sb I—II M101: Sc I БМО: Ir III—IV   |
| Моргана       | Степень концентрации яркости в центре, цвет и спектр, однородность, наличие бара                                               | k, g, f, a; E, R, D, S, B, I             | M87: kE1 M31: kS5 M101: fS1 БМО: afI2            |

## Классификация Хаббла

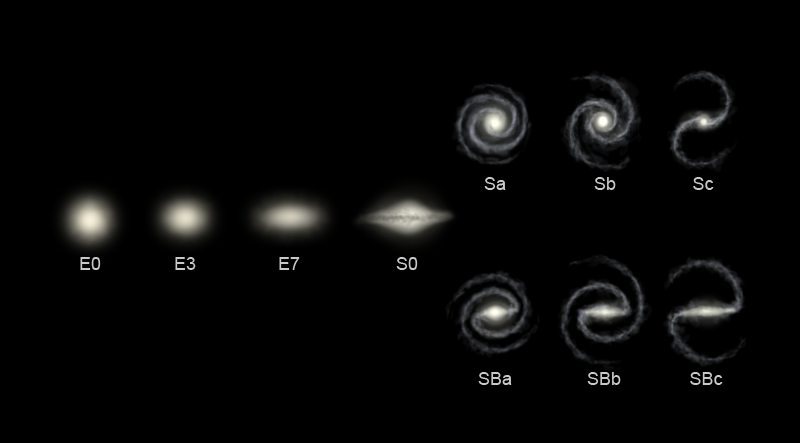
Последовательность Хаббла

Первую систему классификации, которая стала общепринятой, создал Эдвин Хаббл в 1926 году, позднее она была названа именем её создателя. Типы галактик в данной схеме образуют последовательность, которая разделяется на две ветви, поэтому её также называют «камертон Хаббла».
В системе классификации Хаббла первоначально выделялись эллиптические, спиральные и неправильные галактики, которые в свою очередь делились на подклассы (см. ниже). В эллиптических галактиках (E) практически никогда не наблюдается деталей структуры, а только постепенное увеличение яркости к центру, в то время как в спиральных на фоне диска присутствуют более яркие спиральные рукава. В классификации Хаббла разделяются спиральные галактики с баром (перемычкой в центре, обозначаются SB) и без него (обозначаются S). Неправильные галактики (Ir или Irr) имеют асимметричную, клочковатую форму. Позднее, в 1936 году, Хаббл добавил линзовидные галактики (S0), которые имеют форму диска, но лишены спиральных рукавов. При этом предполагается, что переход между различными типами галактик плавный.
Эллиптические галактики делятся на подтипы от E0 до E7, которые различаются степенью видимой эллиптичности: галактики, имеющие круглую форму, относятся к подтипу E0, а наиболее сплюснутые — E7. При отношении размеров малой и большой полуоси галактики {\displaystyle b/a} номер её подтипа равняется {\displaystyle 10\cdot (1-b/a)}, так что, например, у галактики E5 большая полуось вдвое больше, чем малая. Эллиптических галактик, более сплюснутых, чем E7, не существует.
Спиральные галактики делятся на подтипы Sa, Sb, Sc или, для галактик с баром, SBa, SBb, SBc. Спиральную галактику относят к одному из этих классов на основе выраженности балджа относительно диска, угла закрутки спиральных рукавов и их клочковатости. Эти параметры частично коррелируют друг с другом: галактики типа Sa и SBa имеют крупные балджи, туго закрученные и гладкие спиральные рукава, а галактики типа Sc и SBc — небольшие балджи и раскрытые, клочковатые спиральные рукава. Типы Sb и SBb имеют промежуточные характеристики.
Неправильные галактики делятся на два подтипа: Irr I и Irr II. К галактикам типа Irr I относят объекты, в которых наблюдаются яркие участки, содержащие звёзды классов O и B, а к Irr II — неправильные галактики с более гладкой структурой.
В последовательности Хаббла принято помещать эллиптические галактики в левой части, а два типа спиральных — в правой: в одной ветви спиральные галактики с баром, в другой — без бара. Линзовидные галактики расположены между эллиптическими и спиральными — на «раздвоении» последовательности, а неправильные галактики обычно в последовательность не включают. Разные типы галактик могут называть «ранними» (E, S0, Sa) или «поздними» (Sc, Irr). Такая терминология — след устаревших представлений об эволюции галактик: считалось, что галактики эволюционируют вдоль последовательности, из эллиптических становятся спиральными, а затем неправильными. В частности, галактики классов Sa и SBa называют спиральными галактиками раннего типа, Sc и SBc — позднего типа, а Sb и SBb — промежуточного типа.
- Галактики разных типов по Хабблу в обзоре SDSS[24]

Галактики разных типов по Хабблу в обзоре SDSS
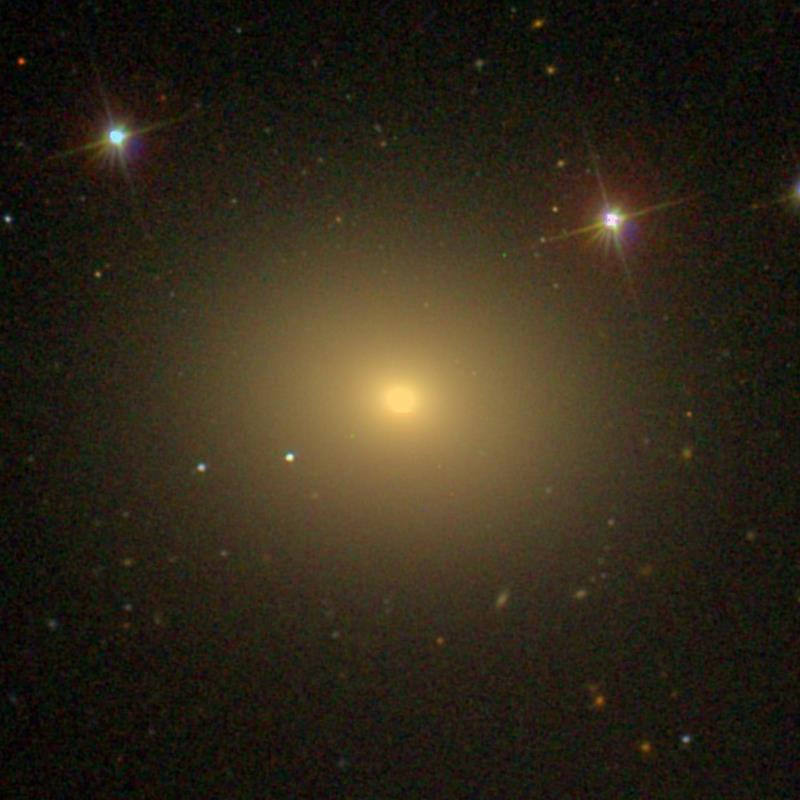
NGC 3608 (E2)
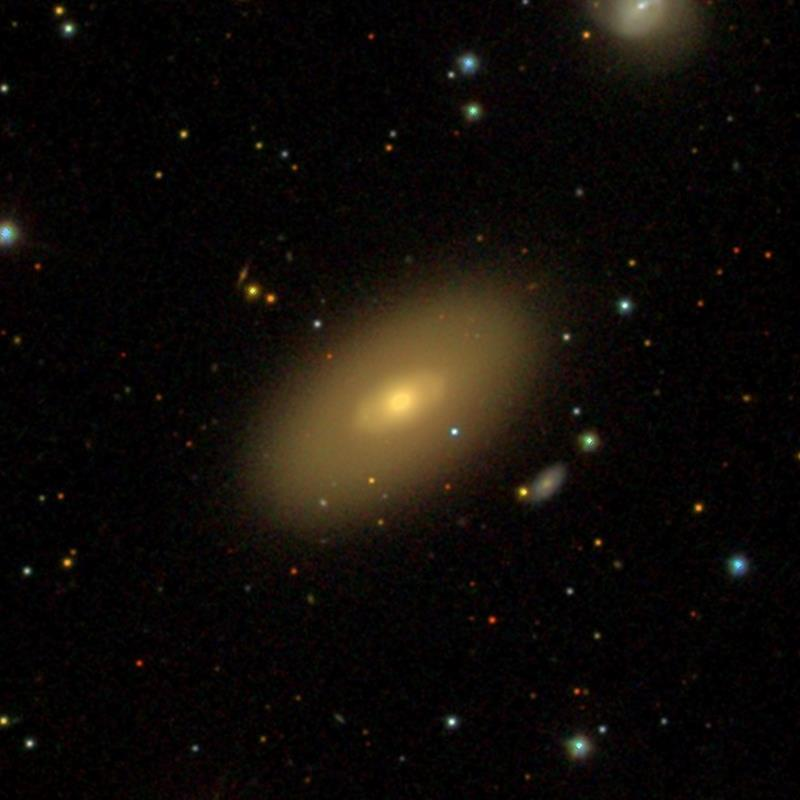
NGC 6278 (S0)
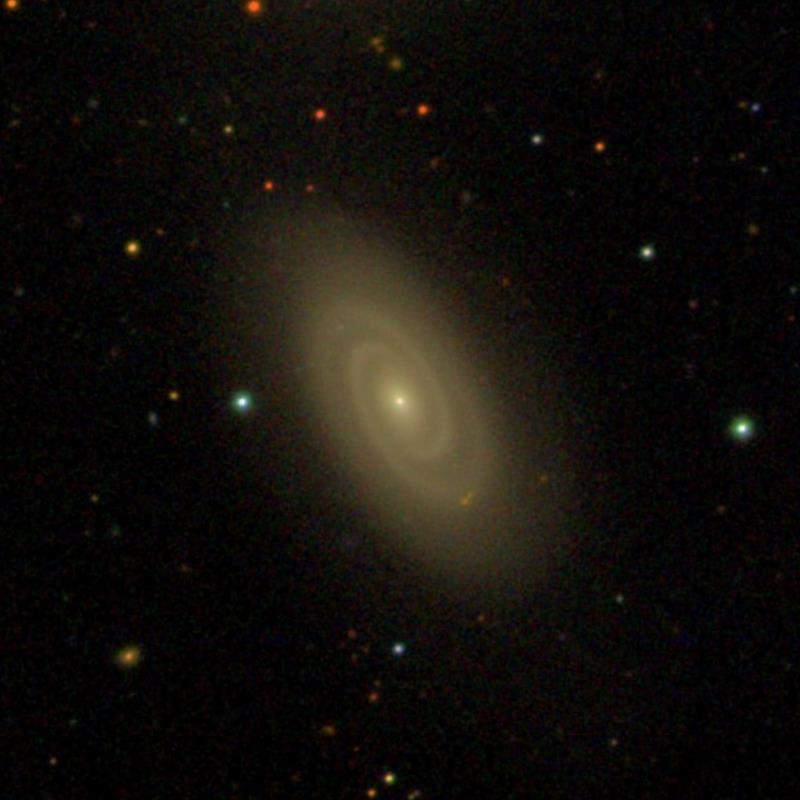
NGC 4305 (Sa)
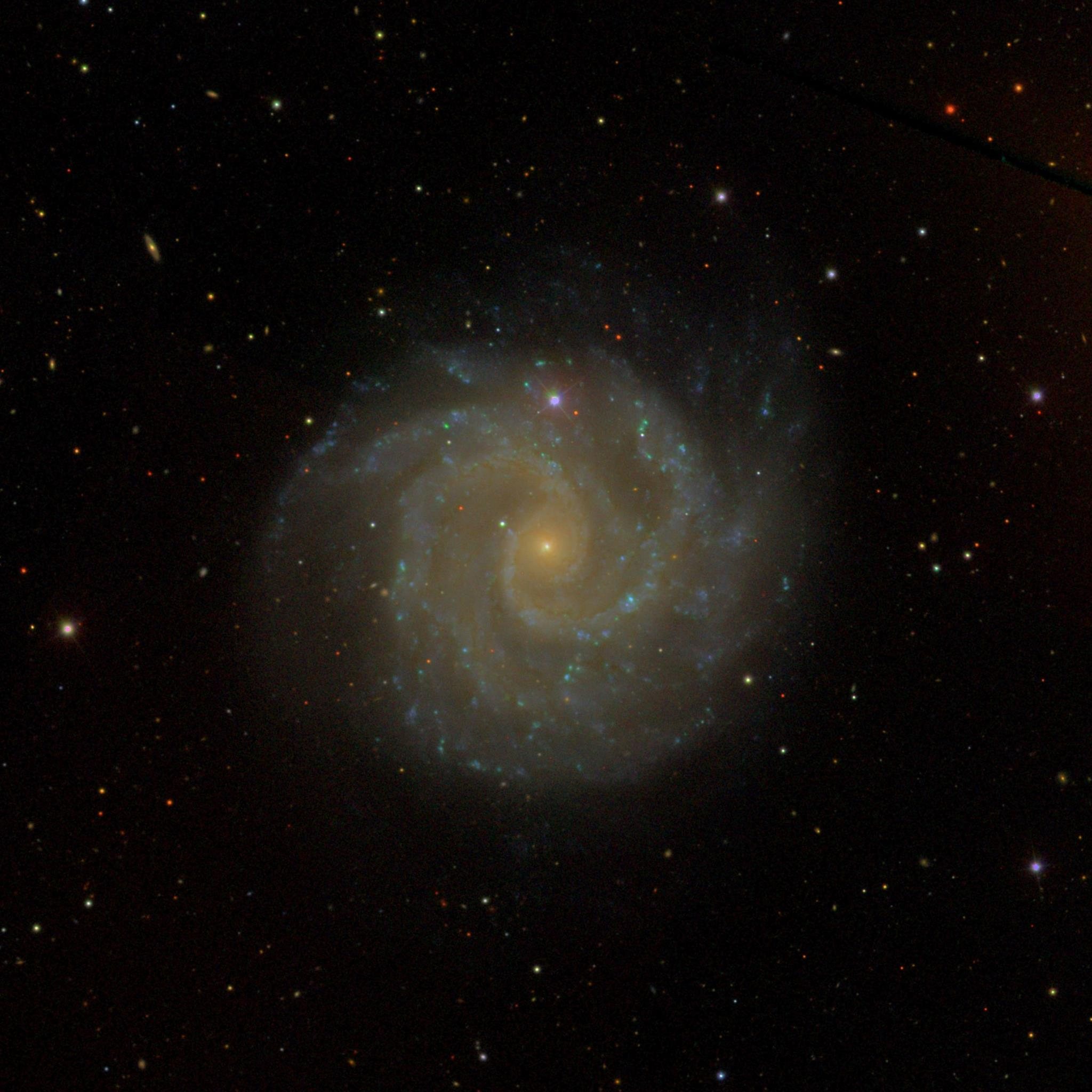
NGC 3184 (Sc)
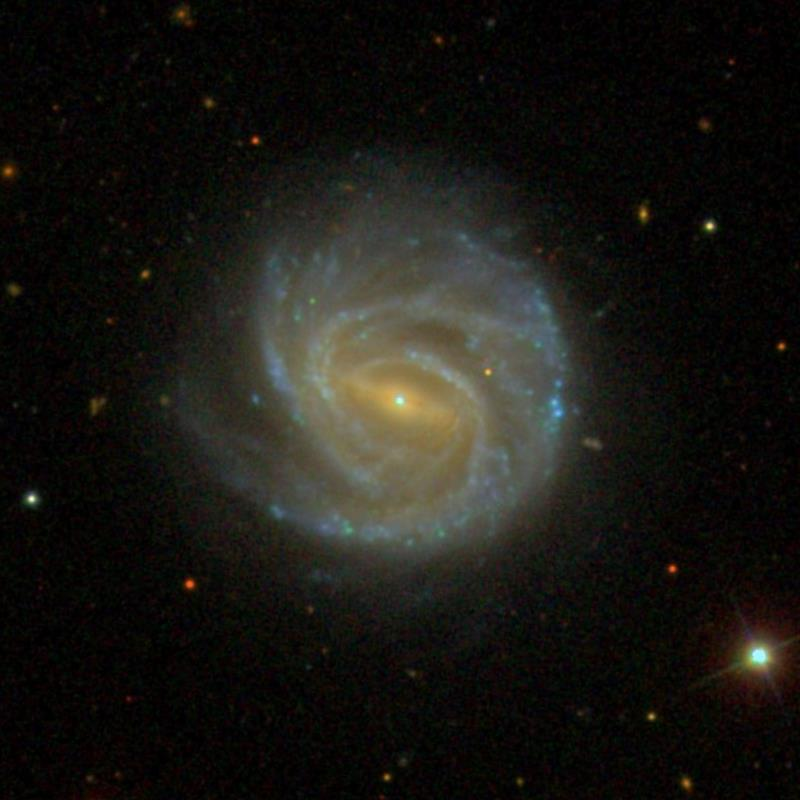
NGC 3367 (SBc)
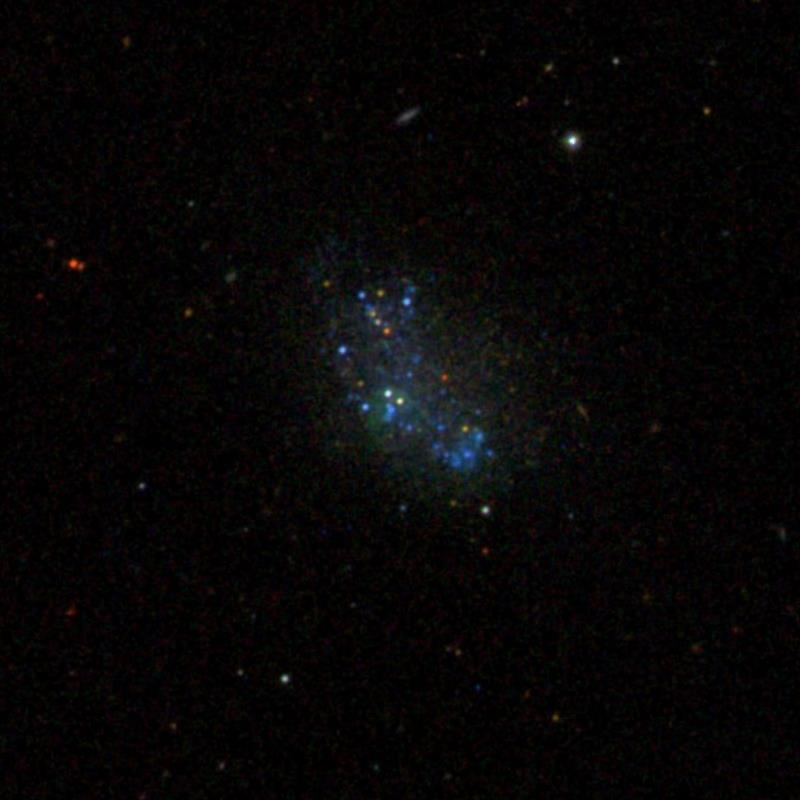
DDO 155 (Irr)

### Оценка системы и идеи развития
Схема Хаббла оказалась достаточно удобной, поэтому с небольшими изменениями она широко используется до сих пор, а большинство ныне используемых схем классификации представляют собой дальнейшее развитие схемы Хаббла. Кроме того, с морфологическим типом галактики по Хабблу коррелируют различные физические параметры галактик. Например, у галактик более поздних типов показатели цвета в среднем более голубые, поверхностная яркость ниже, а доля нейтрального водорода в общей массе — больше, чем у галактик ранних типов. Наблюдается также корреляция между морфологическим типом и окружением галактики: в плотном окружении, например, в скоплениях галактик, чаще встречаются эллиптические и линзовидные галактики, чем в изоляции.
Однако схема Хаббла всё же имеет недостатки и неточности, так что разные астрономы предпринимали попытки её улучшить. Например, подклассы эллиптических галактик в целом не коррелируют с какими-либо физическими параметрами, а отражают в первую очередь наклон галактики к лучу зрения. Классификация спиральных галактик оказалась неполной и не отражающей всего разнообразия структур этих объектов.
Хаббл после 1936 года также работал над улучшением своей схемы, однако он так и не опубликовал каких-либо окончательных результатов. В 1961 году Аллан Сэндидж, с учётом промежуточных результатов Хаббла на основании его записей, опубликовал «Хаббловский атлас галактик». Получившуюся систему иногда называют системой Хаббла — Сэндиджа.

#### Классификация эллиптических галактик

Характерная форма коробкообразных (сверху) и дискообразных (снизу) эллиптических галактик. Пунктирными линиями показаны эллипсы

Одно из направлений, в котором развивали систему Хаббла, было связано с классификацией эллиптических галактик. Например, Джон Корменди и Ральф Бендер в 1996 году обнаружили, что характеристики эллиптических галактик коррелируют с отклонением формы этих галактик от эллиптической. Форма галактики может быть «дискообразной» (англ. disky) и «коробкообразной» (англ. boxy): в первом случае наблюдается избыток яркости вдоль большой и малой оси эллипса, который приблизительно описывает форму галактики, а во втором случае — избыток яркости вдоль биссектрис к этим осям. В более строгой, количественной форме это выражается величиной одного из слагаемых при разложении формы изофот в ряд Фурье.
Эллиптические галактики дискообразной формы заметно вращаются, имеют умеренные светимости, ядра у них не слишком выражены. Они имеют собственную форму сплюснутого двухосного эллипсоида, а распределение скоростей звёзд в них изотропное. Коробкообразные эллиптические галактики более крупные, практически не вращаются, а ядро у них выражено достаточно чётко. По форме они близки к трёхосным эллипсоидам, что связано с анизотропией распределения скоростей в них. Коробкообразные галактики составляют более ранний морфологический тип, чем дискообразные, и, по всей видимости, эти два типа объектов имеют разную природу.
- Примеры эллиптических галактик с ярко выраженной коробкообразной и дискообразной формой в обзоре SDSS[34]

Примеры эллиптических галактик с ярко выраженной коробкообразной и дискообразной формой в обзоре SDSS
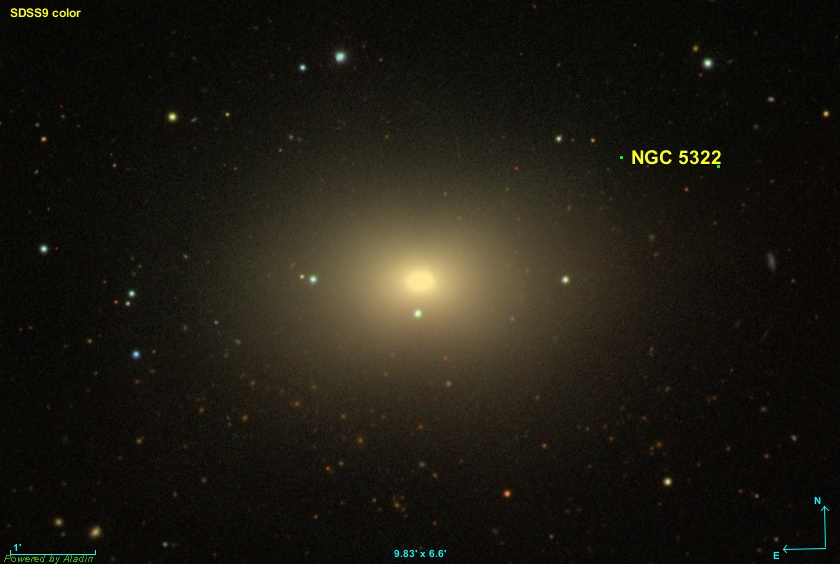
NGC 5322 (коробкообразная)
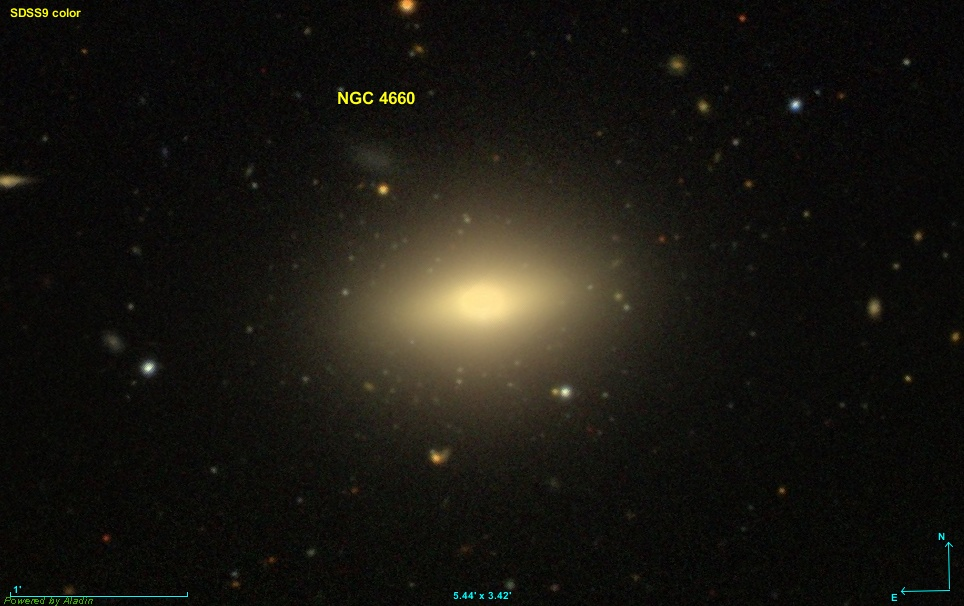
NGC 4660 (дискообразная)

#### Классификация линзовидных галактик
В первоначальной хаббловской схеме классификации линзовидные галактики не делились на подклассы. Более того, долгое время не было известно галактик «чистого» типа S0, поскольку все известные дисковые галактики, в которых не наблюдалось рукавов, обладали баром, и их относили к типу SBa. В классификации Хаббла — Сэндиджа 1961 года линзовидные галактики были разделены на «нормальные» линзовидные галактики (S0) и линзовидные галактики с баром (SB0).
Тип S0 был разделён на подклассы S01, S02, S03 на основании того, насколько в диске галактики выражена пылевая полоса: в галактиках типа S01 пылевая полоса отсутствует, а в S03 чётко выражена; класс S02 соответствует промежуточному состоянию. Класс SB0 был разделён на SB01, SB02, SB03 по степени выраженности бара: в SB01 бар короткий и широкий и наблюдается лишь как увеличение яркости по сторонам вблизи центра, в SB03 бар узкий и протяжённый, а SB02 обозначает промежуточное состояние.
Кроме того, было обнаружено, что линзовидные галактики в среднем тусклее, чем эллиптические и спиральные галактики раннего типа, поэтому маловероятно, что линзовидные галактики составляют промежуточный класс между классами E и Sa с точки зрения физических характеристик.

#### Классификация спиральных галактик
В последующих схемах спиральные галактики также классифицировали более детально. Например, Жерар Анри де Вокулёр добавил промежуточные классы между галактиками типы Sc (либо SBc) и Irr, а также ввёл дополнительный критерий классификации — по наличию в галактике кольца (см. ниже).

## Классификация Вокулёра

Схема Вокулёра

Сечение схемы Вокулёра перпендикулярно её оси с примерами изображений галактик

Одно из улучшений классификации Хаббла разработал Жерар Анри де Вокулёр в 1959 году, данная система носит его имя. Поскольку к её созданию привела дискуссия Вокулёра и Аллана Сэндиджа по поводу возможного развития классификации Хаббла, эту систему иногда называют классификацией Вокулёра — Сэндиджа. В системе Вокулёра классификация проводится по трём параметрам.
Первый параметр называют «ступенью» (англ. stage) или «типом» (англ. type). Тип с некоторыми изменениями соответствует типу галактики в классификации Хаббла, от эллиптических к линзовидным, а затем спиральным и неправильным. Второй параметр — «семейство» (англ. family) — зависит от наличия и выраженности бара, причём по этому признаку классифицируются не только спиральные галактики, как в системе Хаббла, но также линзовидные и неправильные. Третий параметр — «разновидность» (англ. variety) — описывает наличие и выраженность кольца в центральной части галактики.
Например, NGC 4340 — линзовидная галактика позднего типа и имеет тип S0+. В ней присутствует и бар, и кольцо, так что она относится к семейству SB и к разновидности (r). Таким образом, её полное обозначение по Вокулёру — SB(r)0+.
Таким образом, можно говорить об «объёме классификации» (англ. classification volume), а схему можно представить в виде трёхмерной фигуры, похожей на веретено. По оси «веретена» отмечены типы галактик от эллиптических к неправильным, а перпендикулярно оси — семьи и разновидности, то есть различные варианты того, насколько могут быть выражены бар и кольцо для данного типа галактик. Поскольку галактики, наиболее близкие к эллиптическим и к неправильным, не демонстрируют особого разнообразия по семьям и разновидностям, то объём классификации сужается к краям. Например, в галактиках поздних типов кольца практически не встречаются, зато очень часто имеются бары.
Дополнительно в классификации Вокулёра введены обозначения : для неточно определённых классов и ? для сомнительных.

### Типы
Типы галактик в системе классификации Вокулёра отчасти похожи на те, что встречались в системе Хаббла, однако есть и отличия. Тип — наиболее важная часть классификации галактики.

#### Эллиптические галактики
По сравнению с системой Хаббла, в классификацию эллиптических галактик были добавлены классы cE ― компактные ― и E+ ― позднего типа. Изначально тип E+ должен был обозначать переходный тип между эллиптическими галактиками и линзовидными, однако иногда его используют для обозначения ярчайших эллиптических галактик в скоплениях, у которых присутствуют тусклые внешние оболочки.
- Эллиптические галактики разных типов по Вокулёру в обзоре SDSS[48]

Эллиптические галактики разных типов по Вокулёру в обзоре SDSS
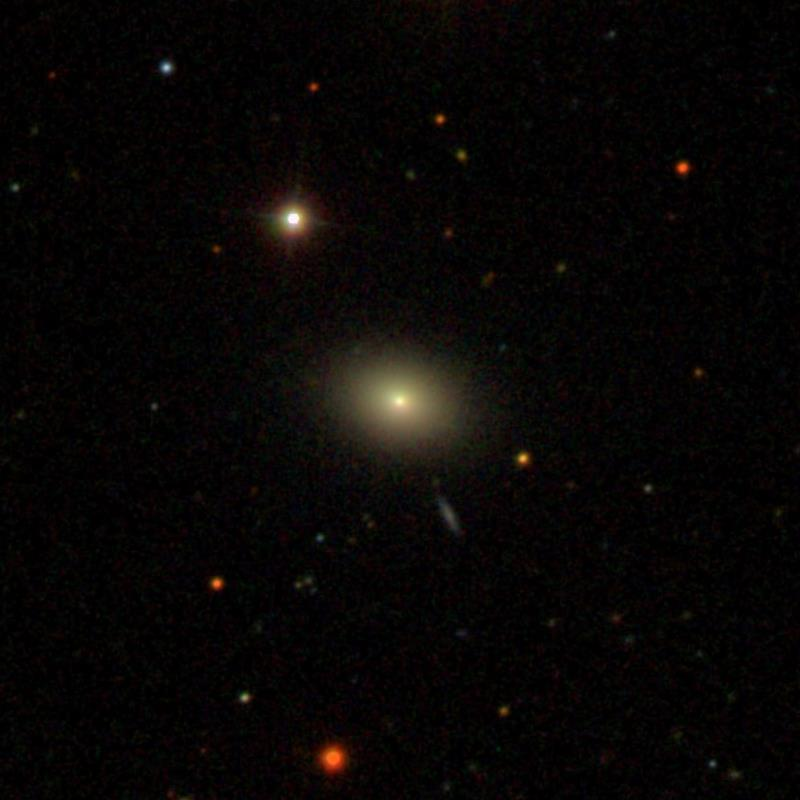
IC 767 (cE4)
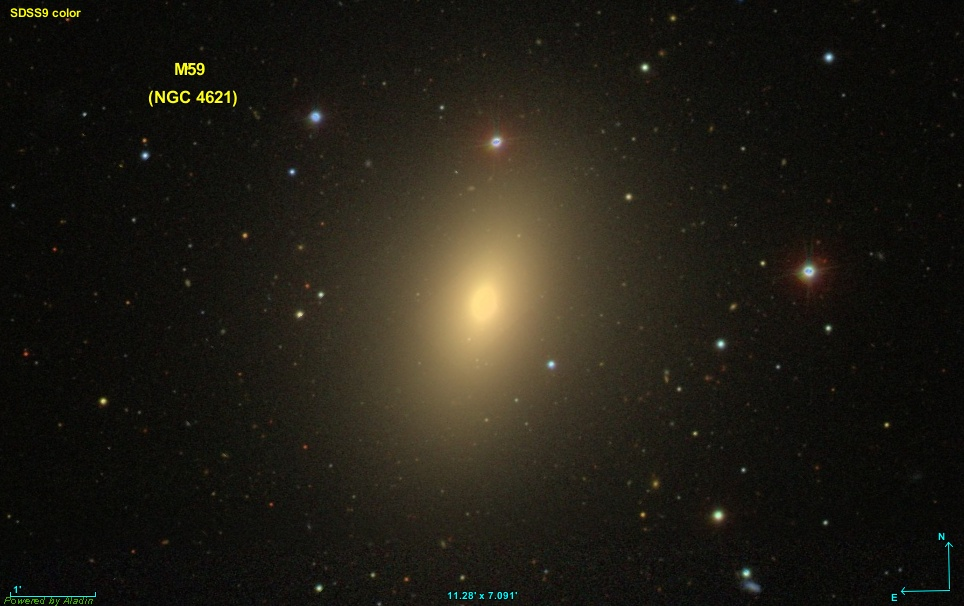
M 59 (E5)
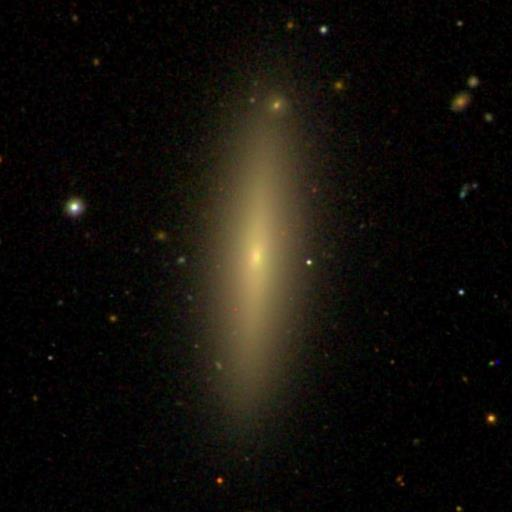
NGC 4623 (E+7)

#### Линзовидные галактики
Для линзовидных галактик добавлено разделение на ранние (S0−), промежуточные (S0 или S00) и поздние (S0+) в порядке увеличения количества видимых деталей в них. Например, галактики типа S0− на изображениях легко перепутать с эллиптическими. Также добавлен переходный класс между линзовидными и спиральными галактиками S0/a, в котором начинает проявляться спиральная структура.
- Линзовидные галактики разных типов по Вокулёру в обзоре SDSS[51]

Линзовидные галактики разных типов по Вокулёру в обзоре SDSS
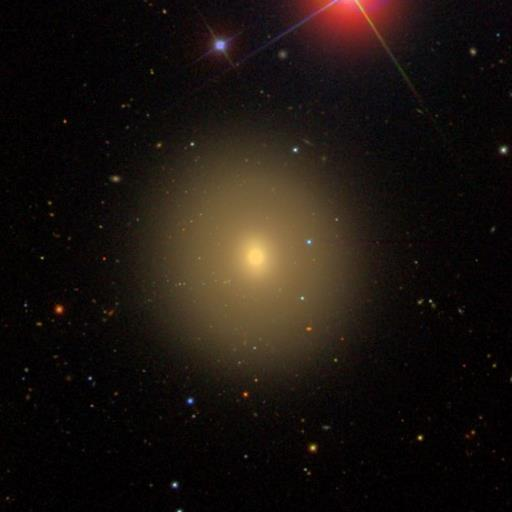
NGC 4203 (S0−)
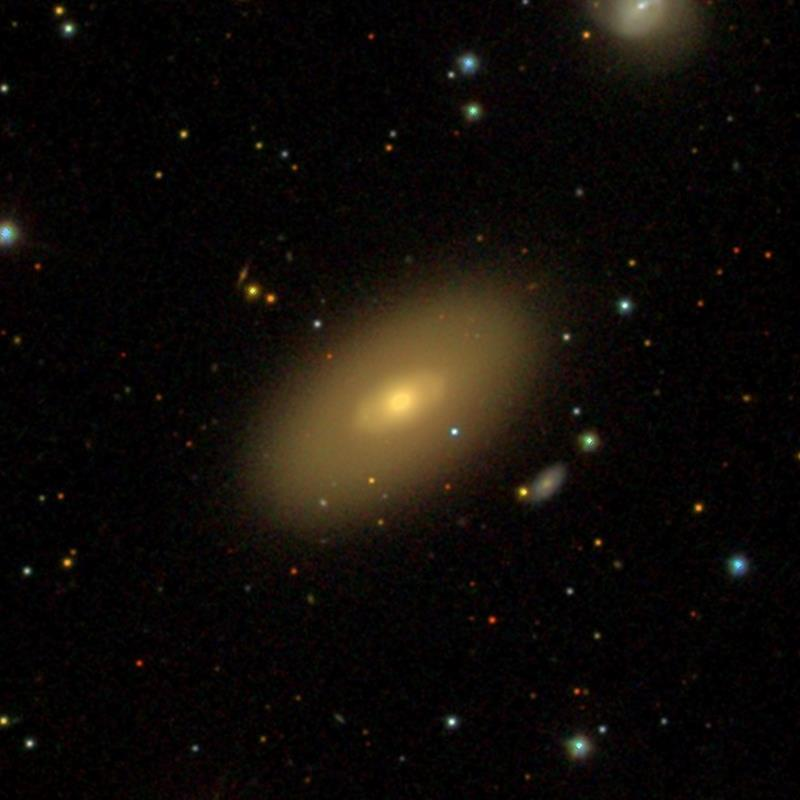
NGC 6278 (S00)
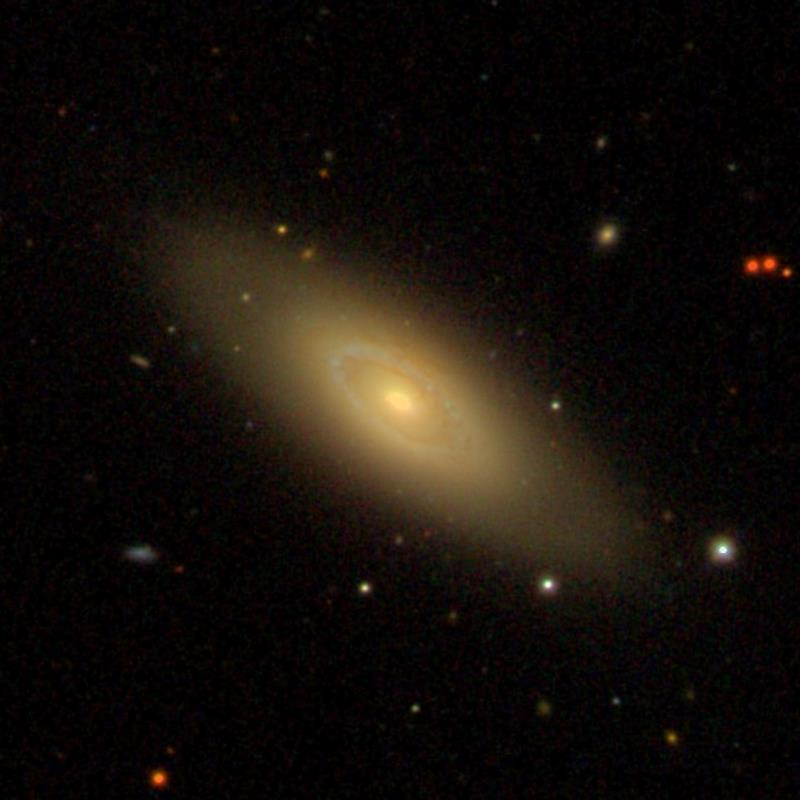
NGC 4324 (S0+)
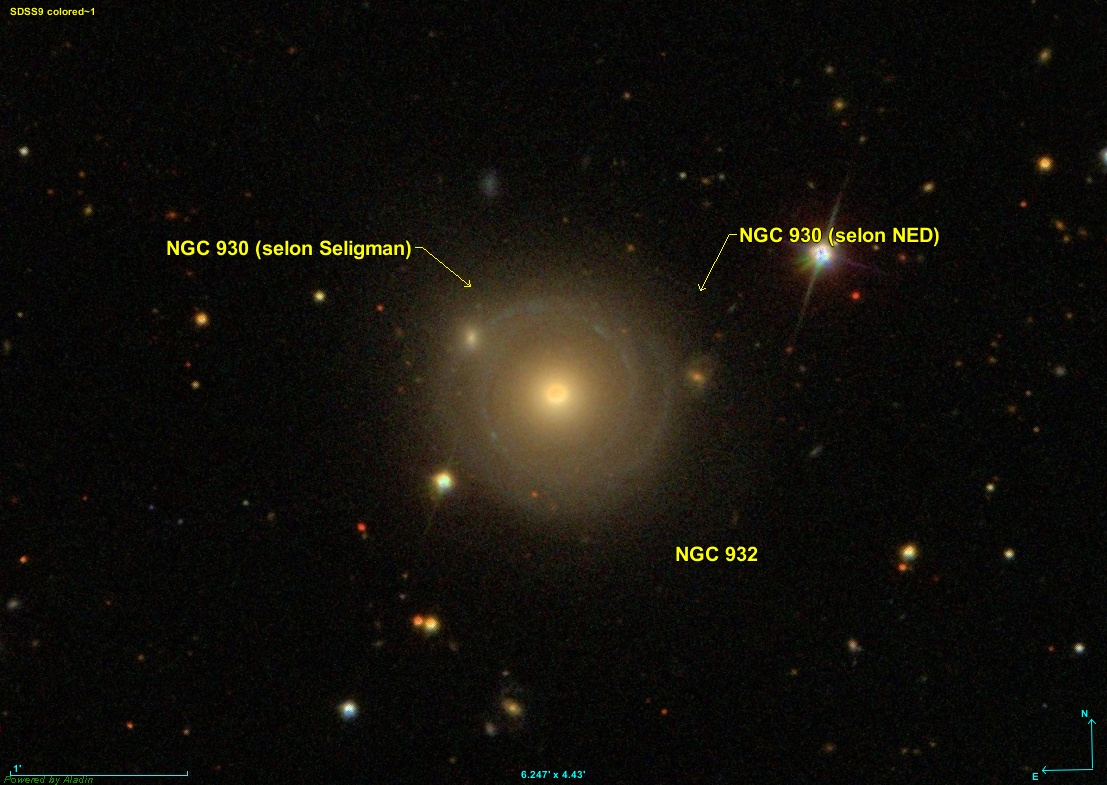
NGC 932 (S0/a)

#### Спиральные и неправильные галактики

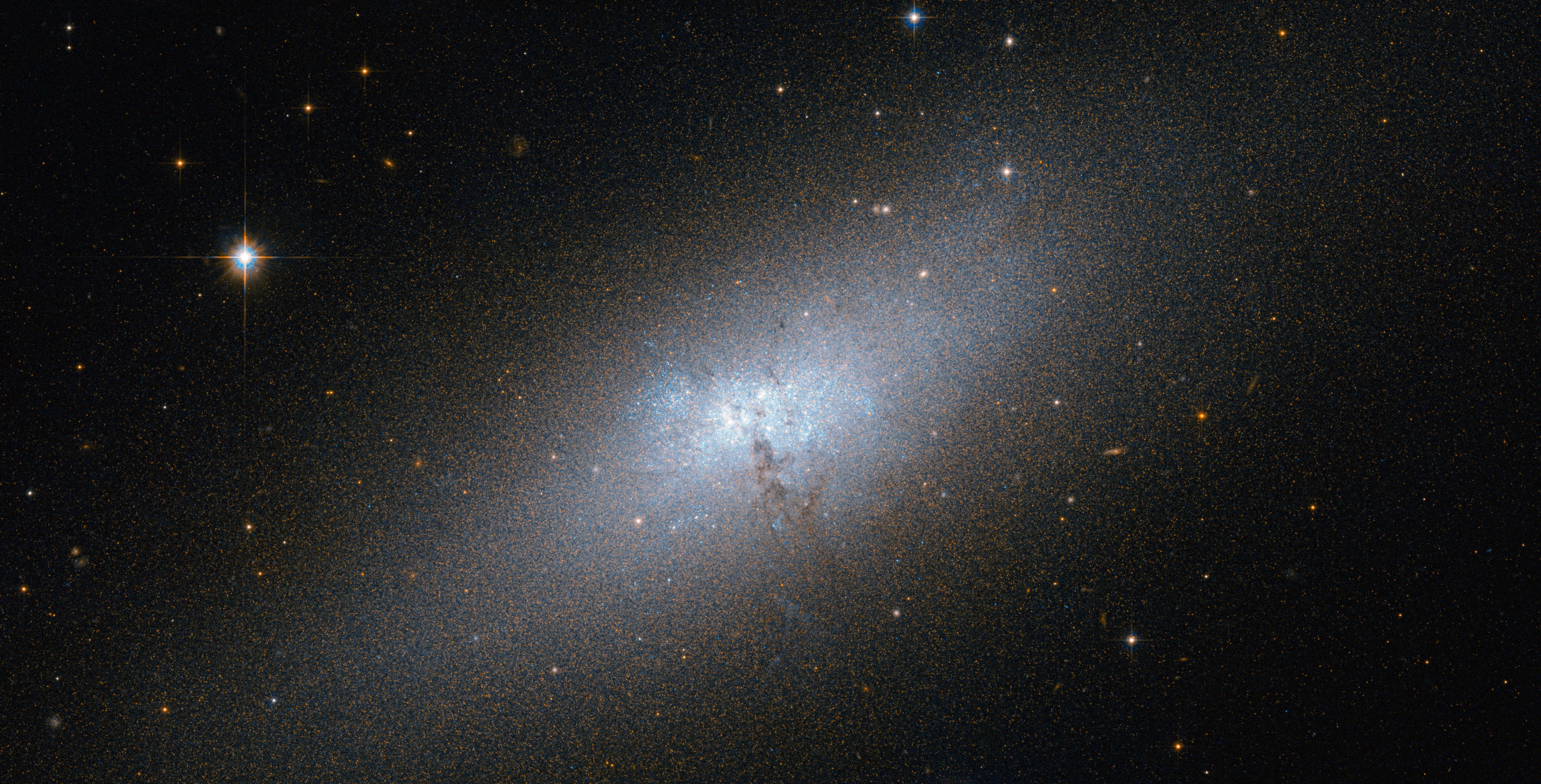
NGC 5253 — галактика типа I0, снимок телескопа Хаббл

В системе Вокулёра неправильные галактики включены в общую последовательность и идут после спиральных. К типам спиральных галактик Sa, Sb, Sc, которые были в классификации Хаббла, Вокулёр добавил тип Sd — спиральные галактики очень позднего типа — и Sm — магеллановы спиральные галактики. Неправильные галактики получили обозначение Im. Помимо этого, для более тонкой классификации были введены промежуточные типы: Sab для галактик между Sa и Sb и аналогично Sbc, Scd, Sdm.
Кроме того, был выделен тип неправильных галактик I0, используемый в случаях, когда галактика не выглядит асимметричной и неупорядоченной. Примером здесь может служить NGC 5253, которая напоминает линзовидную галактику, но без балджа, а её спектр соответствует ранним спектральным классам.
Как и в системе Хаббла, типы спиральных галактик отличаются степенью выраженности балджа, углом закрутки спиральных рукавов и их клочковатостью. В галактиках типа Scd балдж очень мал, спиральные рукава раскрыты и выглядят как состоящие из отдельных пятен, ещё больше это выражено в типе Sd, где спиральные рукава вообще выражены нечётко. Галактики типов Sdm и Sm асимметричны, балдж в них практически отсутствует, в галактиках типа Sm иногда может быть только один рукав, а бар, если присутствует, то нередко смещён относительно центра.
- Спиральные и неправильные галактики разных типов по Вокулёру в обзоре SDSS (галактики без бара)[24]

Спиральные и неправильные галактики разных типов по Вокулёру в обзоре SDSS (галактики без бара)
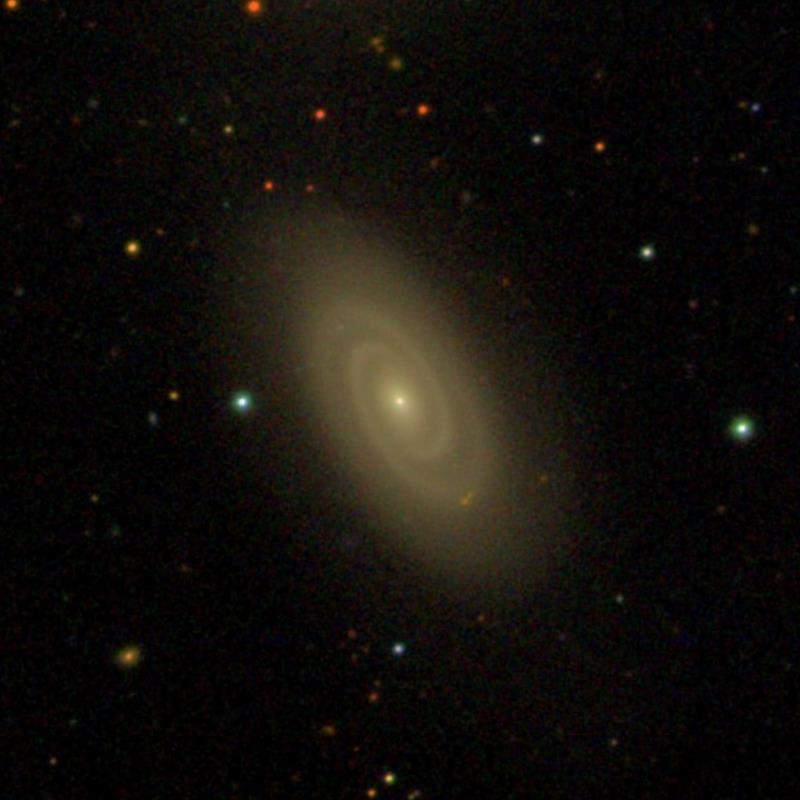
NGC 4305 (SAa)
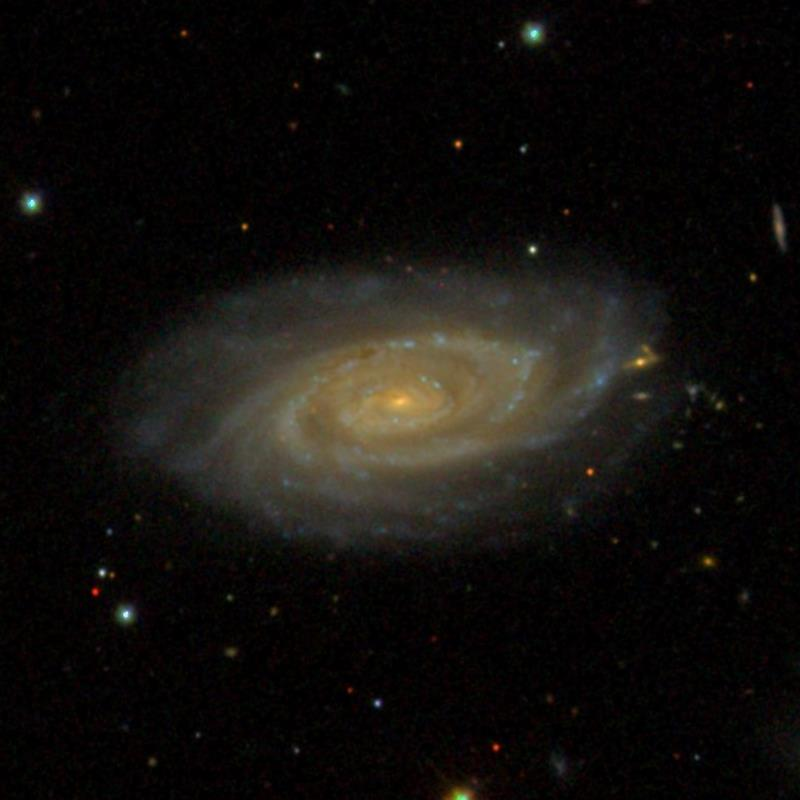
NGC 5351 (SAb)
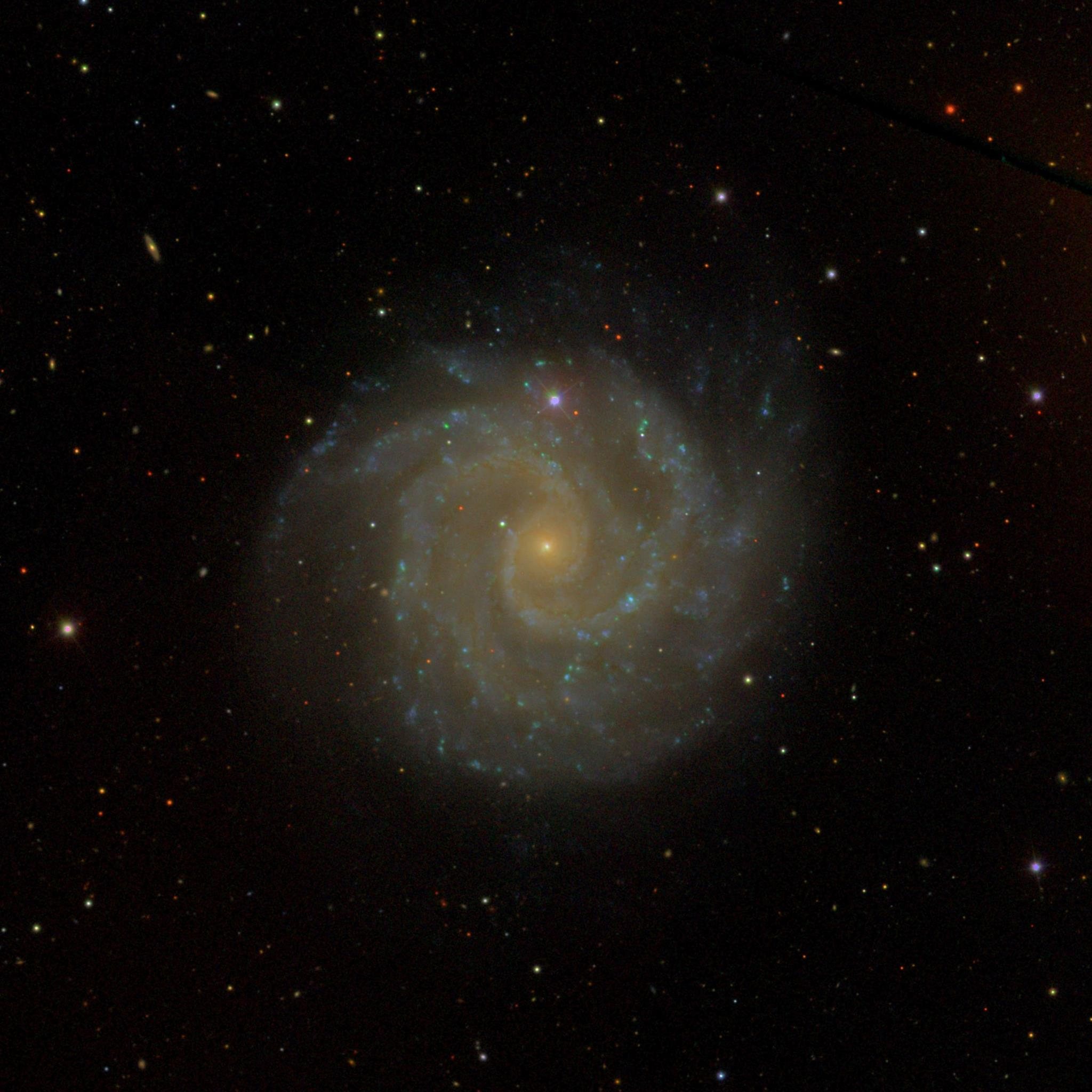
NGC 3184 (SAc)
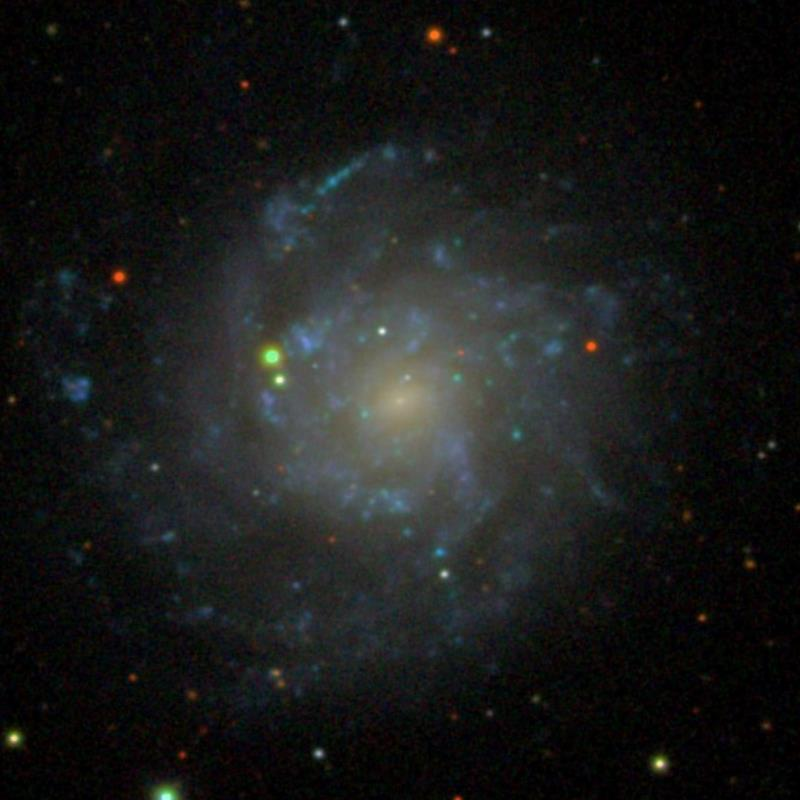
NGC 5668 (SAd)
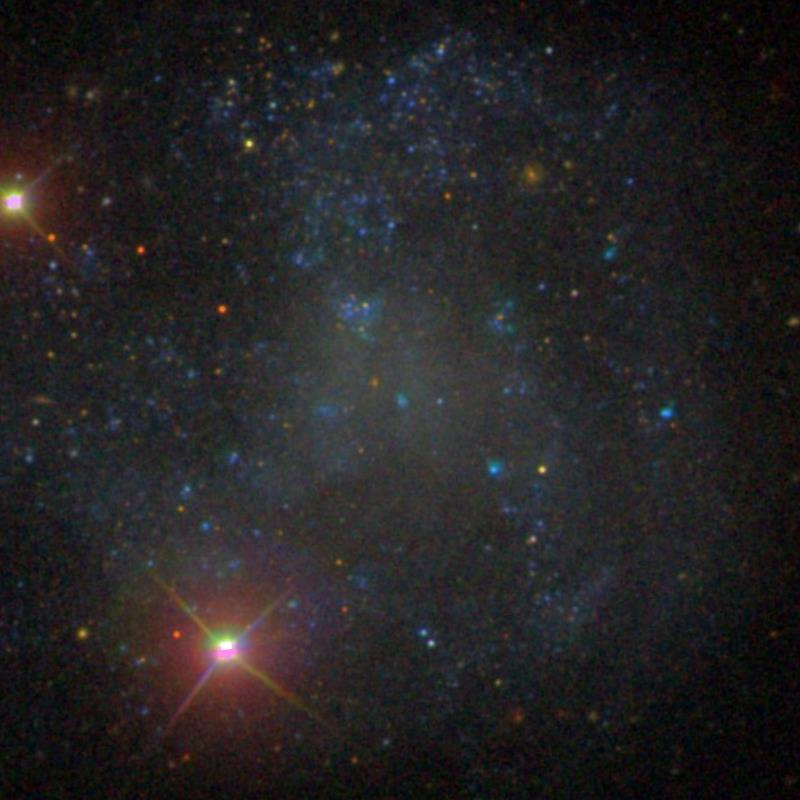
IC 4182 (SAm)
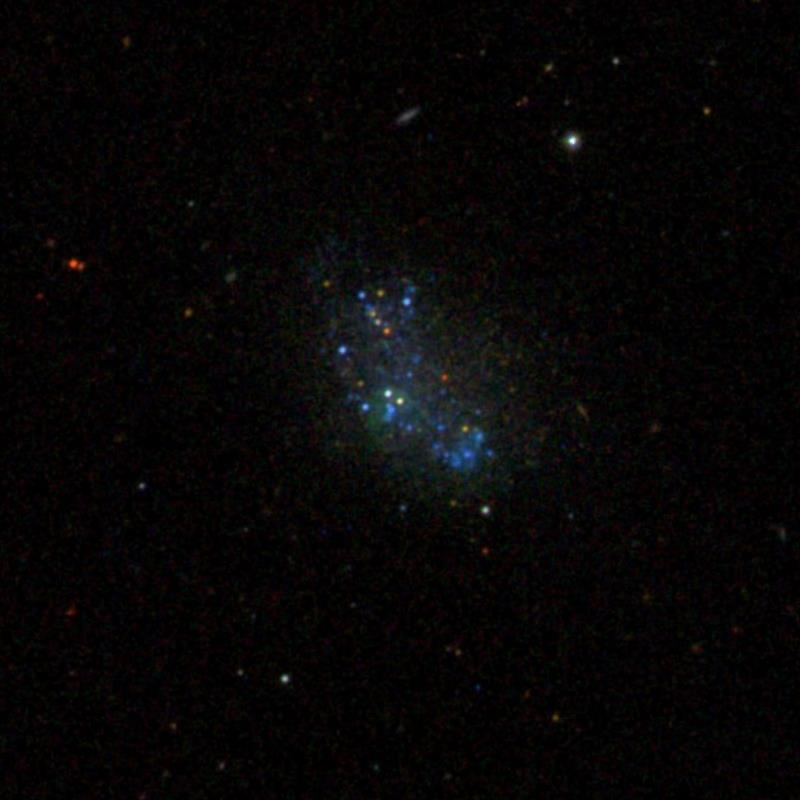
DDO 155 (Im)

- Спиральные и неправильные галактики разных типов по Вокулёру в обзоре SDSS (галактики с баром)[24]

Спиральные и неправильные галактики разных типов по Вокулёру в обзоре SDSS (галактики с баром)
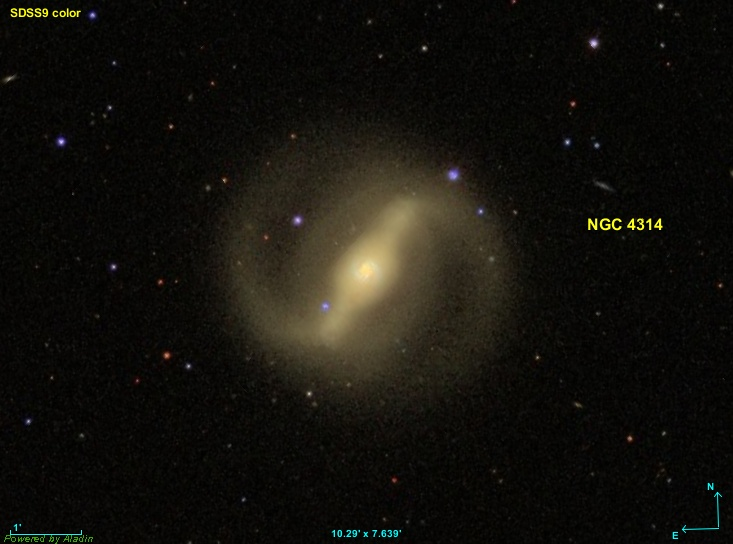
NGC 4314 (SBa)
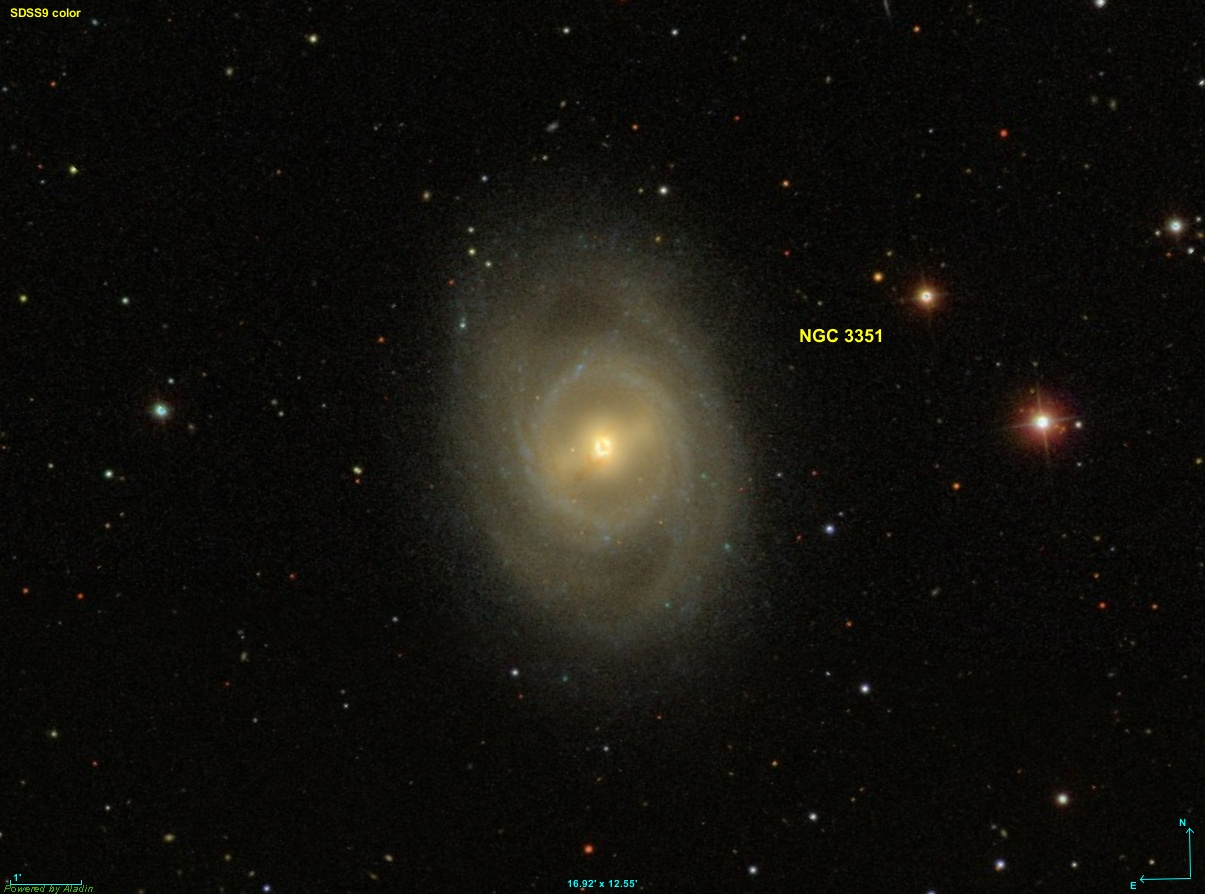
M 95 (SBb)
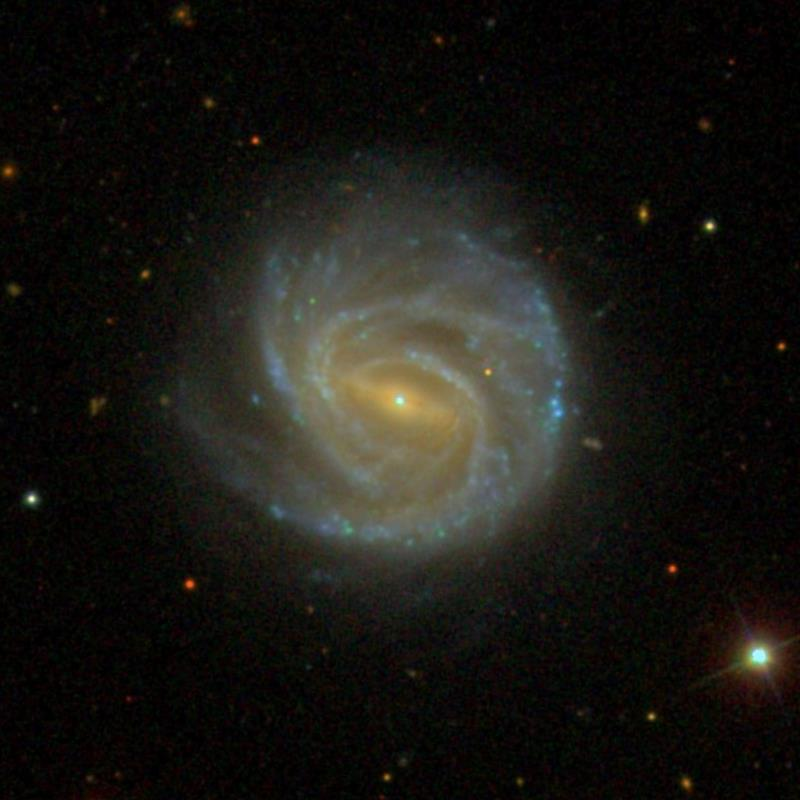
NGC 3367 (SBc)
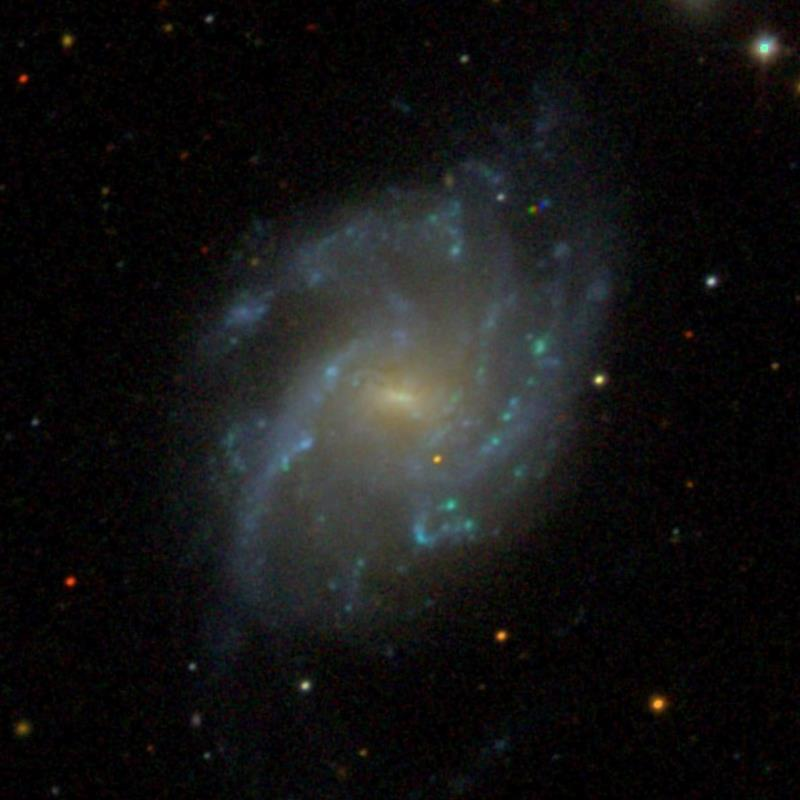
NGC 4519 (SBd)
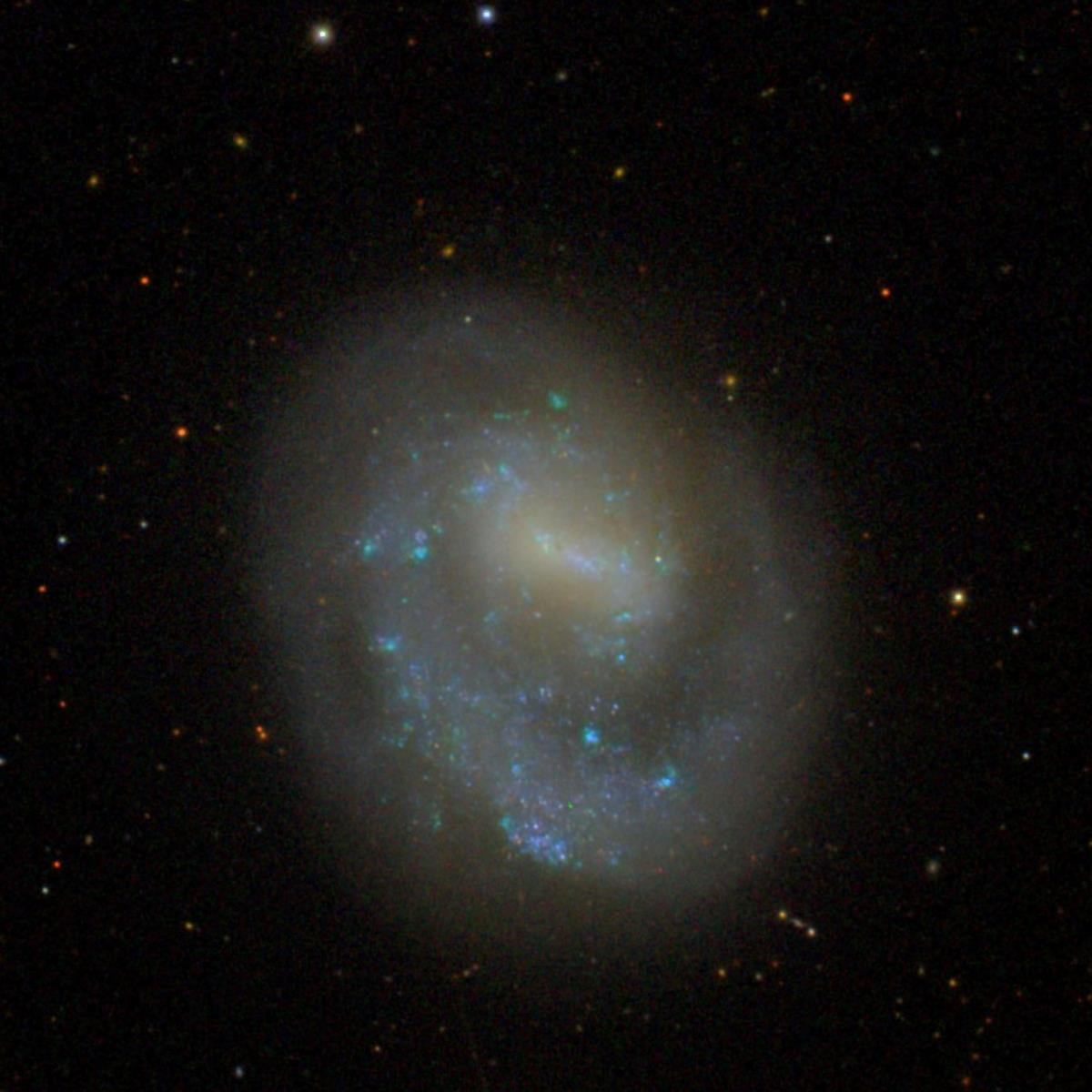
NGC 4618 (SBm)
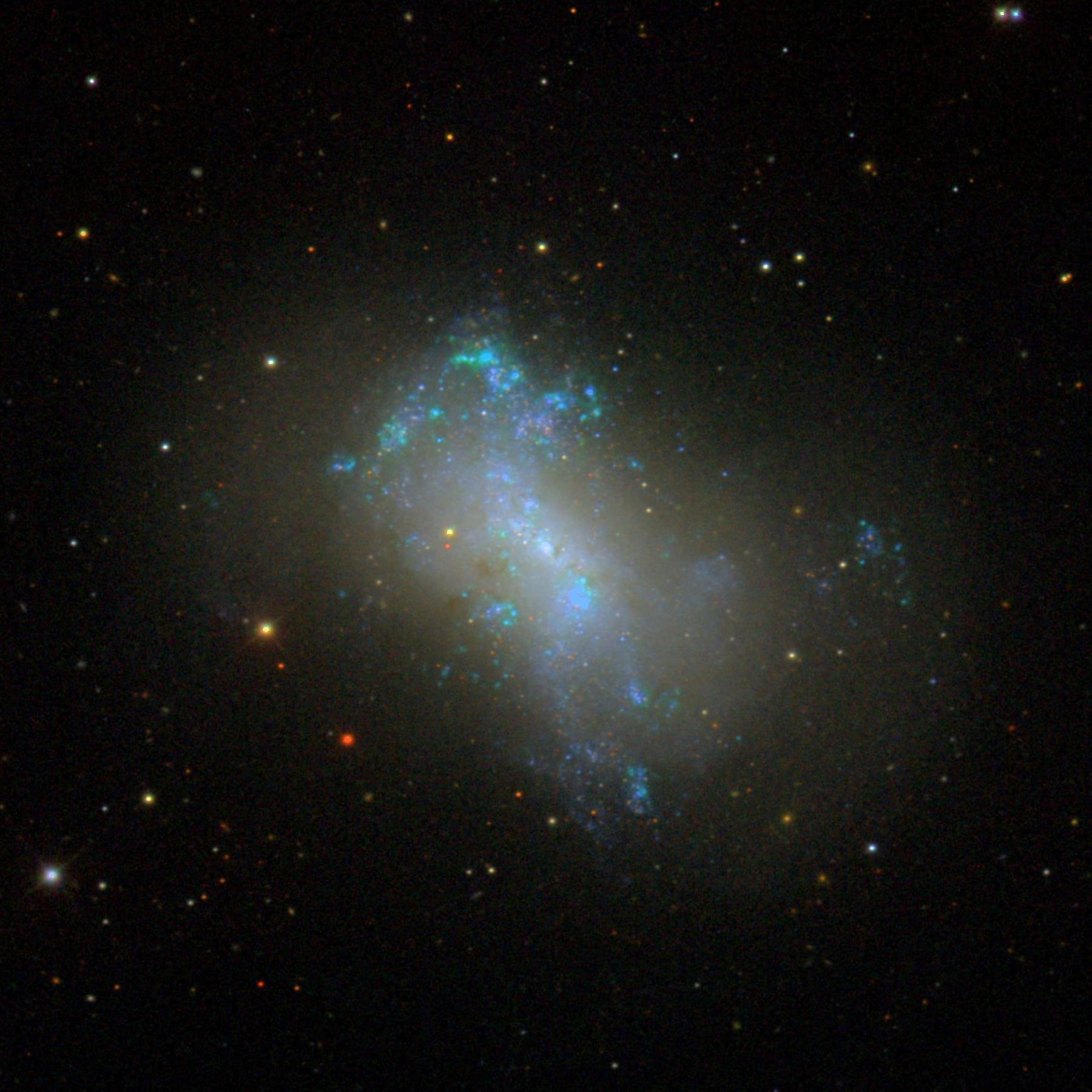
NGC 4449 (IBm)

#### Типы галактик, видимых с ребра
В случае, если галактика наблюдается «с ребра», то есть когда диск сильно наклонён к картинной плоскости, в класс галактики вносится некоторая неопределённость. В частности, трудно определить наличие бара или кольца в такой галактике, поэтому семейство и разновидность галактики не всегда известны. При этом тип галактики определяется достаточно надёжно. Галактики, наблюдаемые с ребра, получают дополнительное обозначение sp — от англ. spindle — «веретено».
- Галактики разных типов по Вокулёру, наблюдаемые с ребра, в обзоре SDSS[58]

Галактики разных типов по Вокулёру, наблюдаемые с ребра, в обзоре SDSS
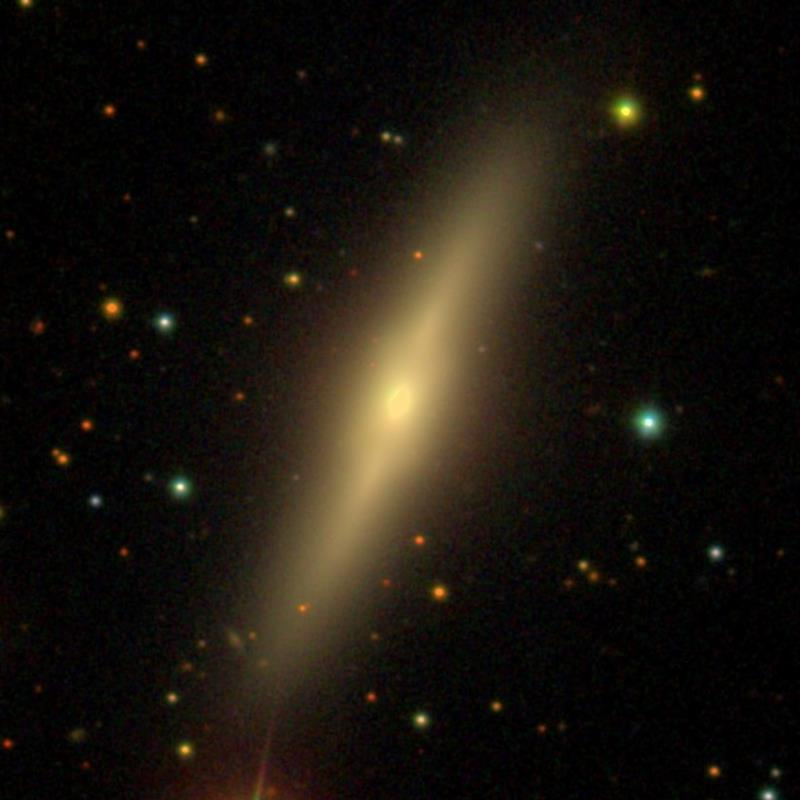
NGC 7332 (S00)
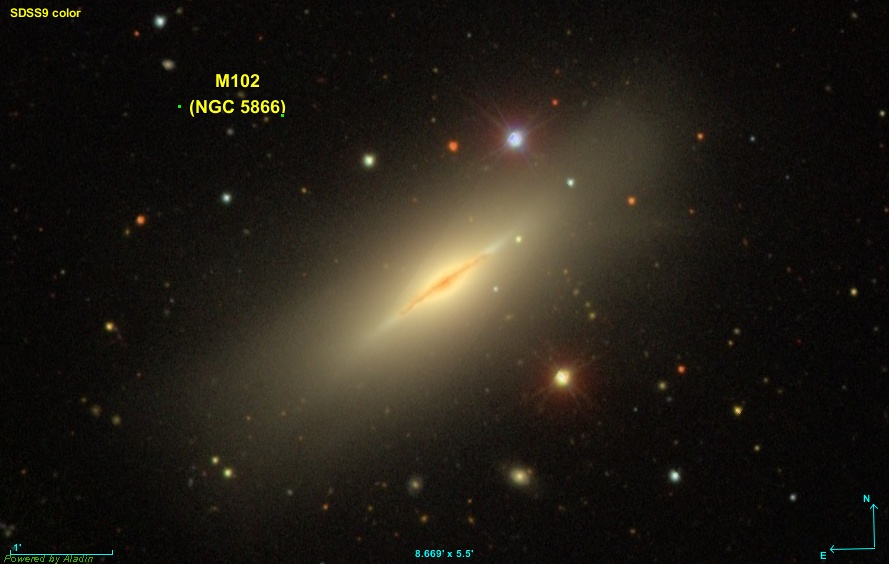
NGC 5866 (S0/a)
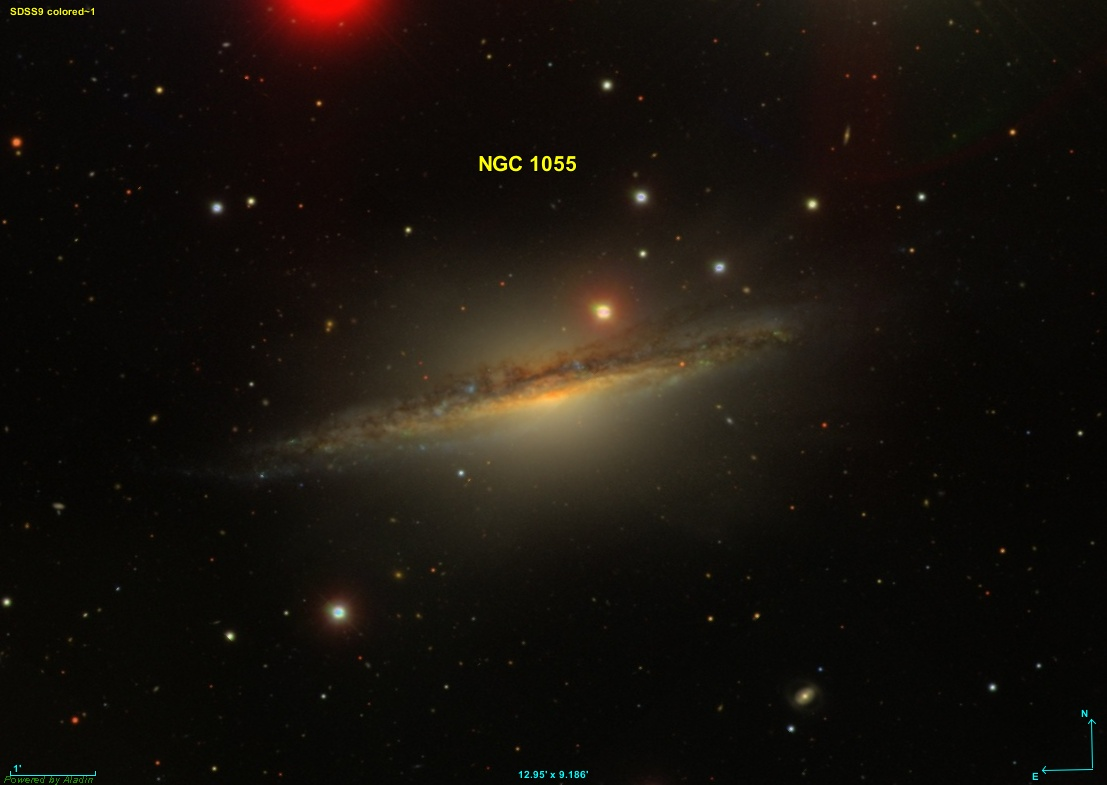
NGC 1055 (Sab)
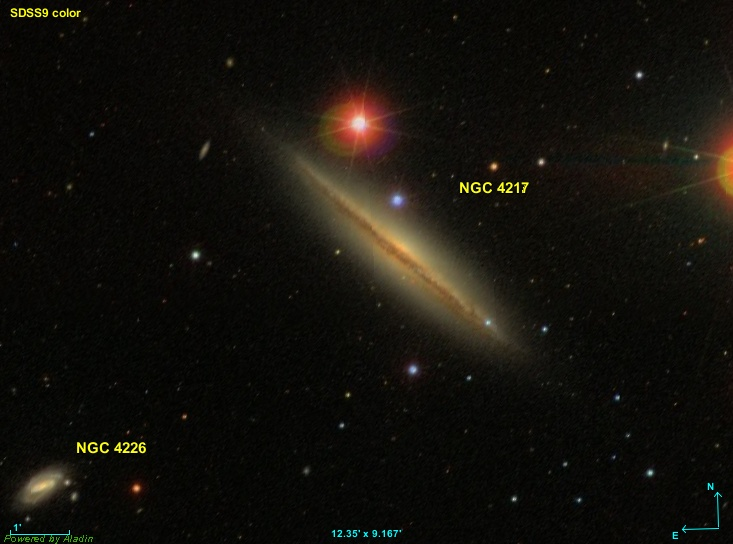
NGC 4217 (Sb)
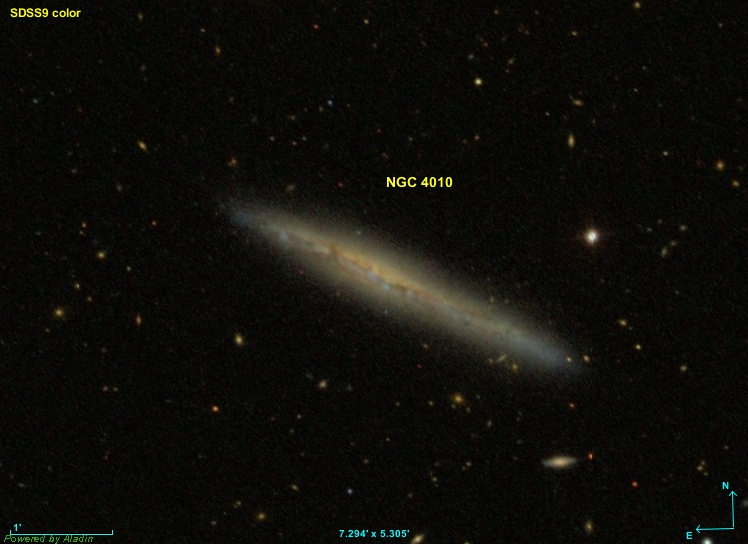
NGC 4010 (Sc)
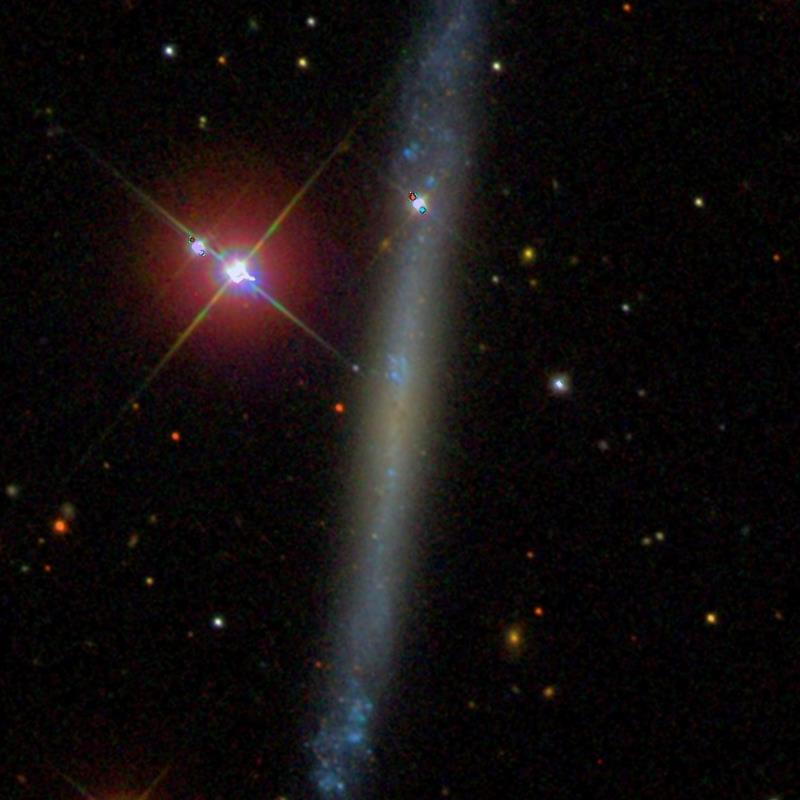
IC 2233 (Sd)

#### Числовые ступени
Для разных типов галактик Вокулёр ввёл числовые ступени {\displaystyle T}, что может быть полезно при количественном анализе галактик:
| Тип галактики             | cE | E  | E+ | S0− | S00 | S0+ | S0/a | Sa | Sab | Sb | Sbc | Sc | Scd | Sd | Sdm | Sm | Im |
| Ступень {\displaystyle T} | −6 | −5 | −4 | −3  | −2  | −1  | 0    | 1  | 2   | 3  | 4   | 5  | 6   | 7  | 8   | 9  | 10 |

### Семейства
Семейство галактики отражает наличие и выраженность бара в ней, причём в системе Вокулёра, в отличие от хаббловской, предусмотрена возможность наличия бара не только в спиральных, но и в линзовидных и неправильных галактиках. Те галактики, в которых бар полностью отсутствует, получают обозначение SA, а те, в которых бар хорошо выражен, — SB, помимо этого, есть обозначение SAB для галактик, где бар присутствует, но выражен более слабо, чем в галактиках типа SB, — такие называют галактиками переходного типа. Для ещё более тонкой классификации могут использовать семейства SAB и SAB: первое расположено между SA и SAB, а второе — между SAB и SB. Семейство SAB используется для наименее выраженных баров, а SAB — для баров, немного более слабых, чем в SB.
- Спиральные галактики разных семейств в обзоре SDSS[62][63]

Спиральные галактики разных семейств в обзоре SDSS
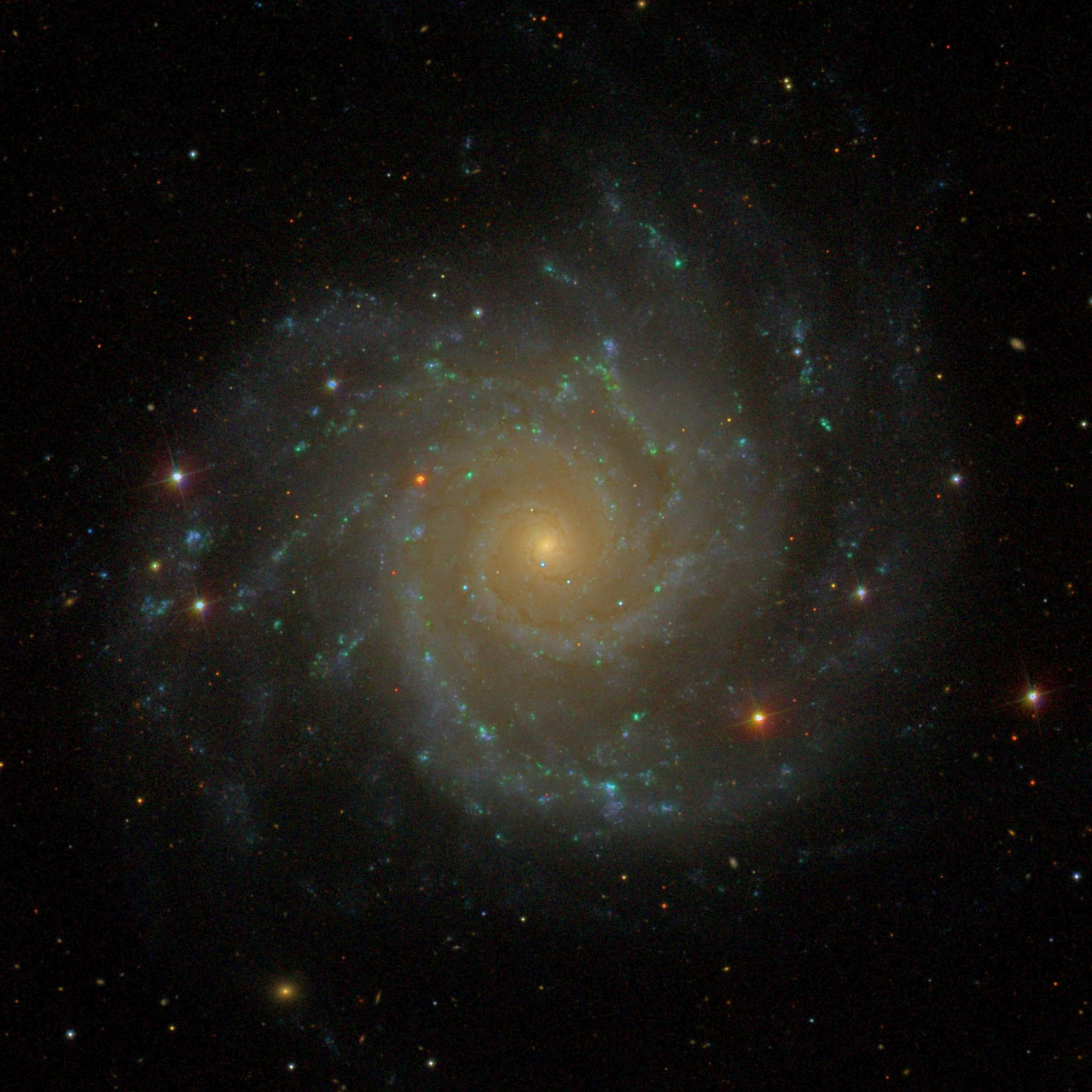
M 74 (SA)
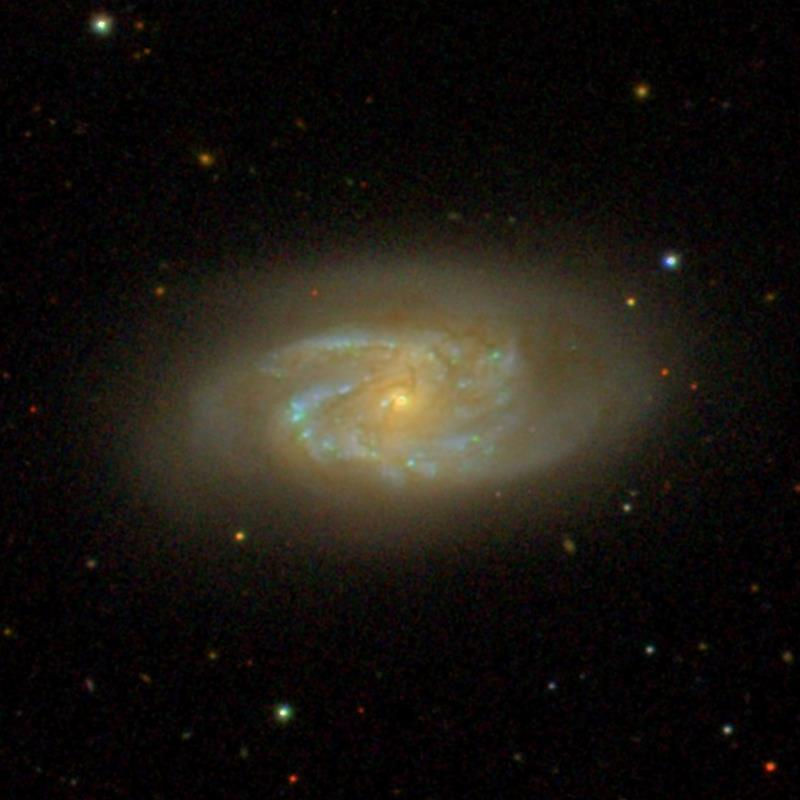
NGC 2964 (SAB)
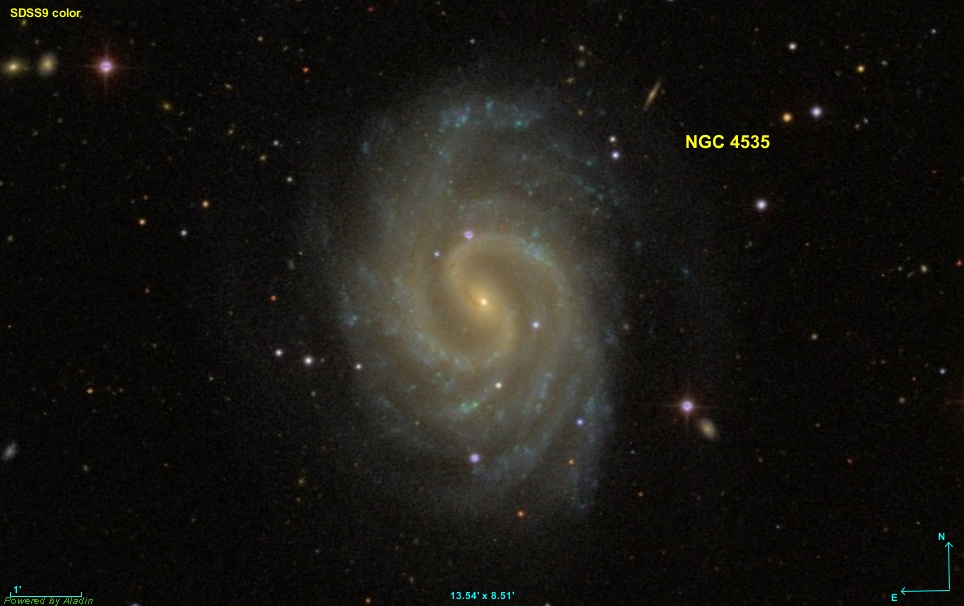
NGC 4535 (SAB)
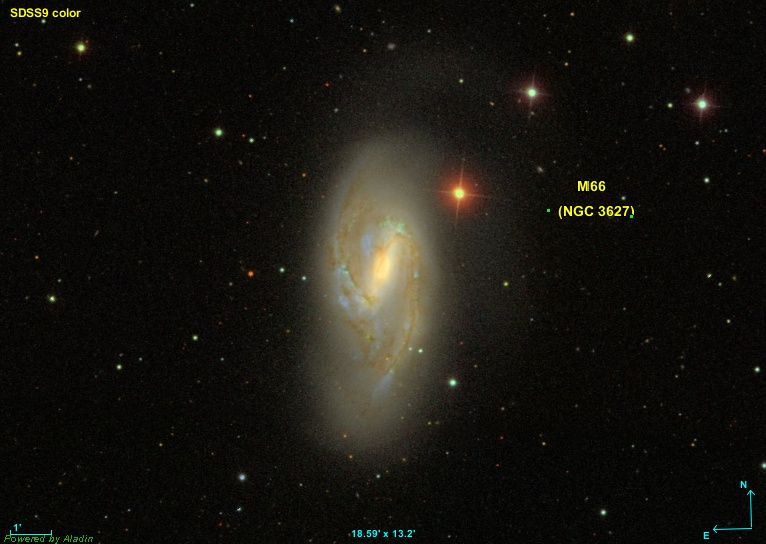
M 66 (SAB)
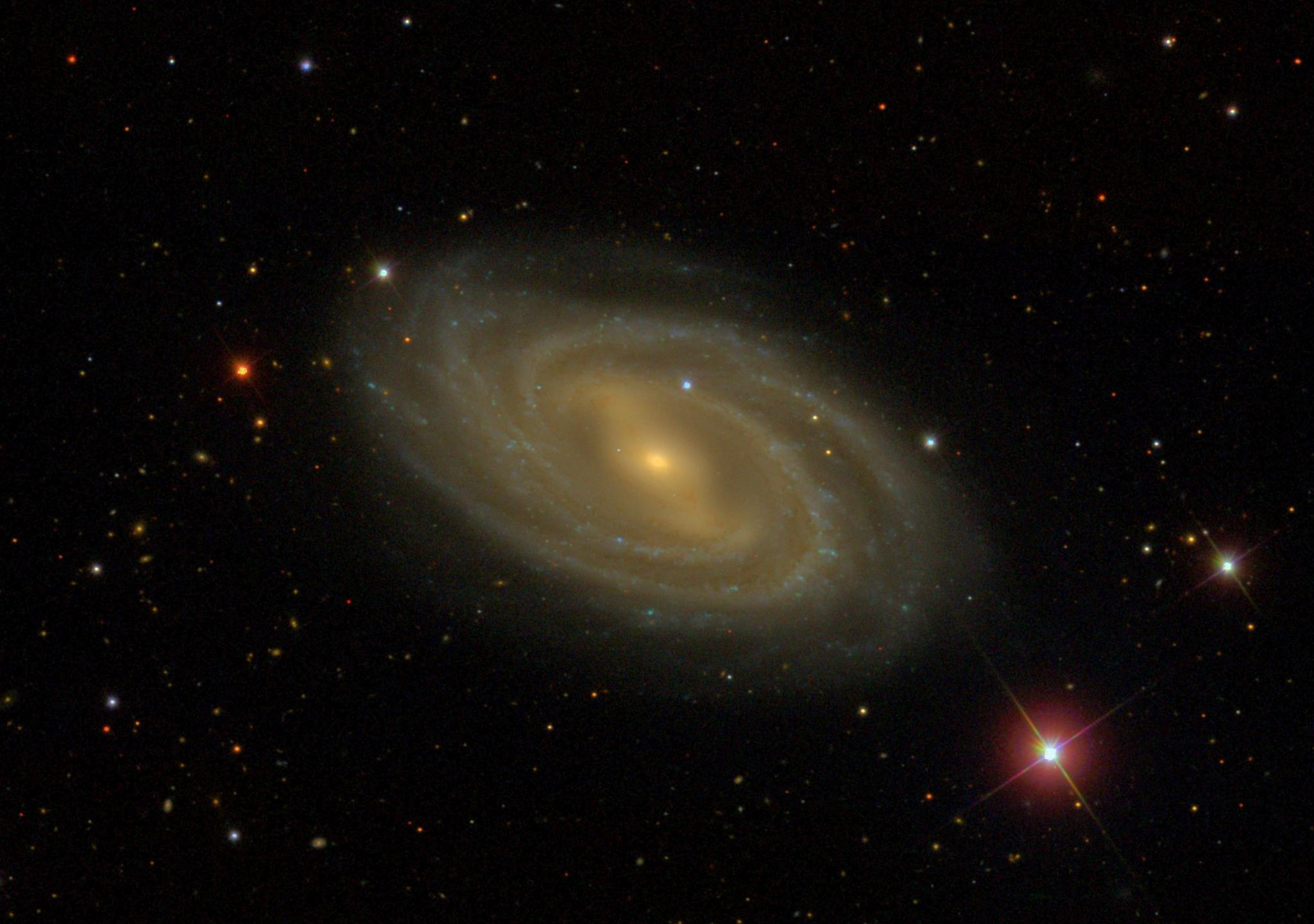
M 109 (SB)

### Разновидности
Разновидность галактики зависит от того, присутствует ли и насколько выражено кольцо в её внутренней части. Если кольцо присутствует, то обычно спиральные рукава начинаются от него. Галактики, в которых кольцо чётко выражено и непрерывно либо почти непрерывно, получают обозначение (r), а те, в которых оно отсутствует, а спиральные рукава начинаются явно из центра, обозначаются (s). Промежуточное состояние обозначается (rs), к нему относятся, например, явно неполные кольца. Также используются разновидности (rs) и (rs): первая расположена между (r) и (rs), а вторая — между (rs) и (s). Разновидность (rs) используется для колец, которые состоят из туго закрученных спиральных рукавов и не полностью закрыты, а (rs) — для очень слабо различимых структур подобного типа.
- Спиральные галактики разных разновидностей в обзоре SDSS[62][65]

Спиральные галактики разных разновидностей в обзоре SDSS
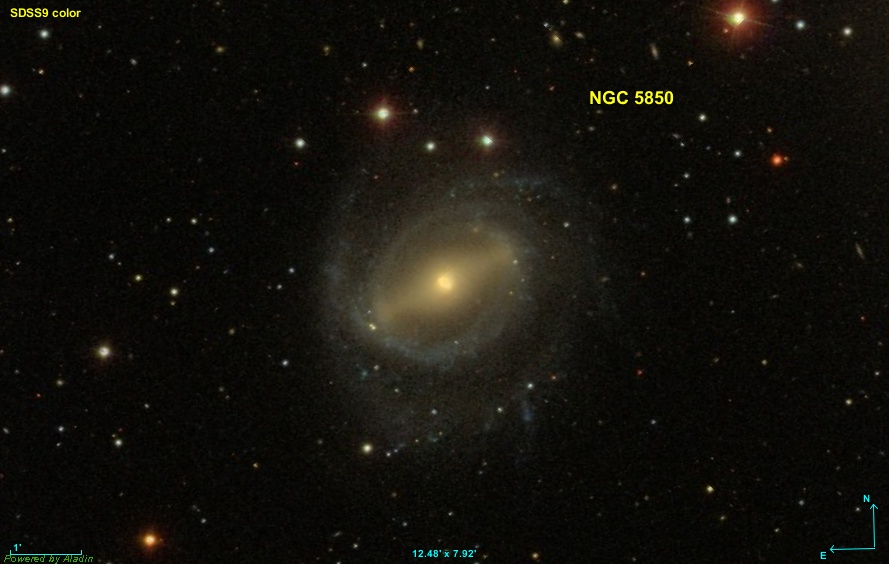
NGC 5850 (r)
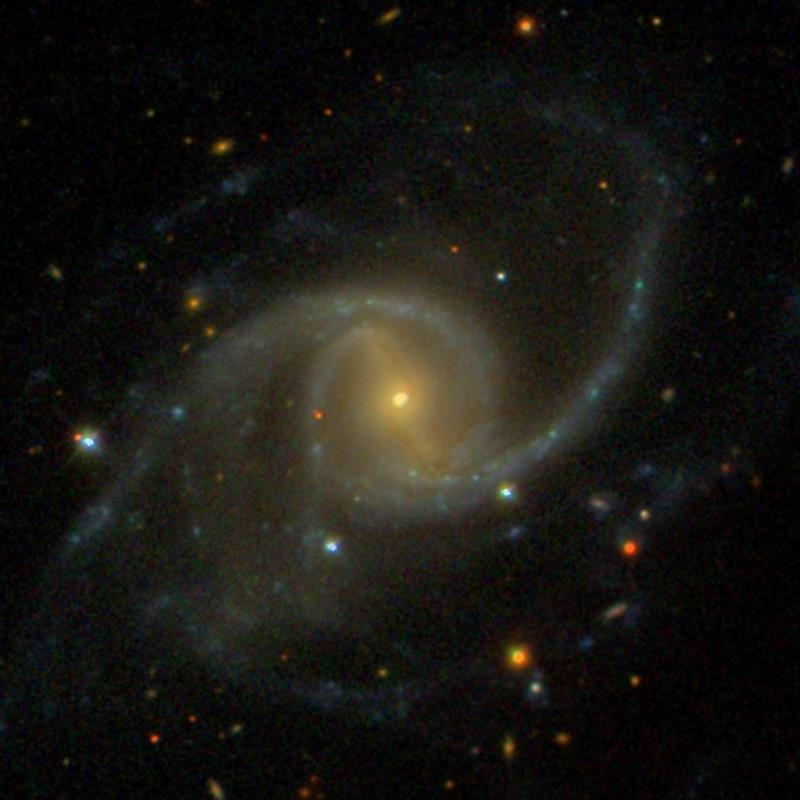
NGC 5905 (rs)
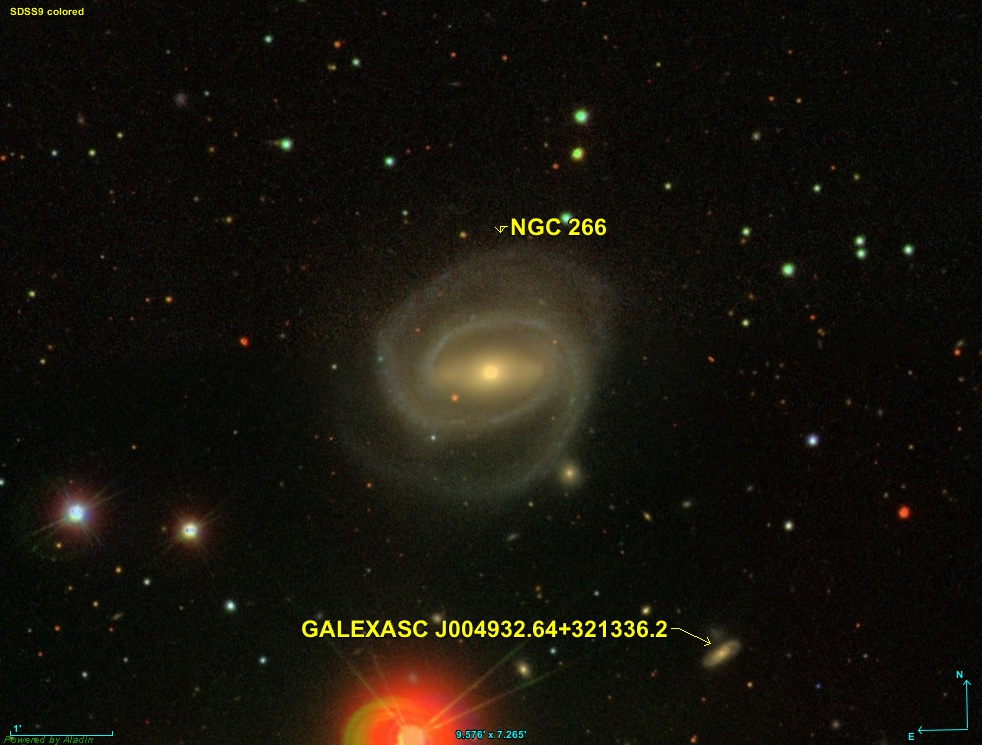
NGC 266 (rs)
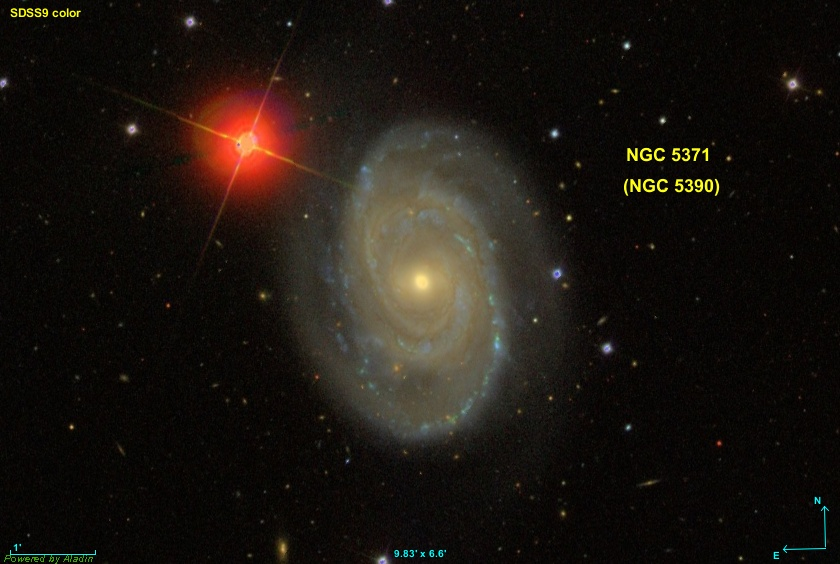
NGC 5371 (rs)
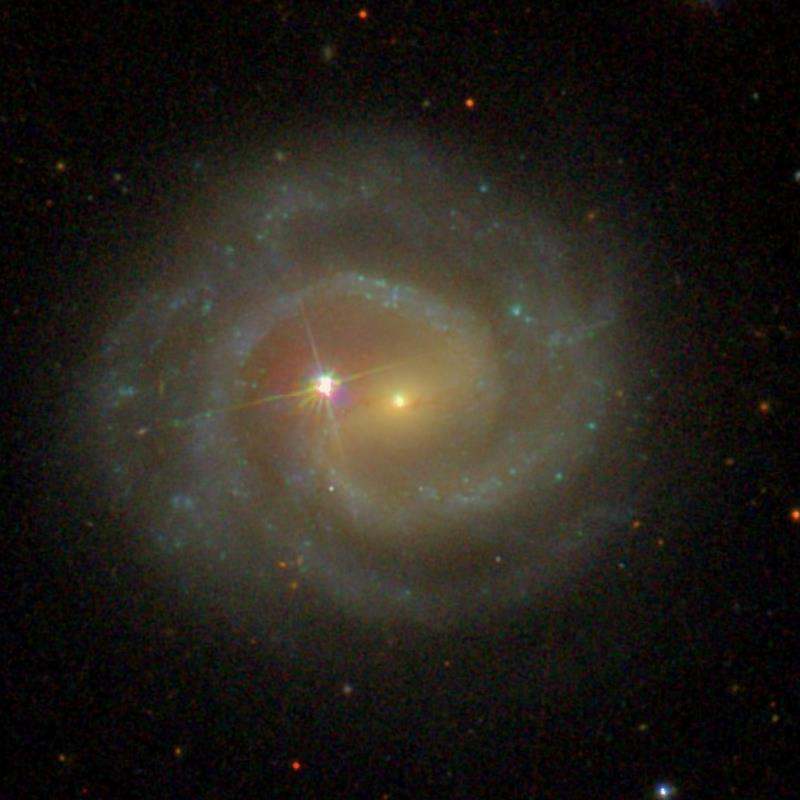
NGC 3507 (s)

### Дополнительные детали структуры

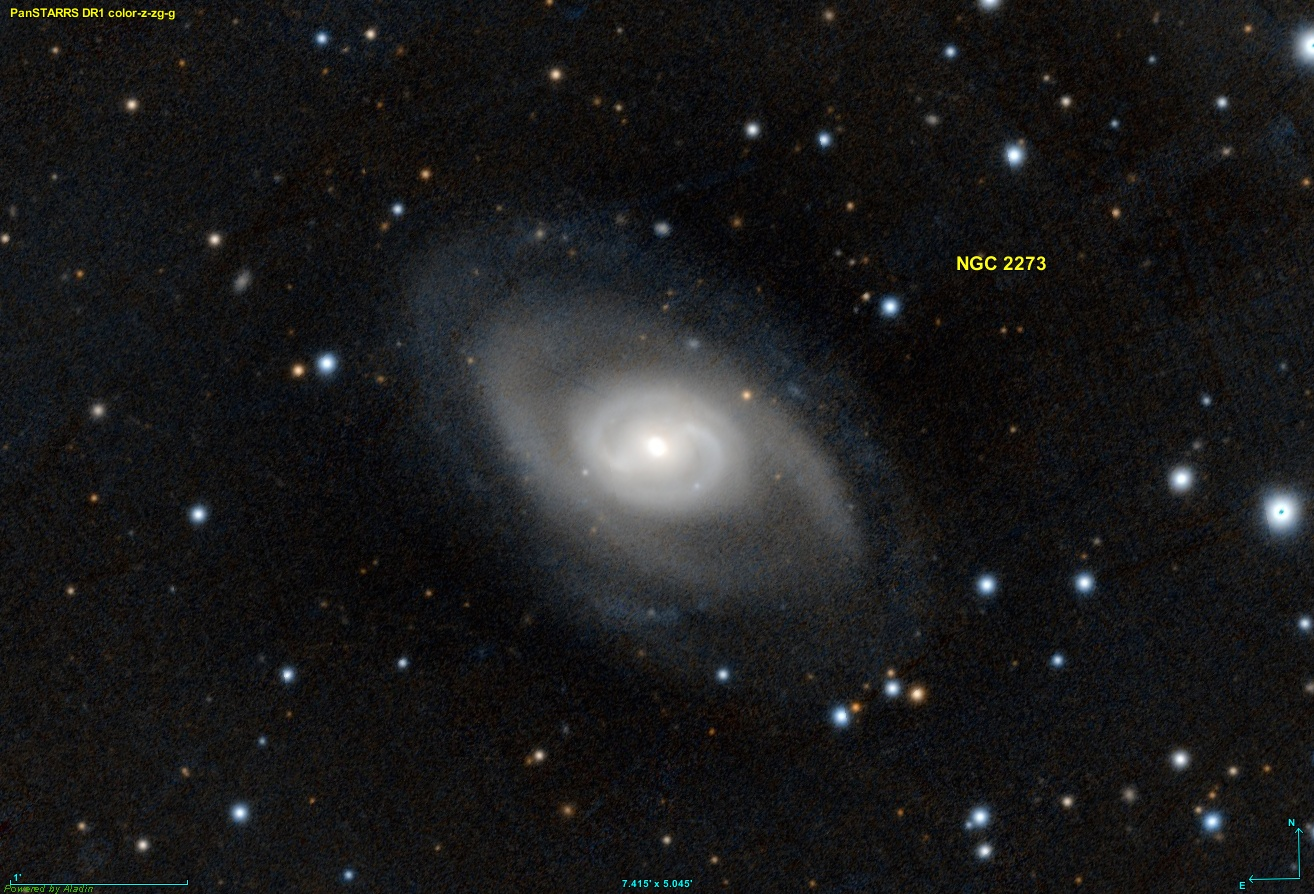
NGC 2273 — галактика с двумя внешними кольцами в обзоре Pan-STARRS

При наличии в галактике особых видов колец или псевдоколец, баров, а также линз, используются соответствующие дополнительные обозначения.

#### Кольца и псевдокольца
При классификации галактик по разновидности рассматриваются только внутренние кольца — кольца средних размеров, которые по размеру совпадают с баром, если тот присутствует, но в галактиках встречаются и другие типы колец. Внешние кольца ― более крупные, часто диффузные структуры, размеры которых обычно приблизительно вдвое больше, чем у баров, ― обозначаются (R) перед стандартным обозначением галактики. Например, галактика типа SB(r)0+, у которой есть внешнее кольцо, будет обозначаться (R)SB(r)0+. Известны и галактики, обладающие двумя раздельными внешними кольцами, ― они получают дополнительное обозначение (RR). Внешние псевдокольца ― структуры, которые внешне похожи на кольца, но физически представляют собой спиральные рукава, которые закручены таким образом, что замыкаются ― они обозначаются (R′).
Выделяют также особые подтипы внешних колец и псевдоколец:
- Внешние кольца типа (R1) отличаются небольшими вогнутостями вблизи концов бара;
- Псевдокольца типа (R′1) внешне похожи на кольца типа (R1), но представляют собой два спиральных рукава, закрученных на 180° от концов бара;
- Псевдокольца типа (R′2) представляют собой два спиральных рукава, закрученных на 270° от концов бара;
- Структуры типа (R1R′2) состоят из кольца типа (R1) и псевдокольца типа (R′2).

- Галактики со внешними кольцами разных видов в обзоре SDSS[69][70]

Галактики со внешними кольцами разных видов в обзоре SDSS
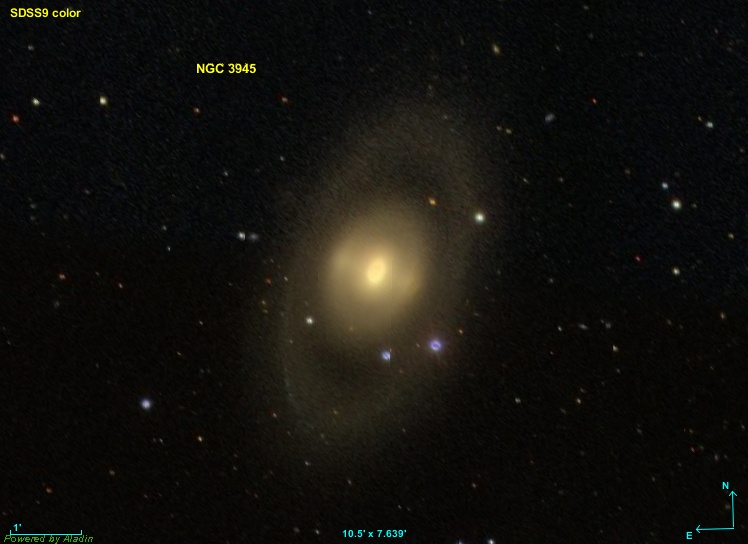
NGC 3945 (R)
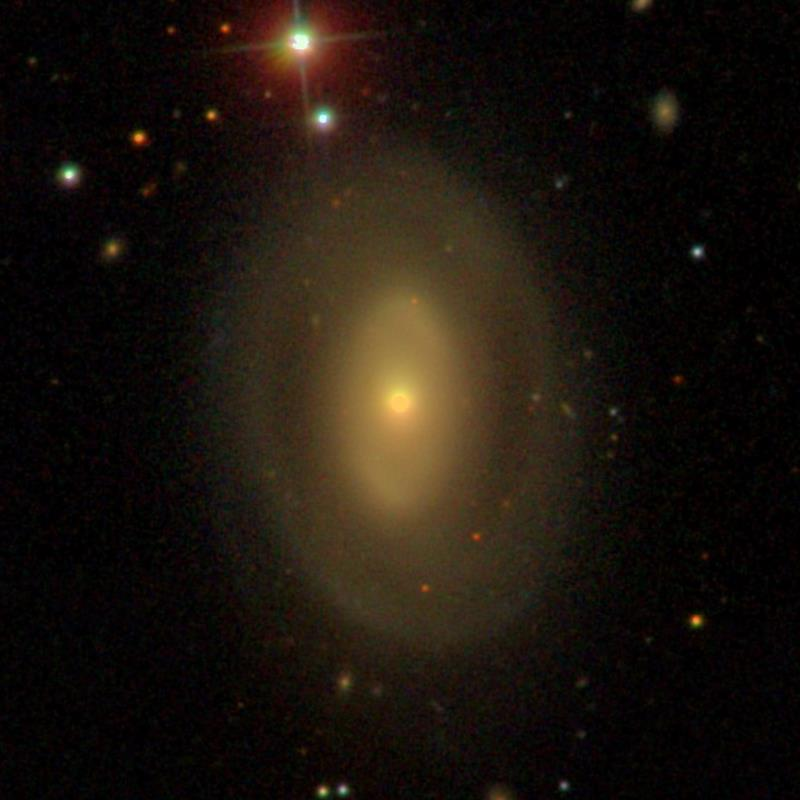
NGC 2962 (R′)
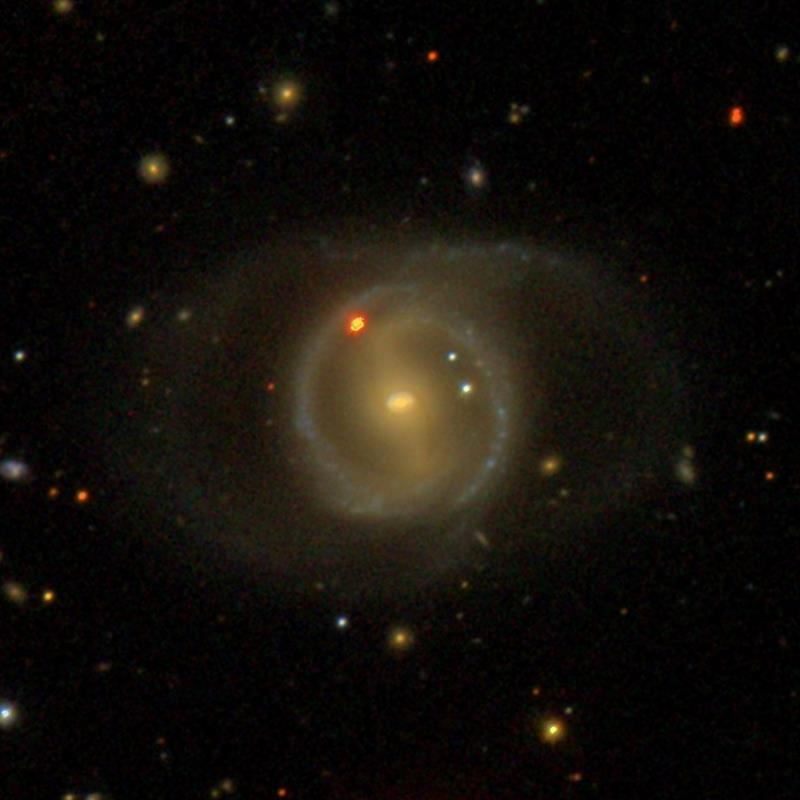
NGC 5945 (R1)
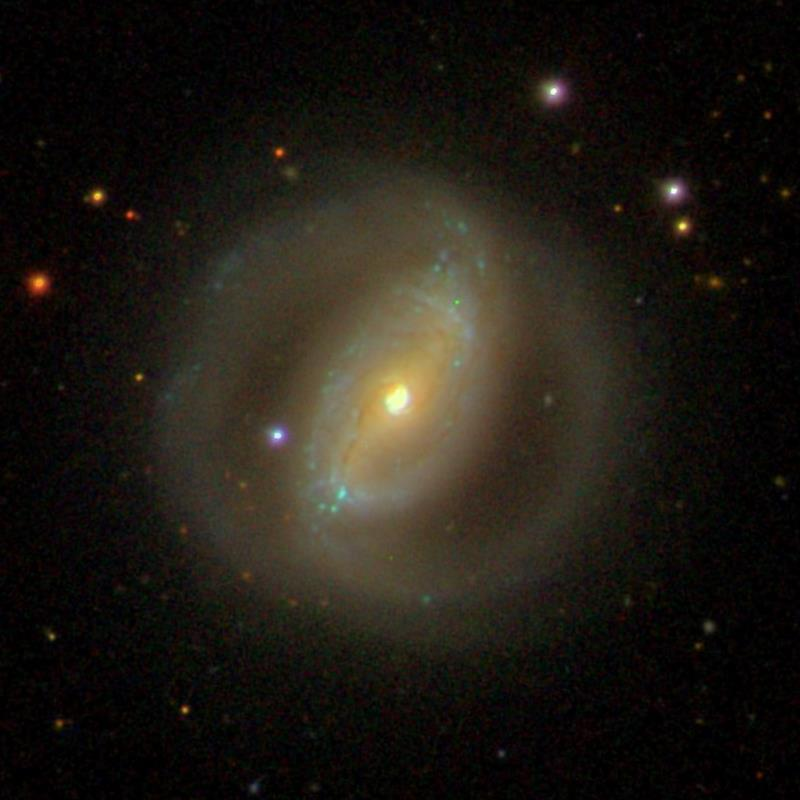
NGC 3504 (R′1)
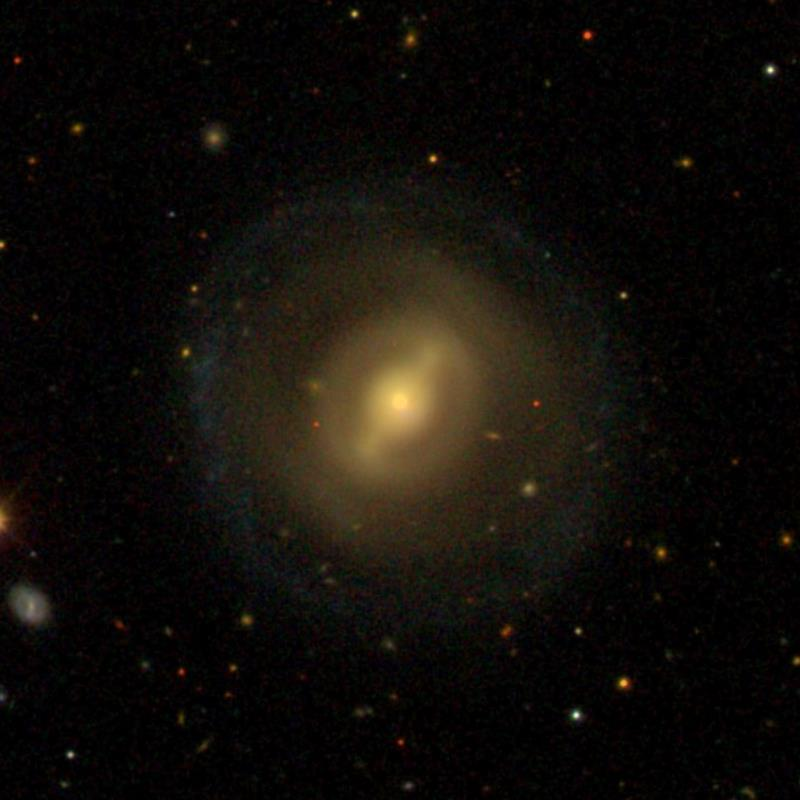
NGC 1211 (R1R′2)
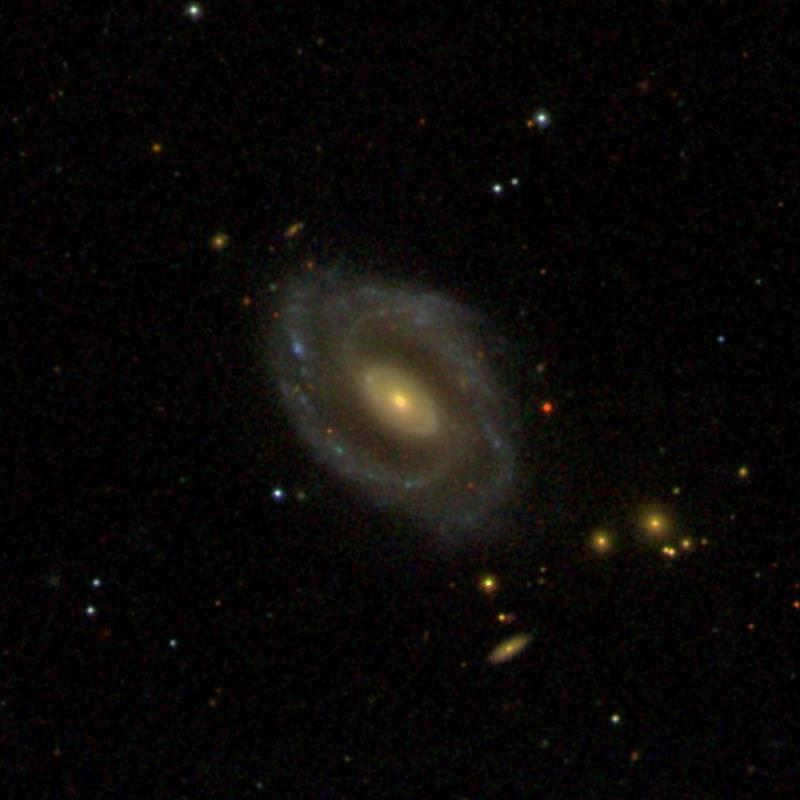
NGC 5409 (R′2)

#### Линзы
Линзы — структуры с практически равномерной яркостью и довольно резкими границами, имеющие круглую или немного вытянутую эллиптическую форму, они часто встречаются в галактиках типа S0. Линзы могут иметь различные размеры, и по аналогии с кольцами их называют внутренними либо внешними. Внутренние линзы получают обозначение (l), а внешние — (L), в обозначении морфологического типа галактики эти символы ставятся на те же места, что и обозначения (r) и (R) для внутренних и внешних колец соответственно. Так, например, галактика NGC 1543 обозначается (R)SB(l)0/a, а NGC 2983 — (L)SB(s)0+.
Переход между линзами и кольцами в галактиках может быть плавным: например, для описания внутреннего кольца небольшой контрастности на фоне выраженной внутренней линзы используют обозначение (rl). Для более тонкой классификации могут использоваться типы (rl) и (rl), по аналогии с кольцами (см. выше). Для слабых внешних колец на фоне внешних линз по аналогии применяют обозначение (RL), а также (RL) и (RL) для более тонкой классификации. Ещё один редкий тип — внутреннее псевдокольцо на фоне линзы — обозначается (r′l), примером галактики с такой структурой является NGC 4314.
- Переход между внутренними кольцами и линзами на примере галактик в обзоре SDSS[73]

Переход между внутренними кольцами и линзами на примере галактик в обзоре SDSS
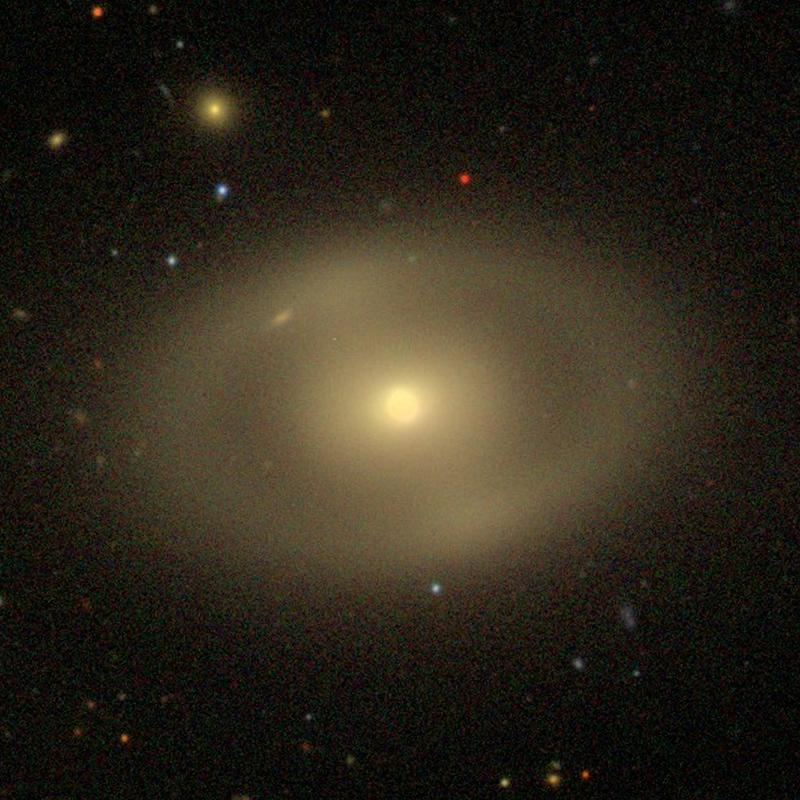
NGC 4340 (r)
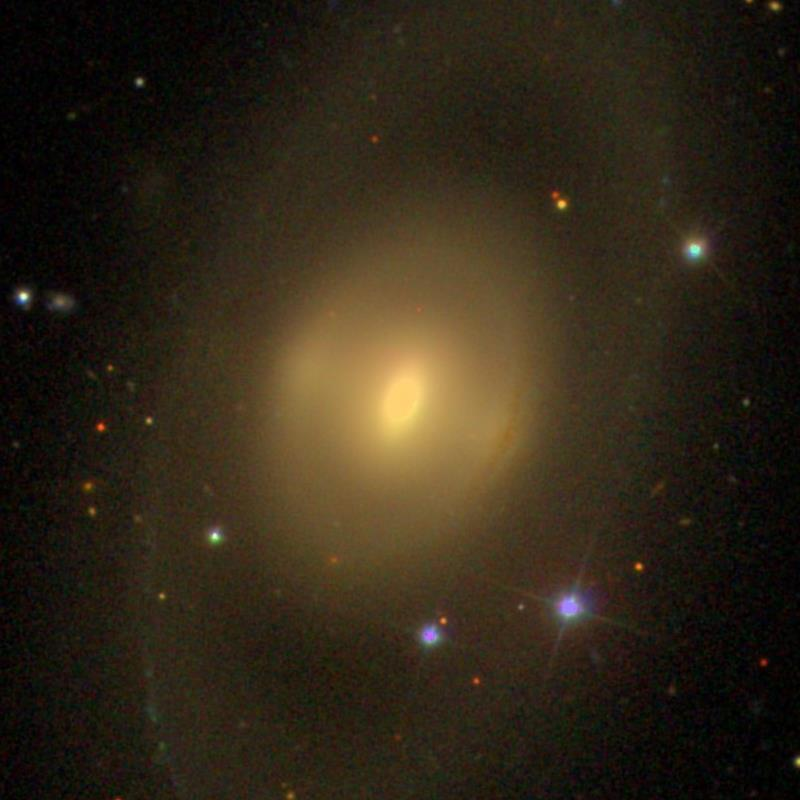
NGC 3945 (rl)
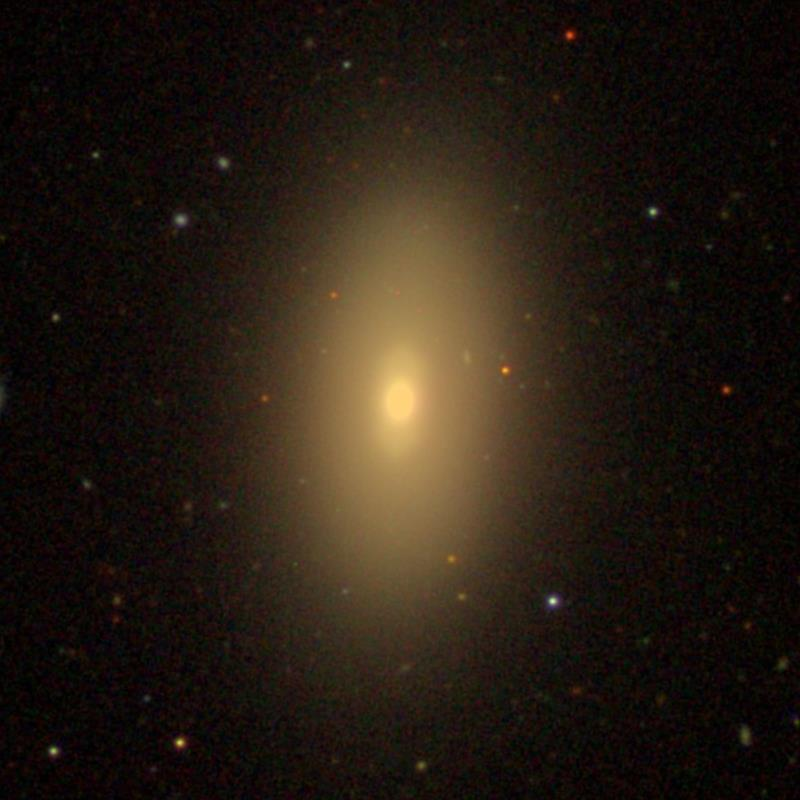
NGC 3245 (l)

#### Ядерные кольца, бары и линзы
В некоторых случаях в галактиках присутствуют кольца, бары и линзы маленьких размеров, которые называются ядерными. Например, размер ядерного бара в среднем составляет около десятой части размеров обычного; при наличии в галактике баров обоих видов их называют первичным и вторичным барами. Наличие ядерных колец, баров и линз обозначается символами, соответственно, nr, nb и nl, которые ставятся вместе с обозначением разновидности: например, галактика M 95 имеет обозначение SB(r, nr)b.

## Классификация ван ден Берга
Ещё одну схему классификации, которая частично опирается на схему Хаббла, разработал Сидни ван ден Берг в 1976 году. Другое название этой системы — DDO-классификация (от англ. David Dunlap Observatory). В ней галактики имеют два параметра: морфологический тип, который с некоторыми изменениями соответствует типу галактики по Хабблу, и класс светимости, который отражает абсолютную светимость галактики.

### Морфологические типы

Схематичное представление классификации ван ден Берга. Для простоты показаны только галактики без бара

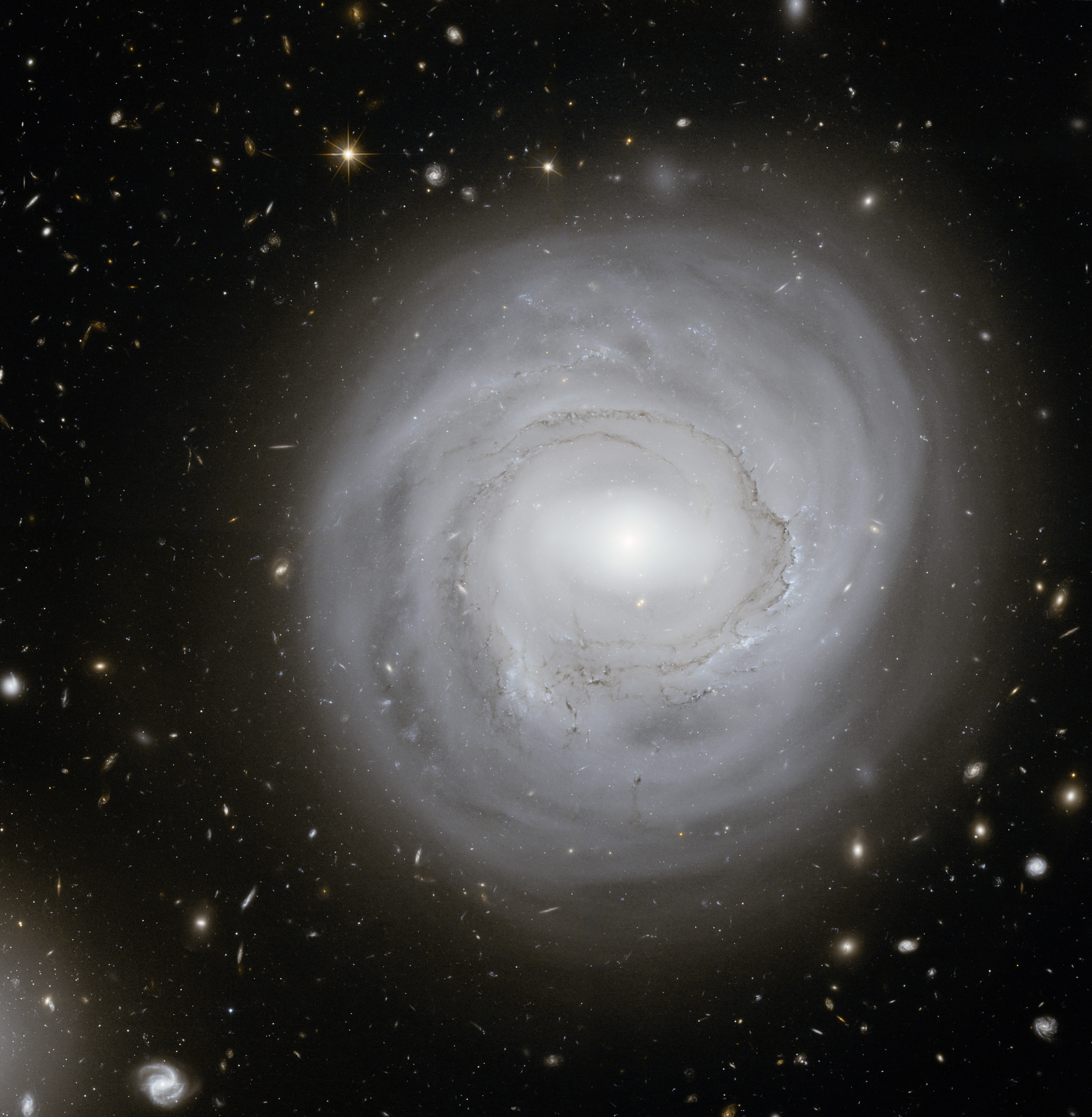
NGC 4921 — анемичная галактика, снимок телескопа Хаббл

Морфологические типы галактик в классификации ван ден Берга обозначаются так же, как и в классификации Хаббла, но в первой присутствуют дополнительные типы галактик, а последовательность типов выглядит по-другому. В схеме ван ден Берга линзовидные галактики рассматриваются не как переходный тип между эллиптическими галактиками и спиральными, а как отдельная последовательность, наравне со спиральными галактиками.
Между линзовидными галактиками и спиральными выделяется промежуточная последовательность анемичных галактик (или «бледных спиральных», англ. anemic spirals). Анемичные галактики отличаются нечётким, слабым спиральным узором, что вызвано меньшим количеством газа и, следовательно, более низким темпом звездообразования, чем у обычных спиральных галактик того же типа по Хабблу. Объекты такого типа чаще встречаются в скоплениях галактик — по всей видимости, на галактики в скоплениях действует лобовое давление (англ. ram pressure), из-за чего они быстро теряют газ. Анемичные галактики получают обозначение A вместо S для спиральных галактик.
В каждой последовательности выделяются подтипы a, b, c по соотношению светимостей диска и балджа: для подтипов в порядке a, b, c это соотношение возрастает. Таким образом, в последовательности линзовидных галактик выделяют типы S0a, S0b, S0c, анемичных — Aa, Ab, Ac — и спиральных — Sa, Sb, Sc. Кроме того, галактики с выраженным баром дополнительно получают обозначение B, а галактики с более слабым баром — (B), так что типы S, S(B) и SB в системе ван ден Берга соответствуют семействам SA, SAB и SB в системе Вокулёра (см. выше). Таким образом, например, галактика M 91 имеет морфологический тип A(B)b.

### Классы светимости
Второй параметр в системе ван ден Берга — класс светимости, который отражает абсолютную светимость галактики. По аналогии с классами светимости для звёзд классы светимости для галактик обозначаются римскими цифрами: I — сверхгиганты, II — яркие гиганты, III — гиганты, IV — субгиганты и V — карлики, в порядке уменьшения светимости. Классу I соответствует абсолютная звёздная величина −20,5m в полосе B, что эквивалентно светимости 2⋅1010 L⊙, а классу V ― величина −14m, соответствующая светимости 108 L⊙. Промежуточные типы I—II, II—III, III—IV, IV—V также используются.
Галактики разных классов светимости различаются внешне: в частности, сверхгигантские спиральные галактики имеют протяжённые и хорошо очерченные спиральные рукава, а у карликовых спиральных галактик они обычно проявляются слабо и имеют неправильную форму. Спиральные галактики типов Sa и Sb практически не бывают тусклее класса светимости III, в то время как в классе Sc распространены галактики любых светимостей, а среди неправильных галактик, наоборот, не встречаются галактики классов I и II.
По этим причинам в классификации ван ден Берга для класса светимости IV вместо обычных подклассов спиральных галактик выделяют морфологические типы по гладкости спиральных рукавов: S−, S и S+. Подтип S− ― ранний, и в нём рукава наиболее гладкие, а S+ ― поздний, и в нём рукава наиболее клочковатые, S ― промежуточный подтип. Для класса V подклассы выделить не удаётся вообще, поэтому используется одно обозначение S.
- Спиральные галактики разных классов светимости по ван ден Бергу[83]

Спиральные галактики разных классов светимости по ван ден Бергу
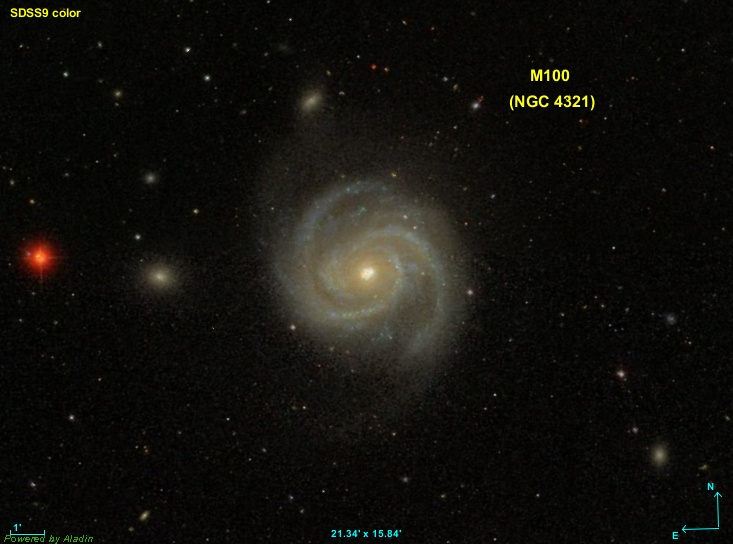
M 100, SDSS (Sc I)
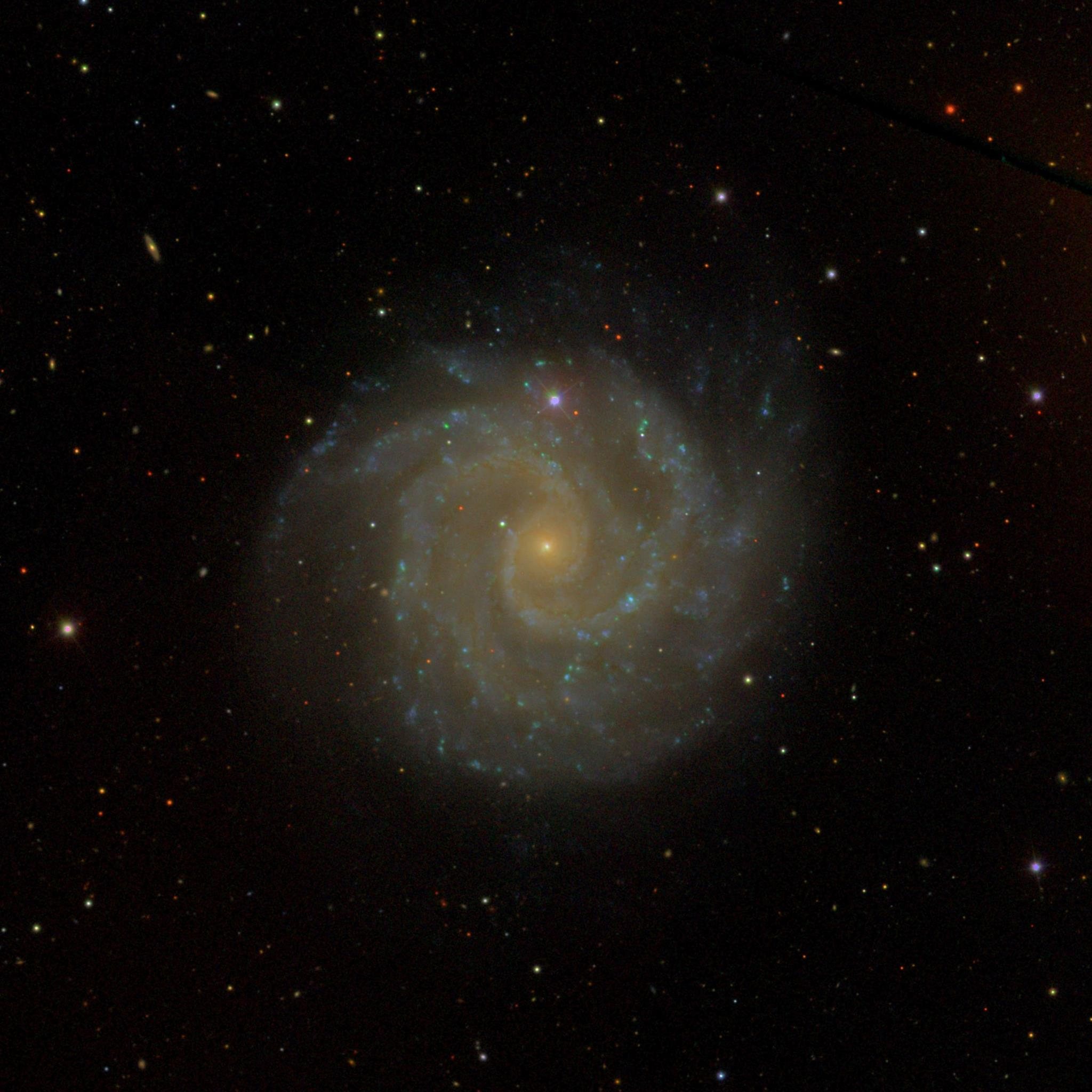
NGC 3184, SDSS (Sc II)
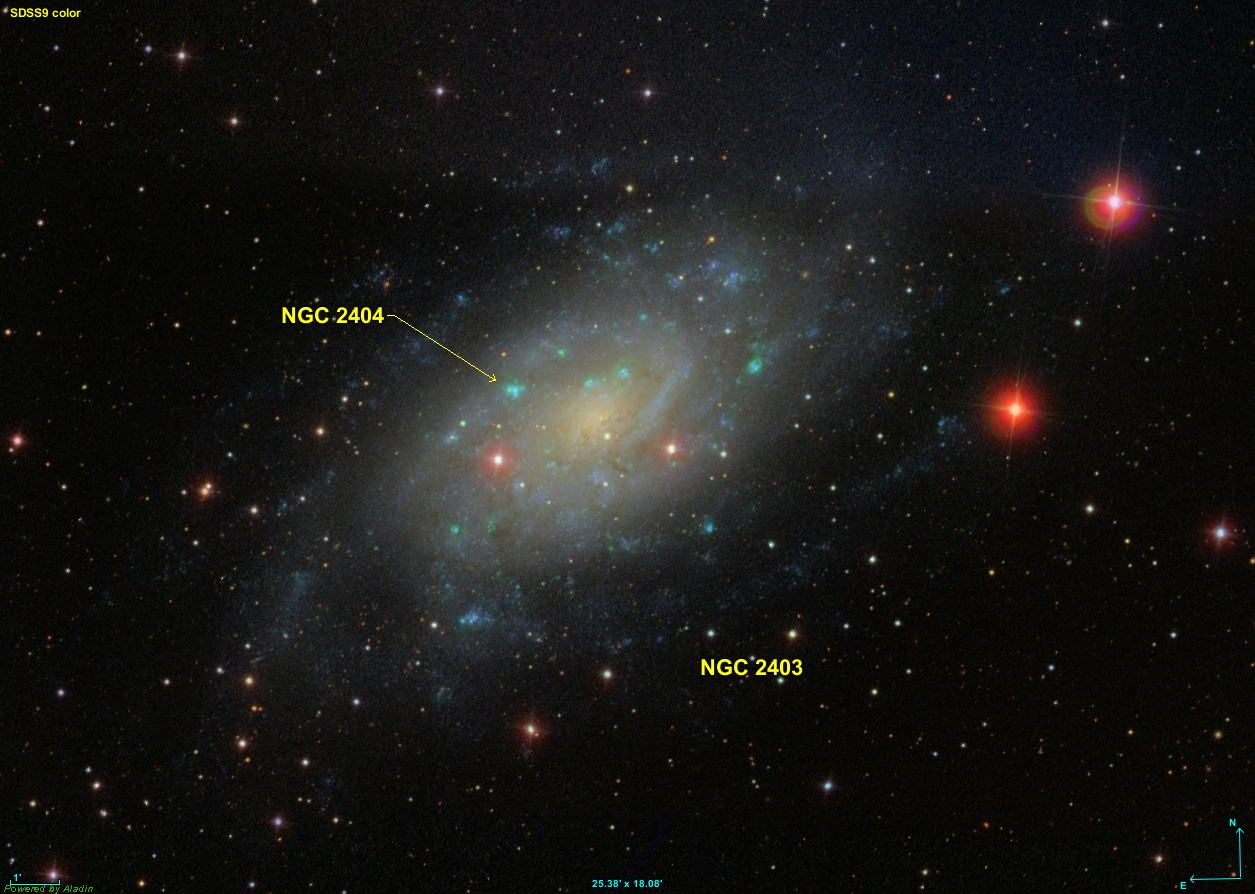
NGC 2403, SDSS (Sc III)
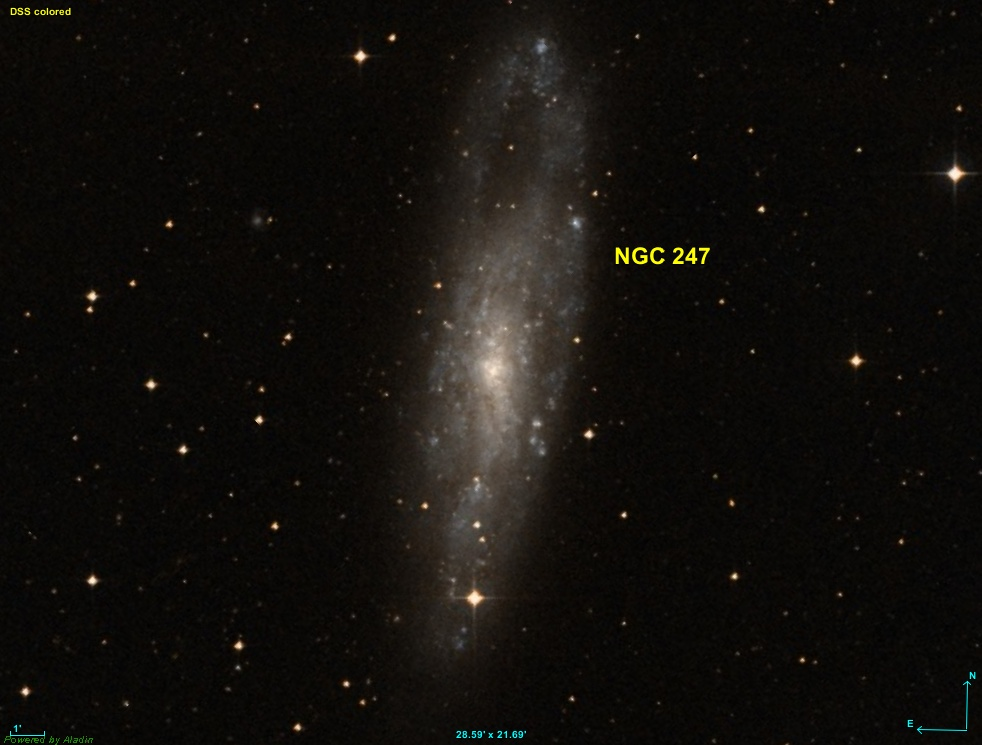
NGC 247, DSS (S− IV)
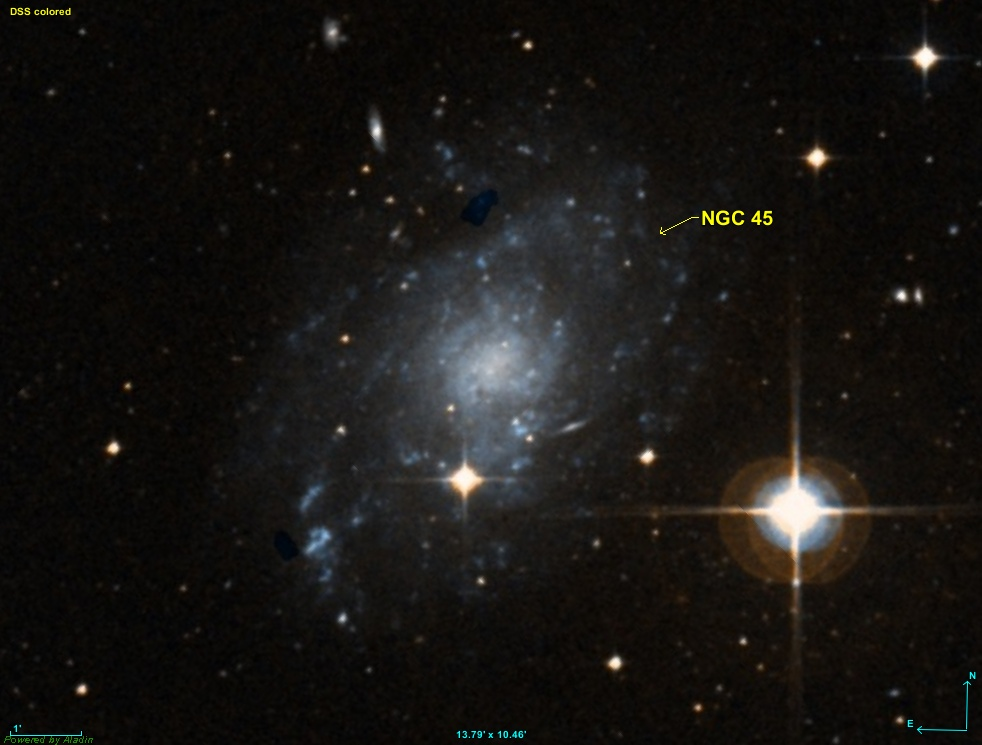
NGC 45, DSS (S− IV–V)

## Классификация Моргана
В системе классификации, которую разработал Уильям Морган в 1958 году, во внимание принимаются концентрация звёзд и яркости к центру и спектр центральной части в оптическом диапазоне, а во вторую очередь — видимая форма галактики. Иногда она называется Йеркской системой, поскольку Морган разработал её в Йеркской обсерватории.

### Спектральные типы галактик
Концентрация звёзд, а следовательно, и яркости к центру, обозначается вместе со спектром в оптическом диапазоне, поскольку эти параметры сильно связаны друг с другом. В схеме Моргана спектральный тип галактики обозначается символами a, f, g, k в соответствии со спектральными классами звёзд A, F, G, K, кроме того, используются промежуточные классы af, fg, gk. В галактиках спектрального типа a концентрация яркости к центру наименьшая, а в галактиках типа k — наибольшая.
Таким образом, к спектральному типу k относятся, например, гигантские эллиптические галактики и такие спиральные, как M 31, где балдж вносит значительный вклад в светимость, а к типу a — неправильные галактики и спиральные позднего типа. Спектральный тип по Моргану и морфологический тип по Хабблу коррелируют, хотя, например, галактики типа Sc по Хабблу занимают довольно широкий диапазон спектральных типов — от a до g. Тесная связь спектра и концентрации объясняется тем, что звёзды более поздних спектральных классов в галактиках сильнее сосредоточены к центру, чем звёзды ранних классов.
- Спиральные галактики разных спектральных типов по Моргану в обзоре SDSS[87]

Спиральные галактики разных спектральных типов по Моргану в обзоре SDSS
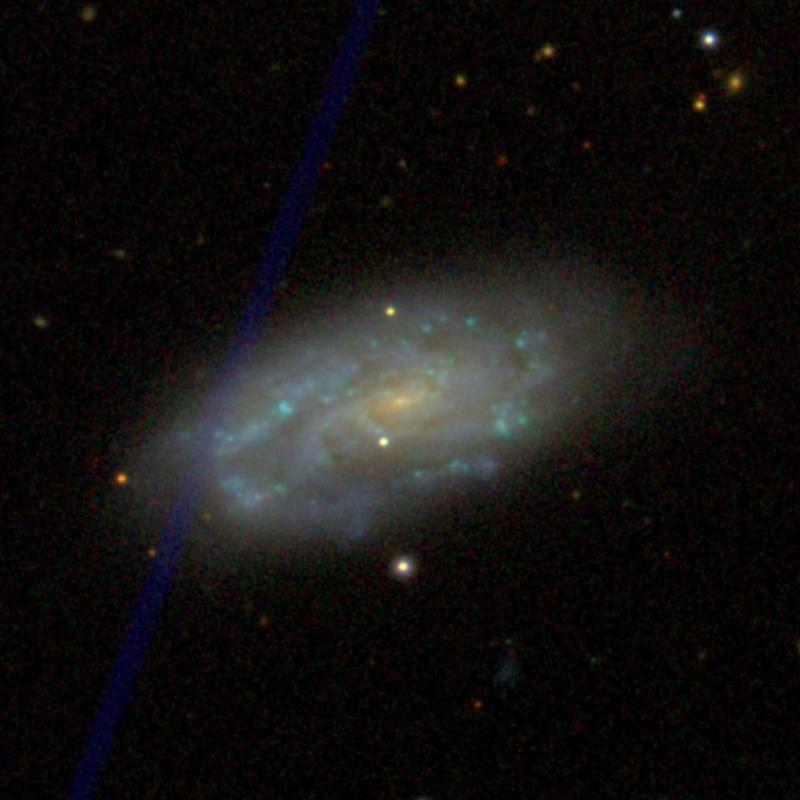
NGC 3389 (a)
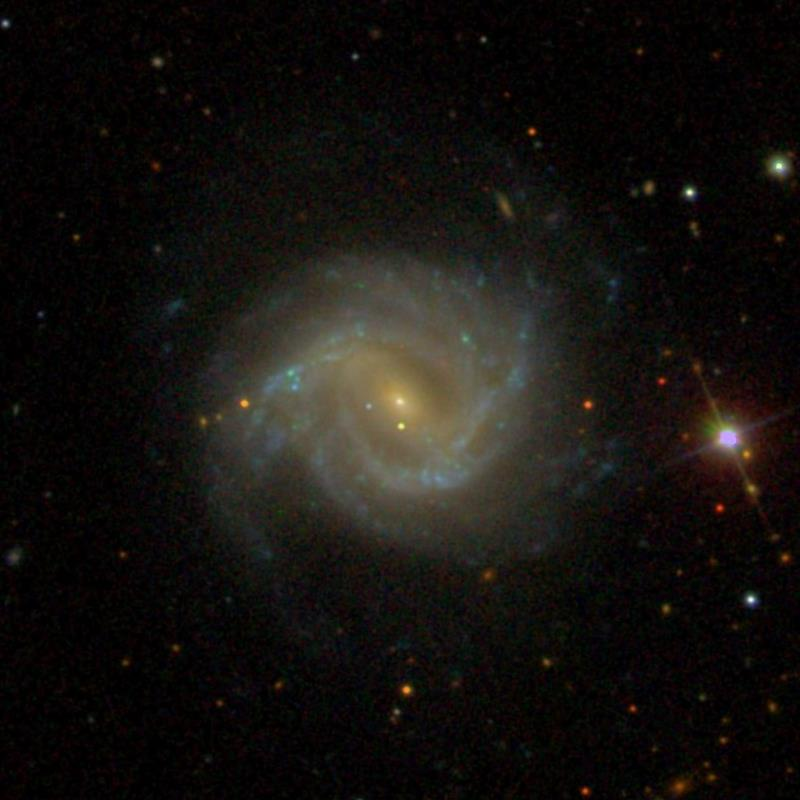
NGC 3485 (af)
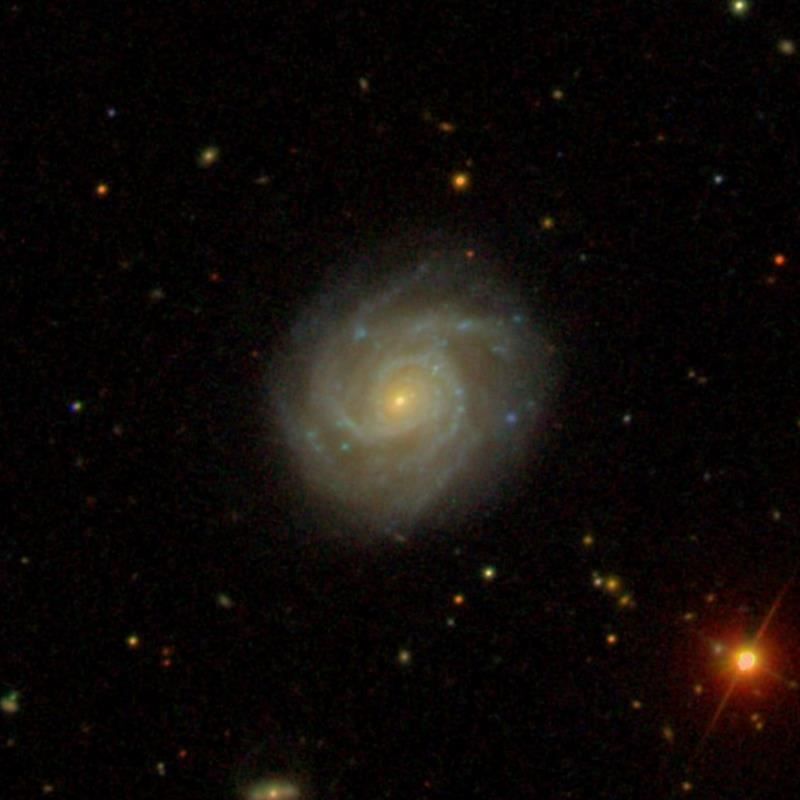
NGC 3512 (f)
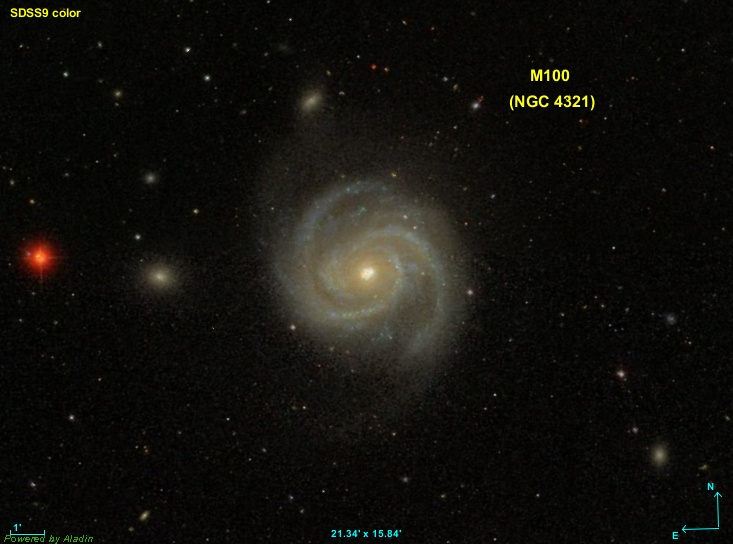
M 100 (fg)
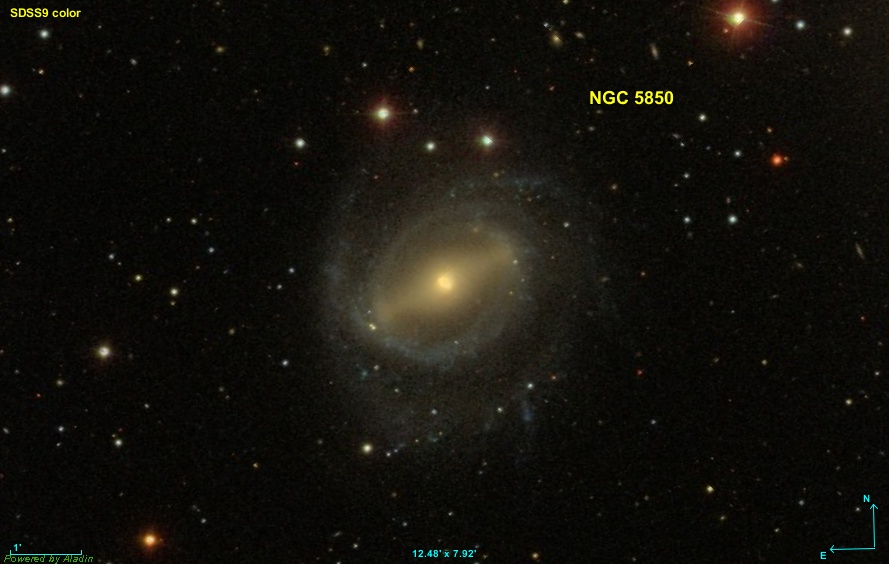
NGC 5850 (g)
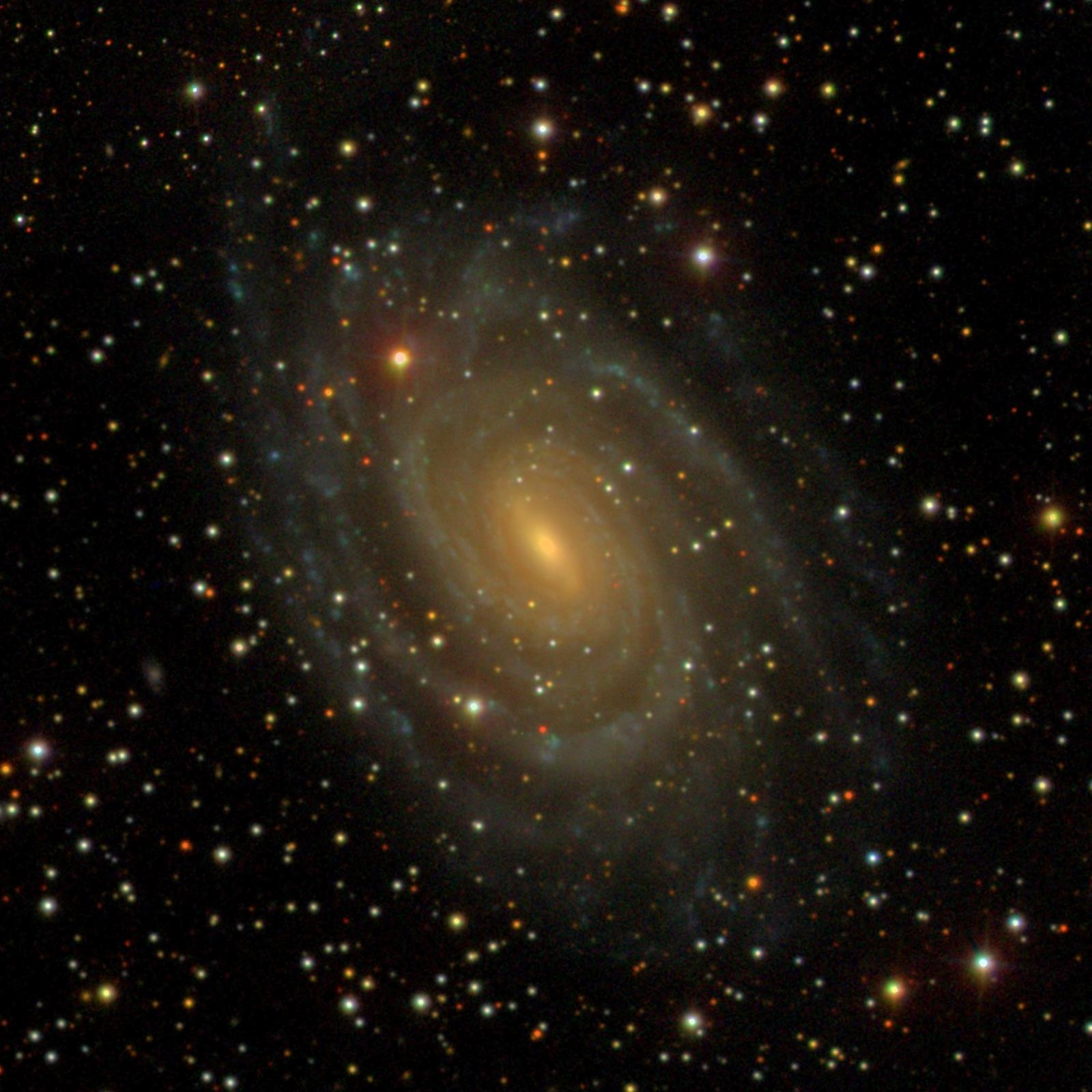
NGC 6384 (gk)
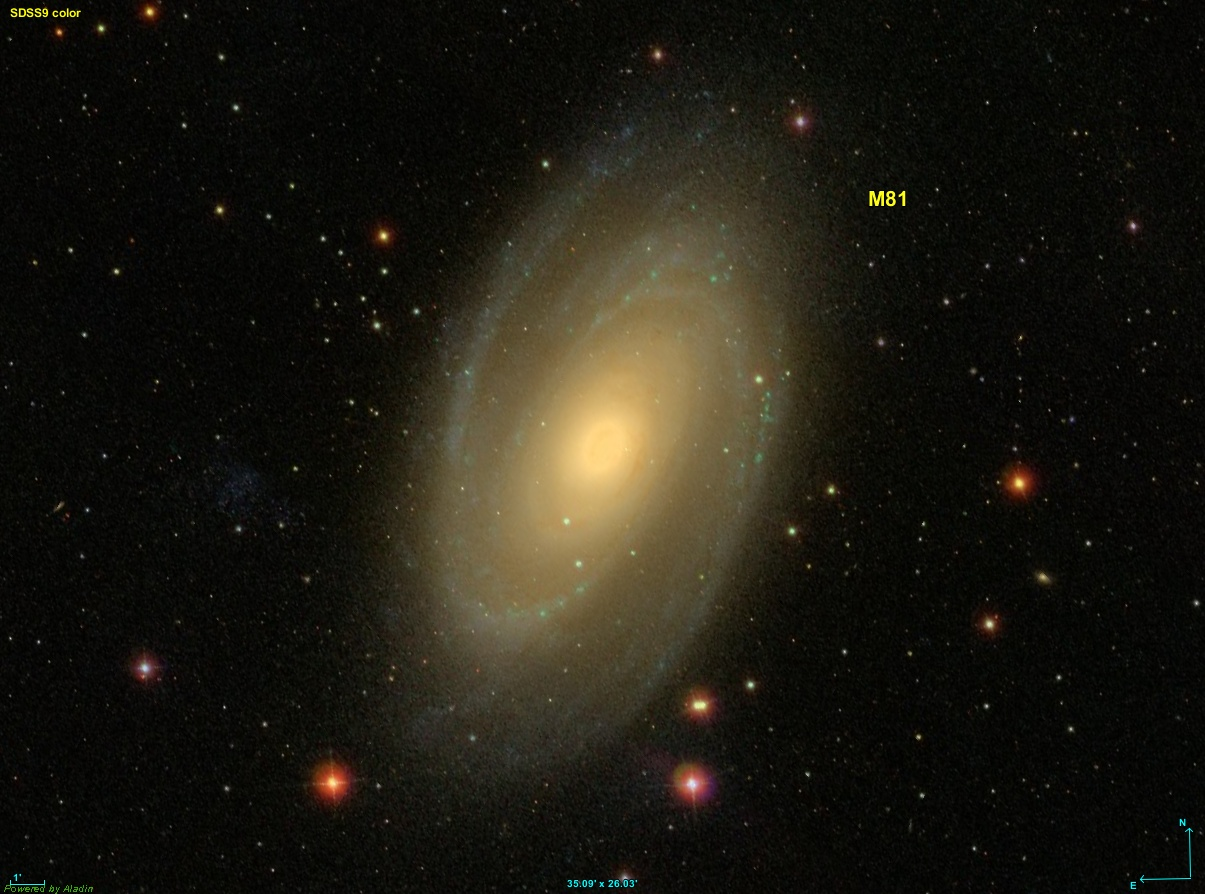
M 81 (k)

### Семейства галактик по формам

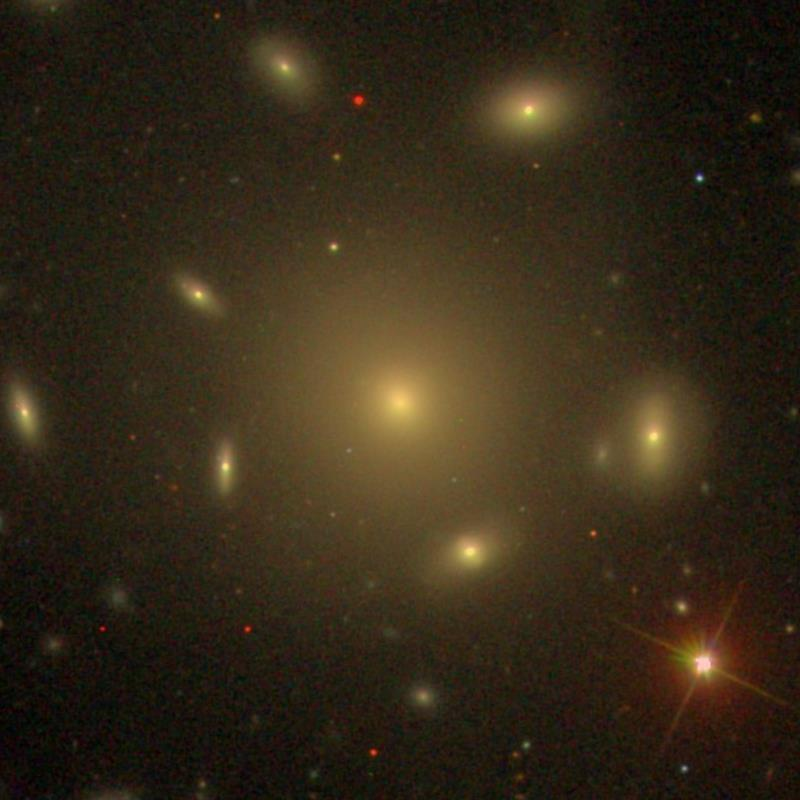
NGC 4874 — галактика типа cD в обзоре SDSS

Ещё один параметр классификации — видимая форма галактики. В системе Моргана используются следующие обозначения:
- E — эллиптические галактики;
- S — спиральные галактики;
- B — спиральные галактики с баром;
- I — неправильные галактики;
- L — галактики низкой поверхностной яркости;
- N — галактики с ярким ядром;
- D — галактики вращательно-симметричной формы без спиральных рукавов, не похожие на эллиптические.

К галактикам класса N в данной системе могут быть причислены квазары (которые не были известны на момент составления системы), галактики с активными ядрами либо галактики со вспышкой звездообразования в ядре. Класс D включает в себя разные объекты: линзовидные галактики, эллиптические галактики, деформированные приливными взаимодействиями, а также очень яркие эллиптические галактики с протяжёнными оболочками. Эти яркие эллиптические галактики позже были выделены в отдельный тип — галактики типа cD, ныне это название используется и в отдельности от классификации Моргана. Они часто встречаются в центрах скоплений галактик, имеют более пологий градиент яркости во внешних областях, чем обычные эллиптические галактики,, и, по всей видимости, являются результатом многократных слияний либо разрушений множества галактик приливными силами.
К обозначению формы галактики добавляется цифра от 1 до 7, которая отражает видимую сплюснутость галактики. 1 соответствует галактикам, видимым плашмя, 7 — видимым с ребра. Таким образом, например, спиральная галактика со слабой концентрацией яркости к центру, видимая практически плашмя, может иметь класс afS1, а сплюснутая эллиптическая с сильной концентрацией — kE6.

## Классификация спиральных рукавов Элмегрин
В рассмотренных выше системах классификации тип галактики даёт лишь приблизительное представление о виде её спиральных рукавов. Одну из схем, которая более детально рассматривает именно спиральную структуру, разработали Дебра и Брюс Элмегрин в 1987 году. В ней выделяется 10 вариантов спиральной структуры: от AC 1 для галактик, называемых флоккулентными, с неупорядоченными, «рваными» спиральными рукавами, до AC 12 для тех галактик, где спиральные рукава протяжённые, симметричные и чётко прослеживаются, — такие называют галактиками с упорядоченной структурой. Среди галактик остальных типов к флоккулентным относят галактики типов AC 1—4, а к галактикам с упорядоченной структурой — типов AC 5—12. Тип галактики в данной классификации, как выяснилось, не зависит от типа галактики по Хабблу.
Каждый тип, используемый в данной схеме, имеет своё описание:
- AC 1: хаотичные фрагменты спиральных рукавов без какой-либо симметрии;
- AC 2: фрагменты спиральных рукавов, распределённые хаотично;
- AC 3: фрагменты спиральных рукавов, равномерно распределённые вокруг центра;
- AC 4: один выраженный спиральный рукав, либо фрагментированные спиральные рукава;
- AC 5: два симметричных, коротких рукава во внутренних частях галактики, неправильная форма рукавов во внешних областях;
- AC 6: два симметричных рукава во внутренних частях галактики, «перистая» структура во внешних областях;
- AC 7: два симметричных, протяжённых рукава во внешних частях галактики, неправильная форма рукавов во внутренних областях;
- AC 8: туго закрученные кольцеобразные рукава;
- AC 9: два симметричных рукава во внутренних частях галактики, несколько протяжённых рукавов во внешних частях;
- AC 12: два протяжённых симметричных рукава во всём диске.

- Галактики со спиральной структурой разных типов по Элмегрин в обзоре SDSS[96][97]

Галактики со спиральной структурой разных типов по Элмегрин в обзоре SDSS
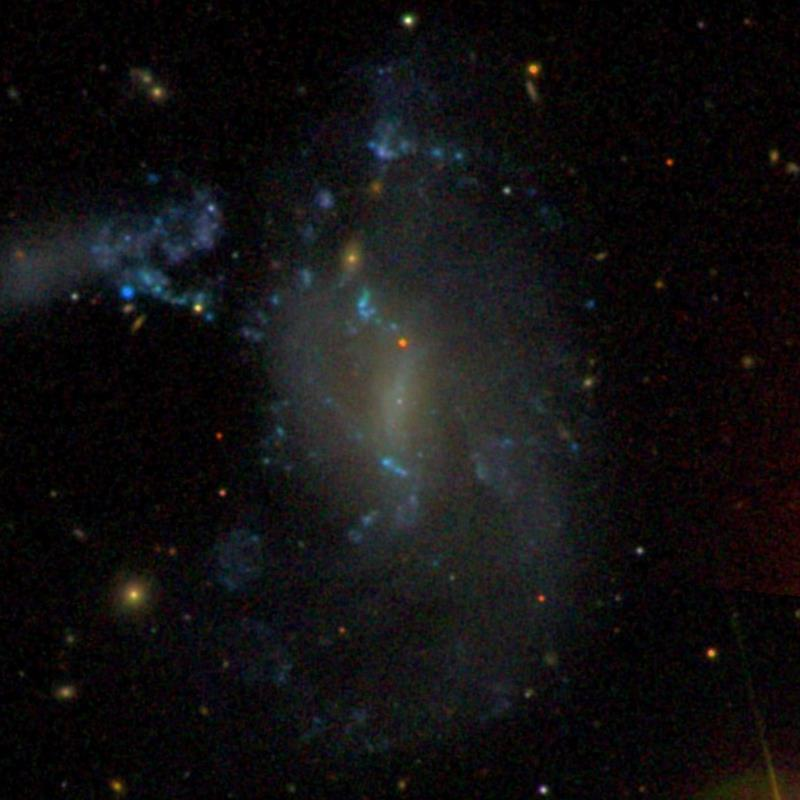
NGC 3447 (AC 1)
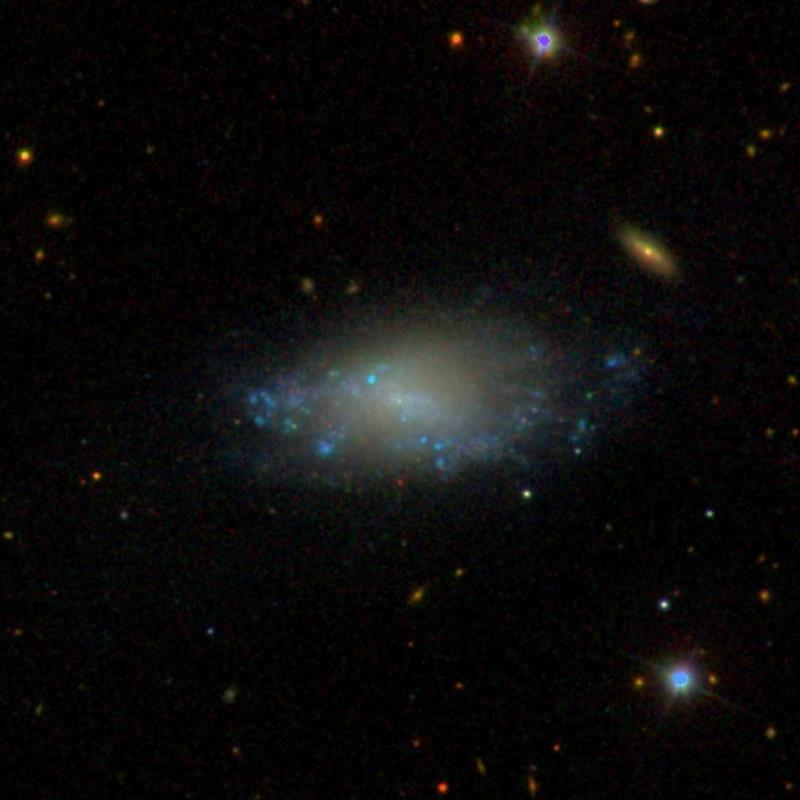
NGC 3274 (AC 2)
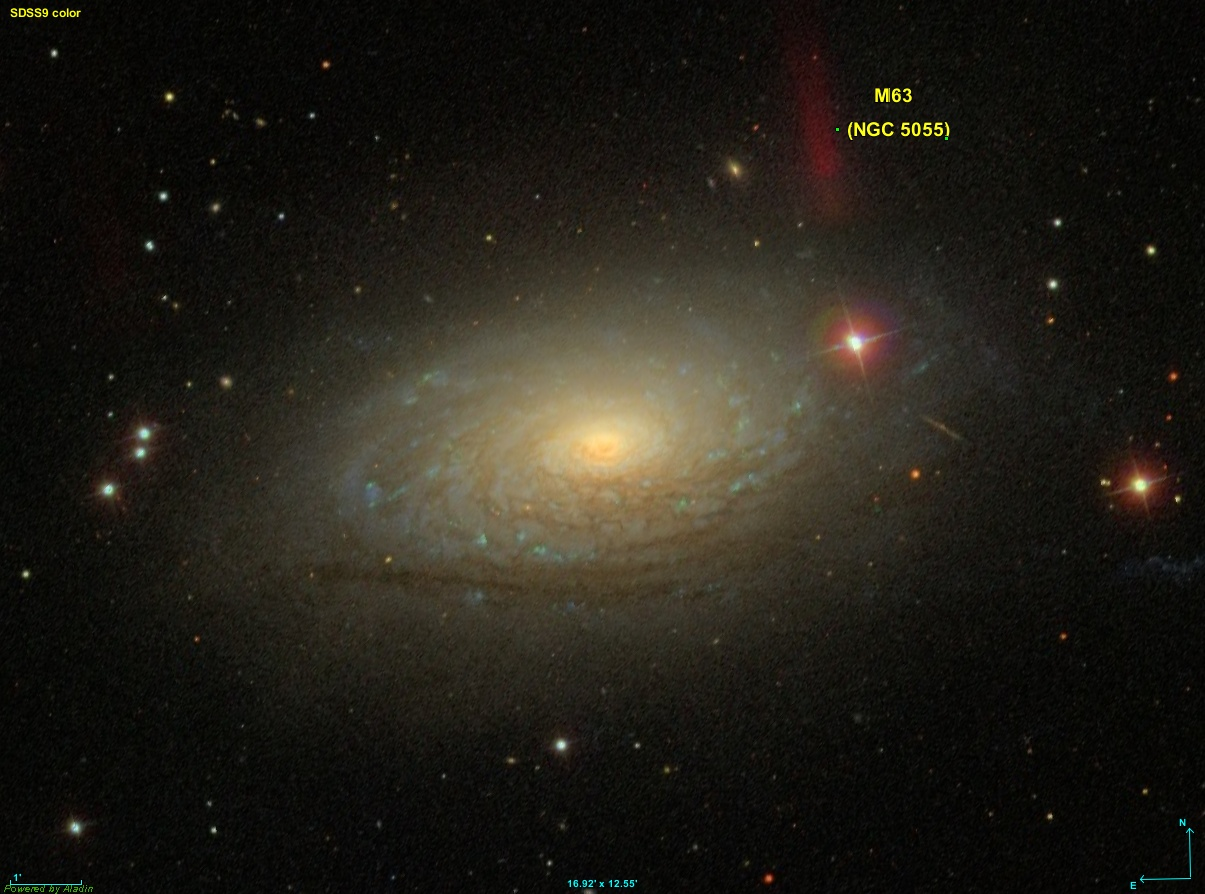
NGC 5055 (AC 3)
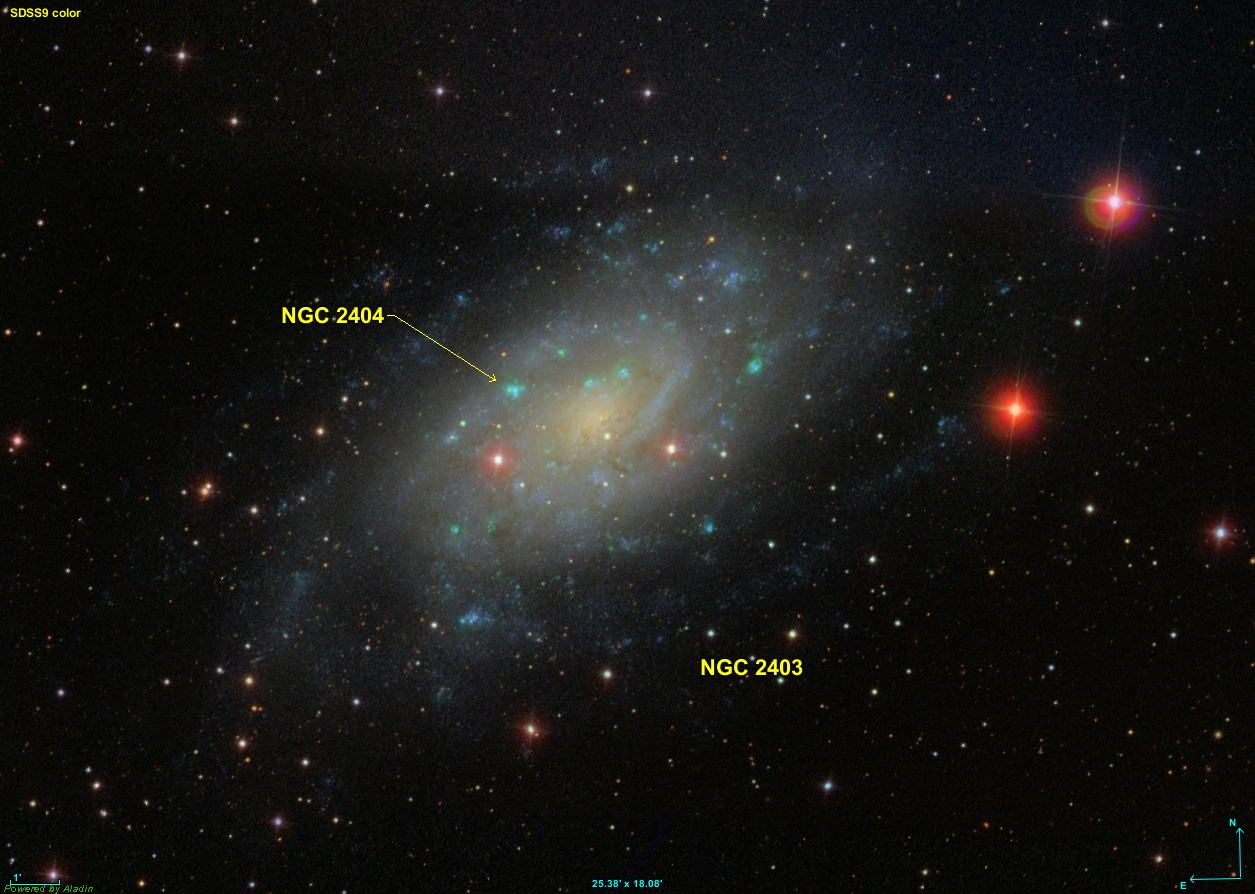
NGC 2403 (AC 4)
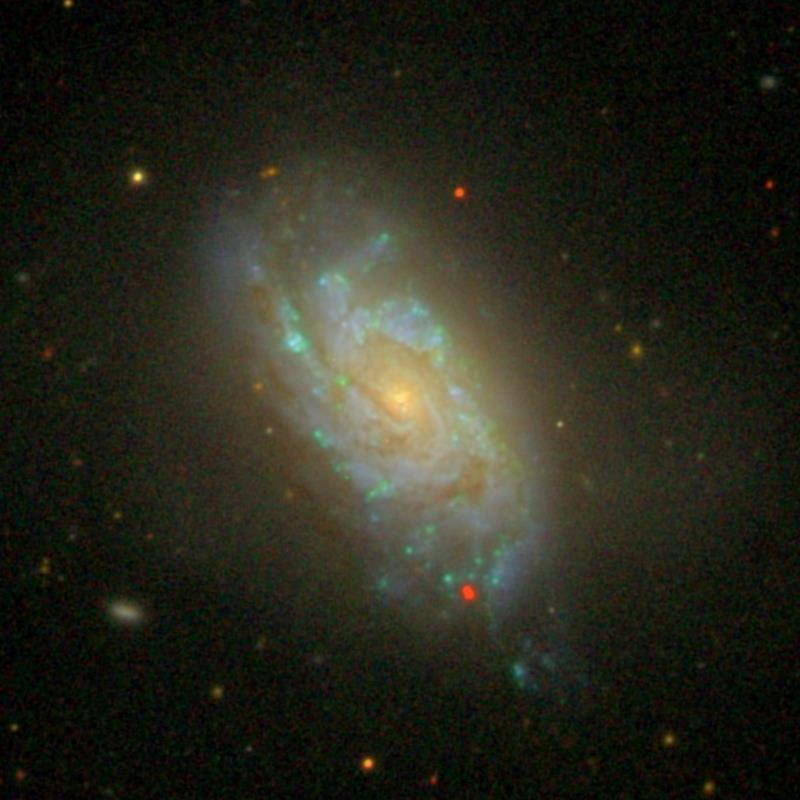
NGC 1084 (AC 5)
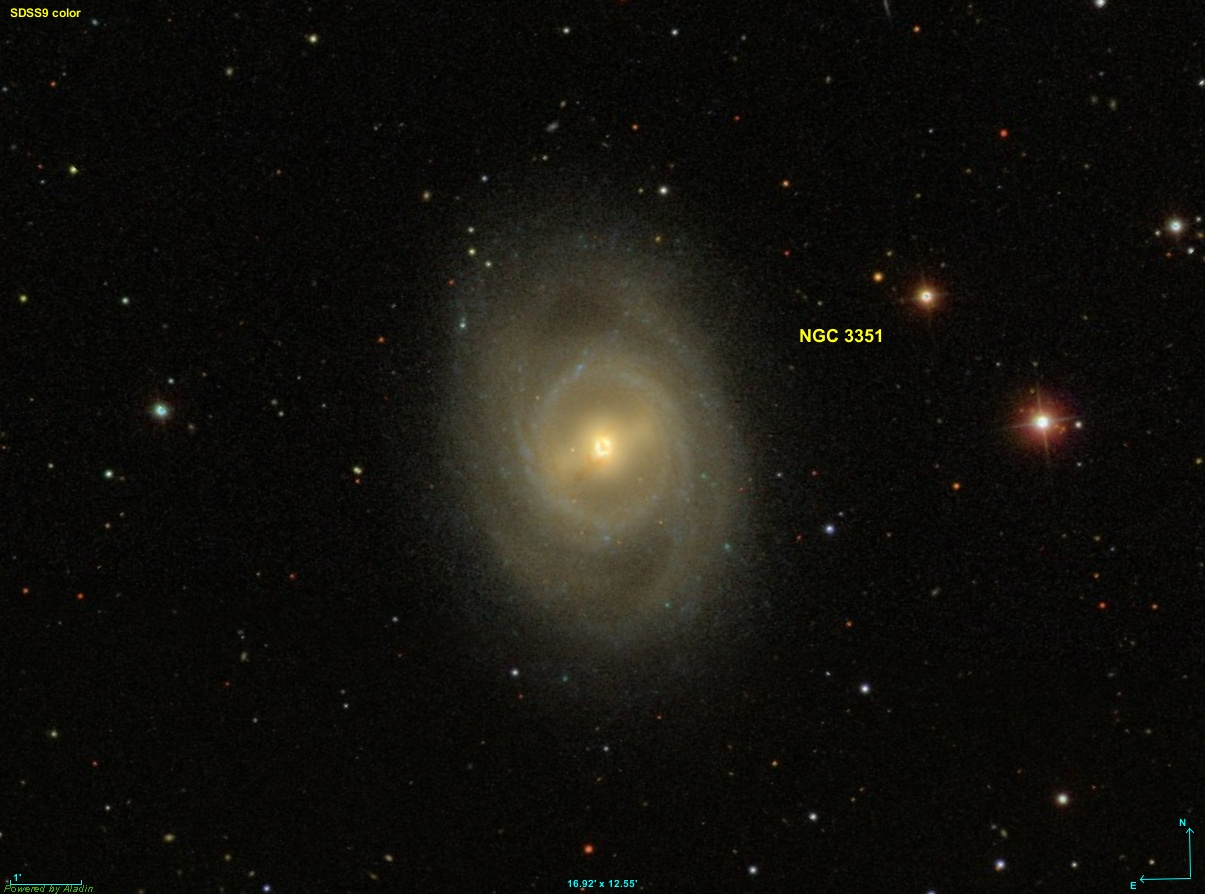
M 95 (AC 6)
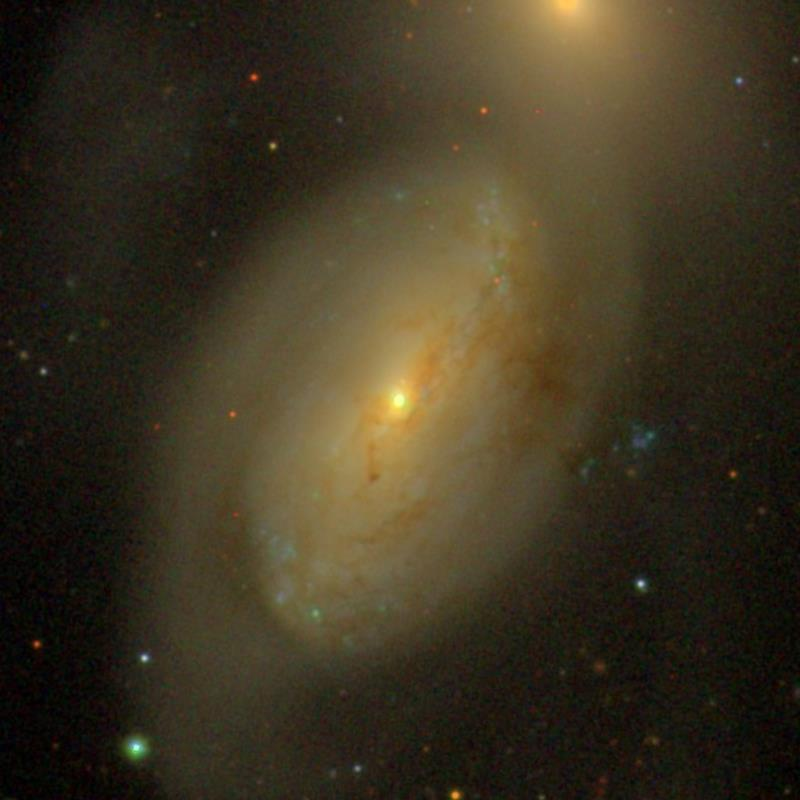
NGC 3227 (AC 7)
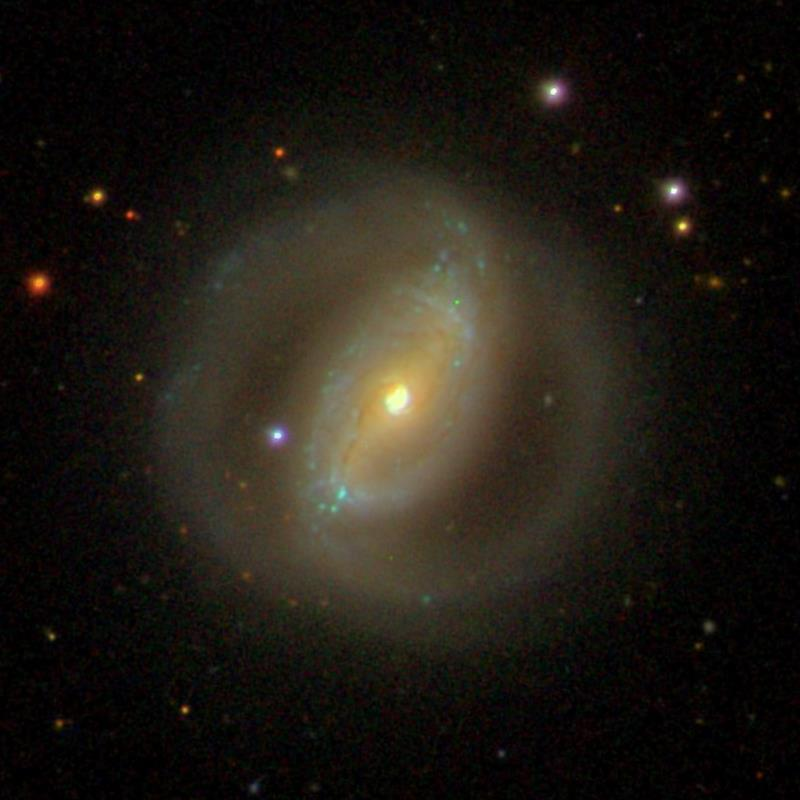
NGC 3504 (AC 8)
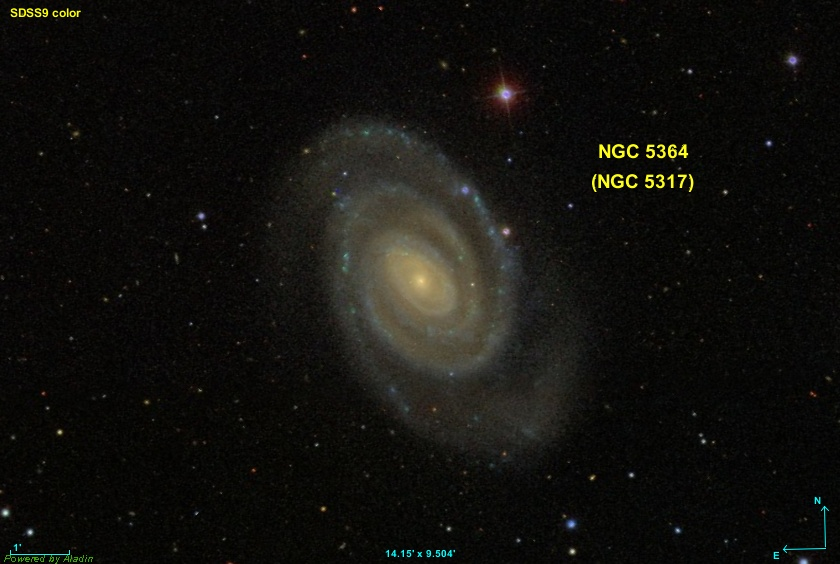
NGC 5364 (AC 9)
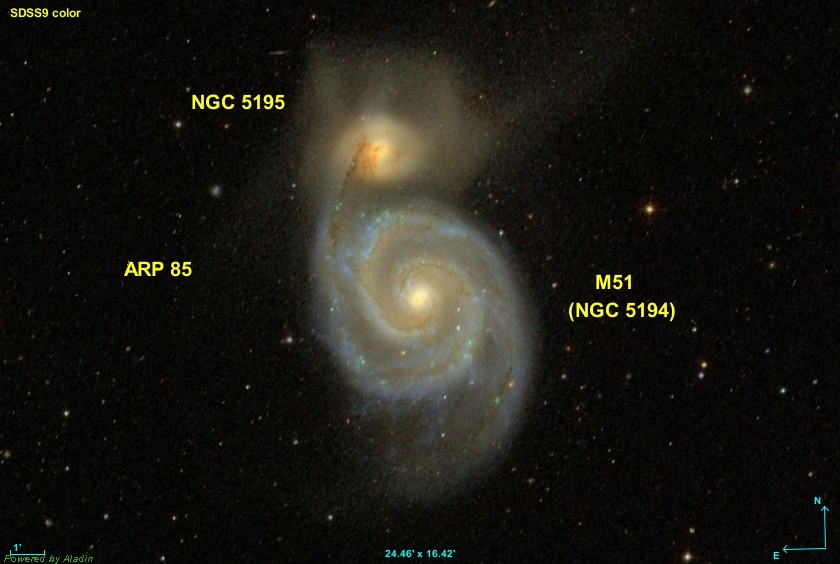
M 51 (AC 12)

Авторы этой классификации также предлагали более простую схему, в которой спиральные галактики разделялись на флоккулентные (F), многорукавные (M) и галактики с упорядоченной структурой (G). По всей видимости, спиральная структура разных видов возникает под действием разных механизмов — например, упорядоченная спиральная структура хорошо объясняется теорией волн плотности, а флоккулентная — моделью самоподдерживающегося звездообразования.

## Особые типы галактик

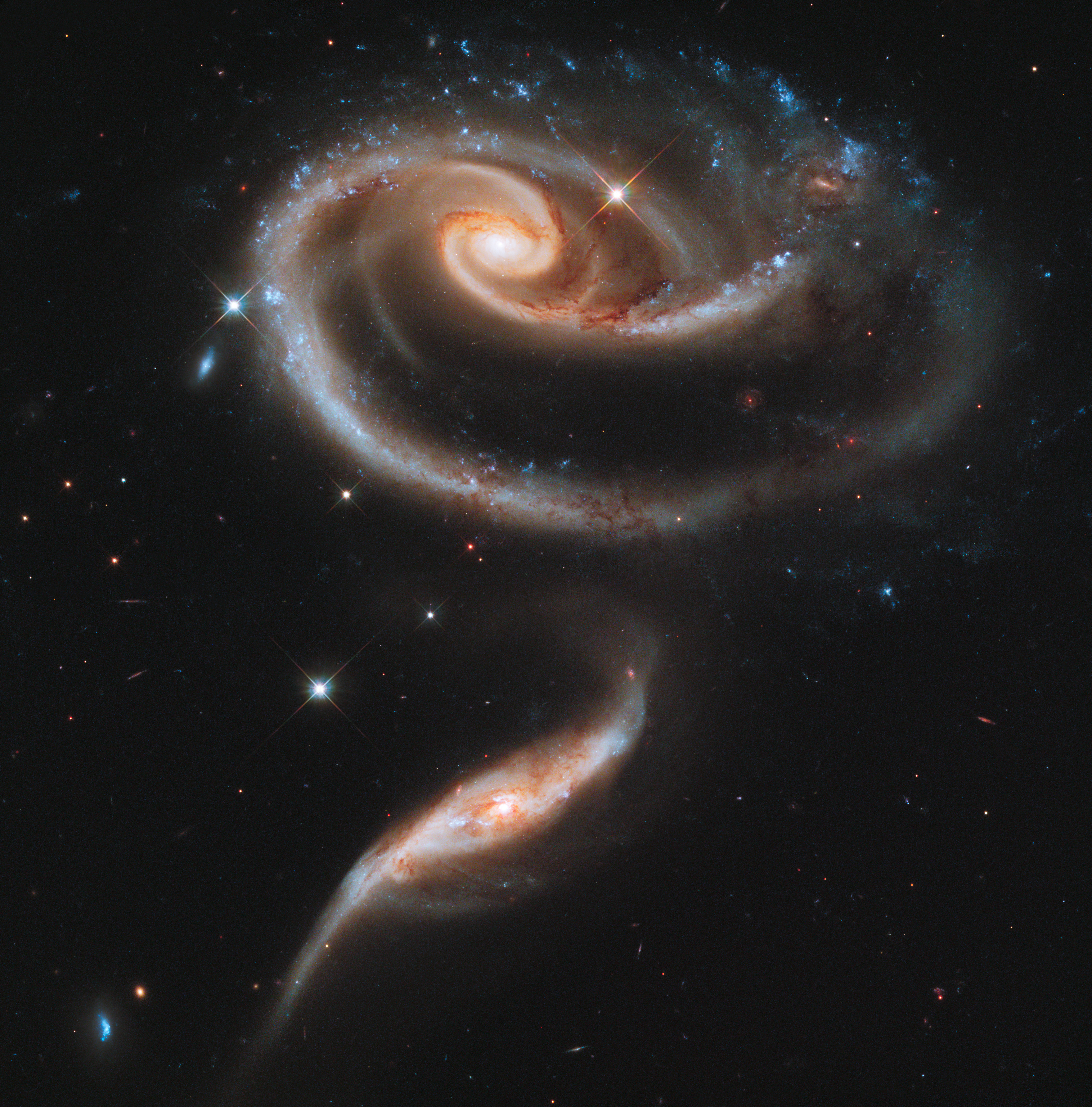
Взаимодействующие галактики Arp 273, относящиеся к пекулярным, снимок телескопа Хаббл

Существуют распространённые обозначения некоторых типов галактик, используемые вне зависимости от выбранной схемы классификации. Например, несколько процентов галактик не вписывается в основные схемы классификации — их называют пекулярными (P, от англ. peculiar — «необычный»), а их особенности чаще всего связаны со взаимодействием с другими галактиками.
Карликовые галактики также часто рассматривают отдельно от более ярких и крупных. Эти галактики очень многочисленны, но из-за невысокой светимости их трудно обнаружить на большом расстоянии. Для их обозначения используют префикс d (от англ. dwarf — «карлик»): например, можно выделить карликовые эллиптические галактики (dE) и карликовые неправильные (dIrr), а также более редкий тип — карликовые спиральные (dS). Также встречаются и такие карликовые галактики, у которых практически нет аналогов среди ярких. Это карликовые сфероидальные галактики (dSph) — объекты, похожие на шаровые звёздные скопления, увеличенные в размерах, с низкой поверхностной яркостью, и карликовые голубые компактные галактики (dBCG) — галактики небольшого размера, где идёт активное звездообразование, из-за чего у них довольно высокая поверхностная яркость.
Галактики с низкой поверхностной яркостью (LSB, от англ. low surface brightness) — ещё один выделяемый тип галактик. Вероятно, они многочисленны, но их трудно искать, поскольку их поверхностная яркость значительно ниже, чем яркость ночного неба. Такие галактики могут быть очень разными по размерам.
Галактики с активными ядрами также рассматриваются отдельно. Все их объединяет то, что в их центральных частях происходят процессы, приводящие к выделению большого количества энергии. Выделяют различные типы галактик с активными ядрами: сейфертовские галактики (S), радиогалактики, квазары (Q), лацертиды.

## Исторические системы классификации
До создания системы классификации Хаббла существовали и другие схемы классификации галактик, однако они в конечном итоге не прижились. Например, в 1908 году Макс Вольф впервые предложил такую систему, в которой рассматривалась последовательность типов — от наиболее аморфных к таким, в которых спиральная структура чётко видна. Система Вольфа в некоторых работах использовалась до 1940-х годов, а в одной из своих ранних работ её использовал и сам Хаббл. Эта система была даже детальнее, чем система Хаббла, однако некоторые типы объектов в ней в действительности были туманностями внутри Млечного Пути.
Кнут Лундмарк в 1926 году предложил схему, похожую на хаббловскую: в ней также галактики делились на эллиптические, спиральные и неправильные, однако разделялись эти типы на подклассы иным образом: по степени концентрации яркости в центре. Харлоу Шепли в 1928 году также предлагал схему, основанную на степени концентрации яркости в центре, кроме этого, в ней учитывались видимая звёздная величина и видимая сплюснутость галактики. Его схема некоторое время использовалась в Гарвардской обсерватории.

### Комментарии
1. ↑  Префикс «c» пришёл из спектральной классификации звёзд, где он обозначал узкие линии в спектре, которые встречаются у звёзд-сверхгигантов[90].
2. ↑  В первоначальном варианте классификации было 12 вариантов; варианты 10 и 11 позже были исключены, а вариант 12 сохранился[93].